# Dampflokomotive

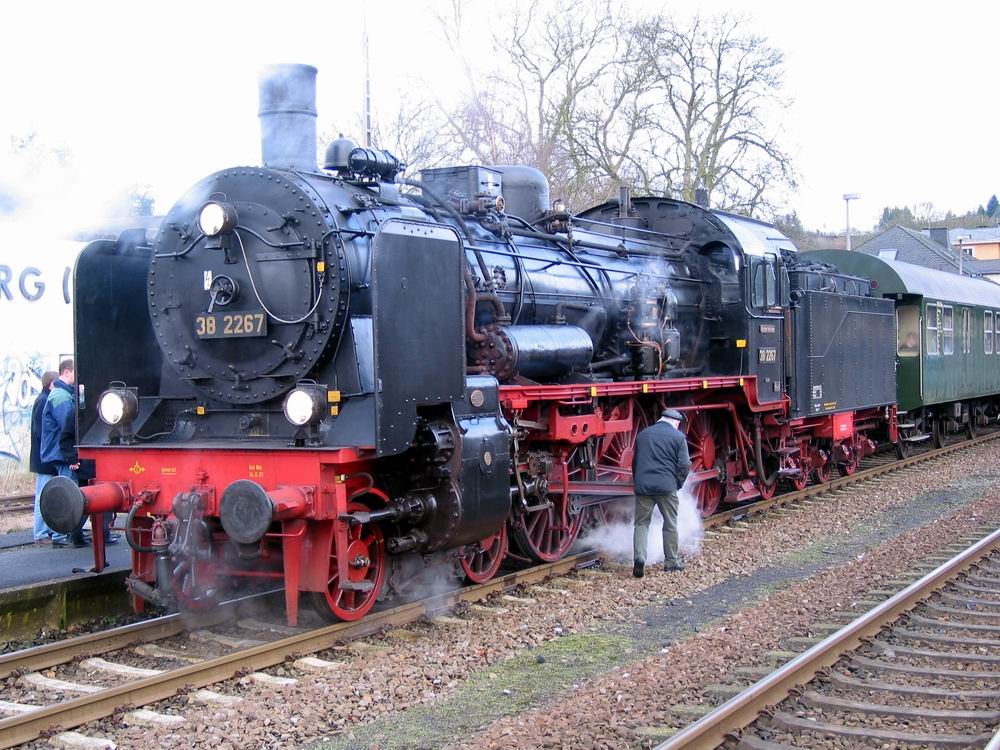
Eine preußische P 8, Baujahr 1918

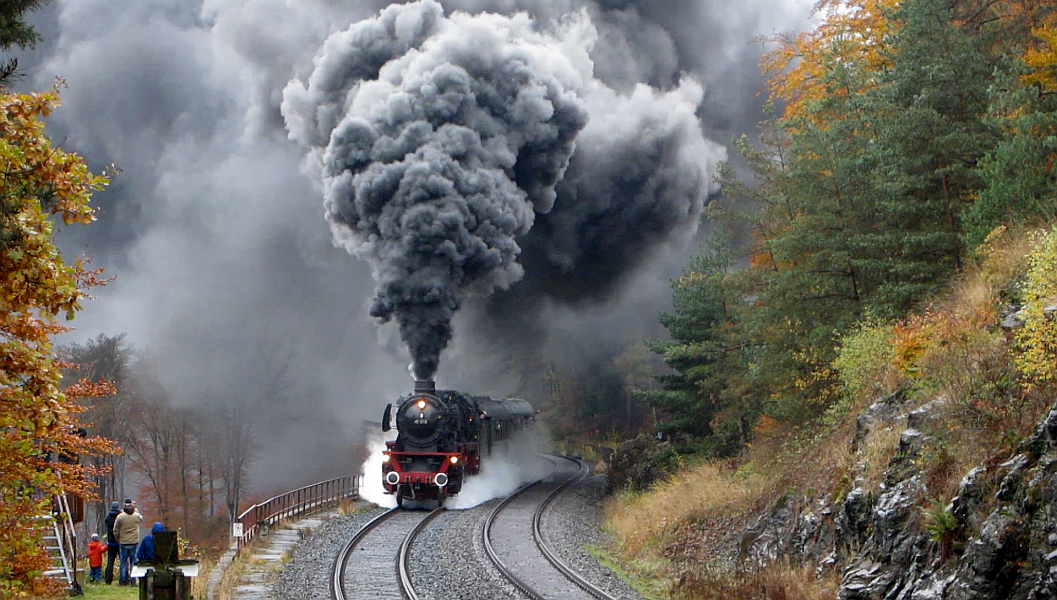
Lokomotive 41 018 der DB-Baureihe 41 auf der Schiefen Ebene, 2016

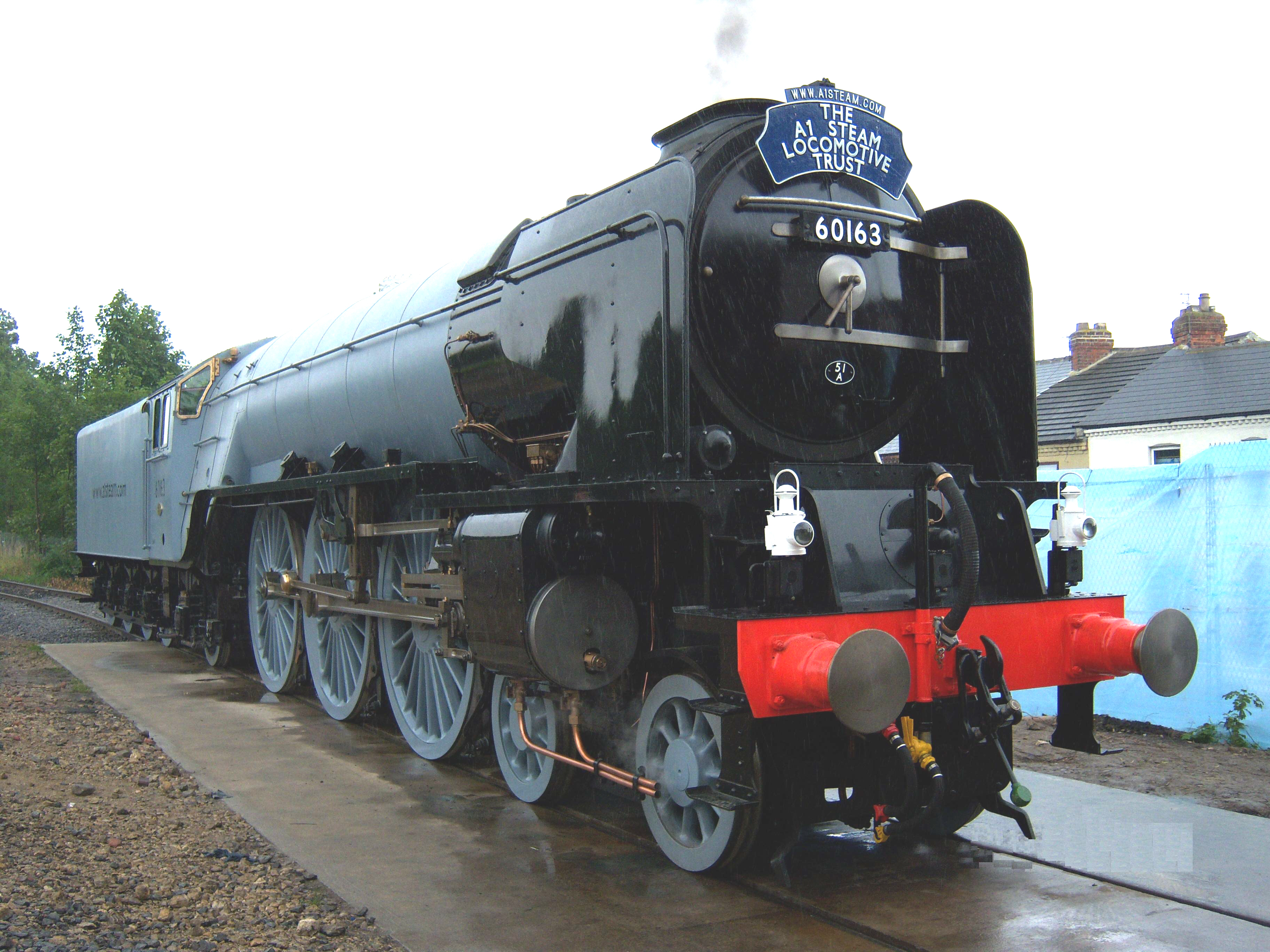
A1 60163 Tornado (LNER-Klasse A1, Nachbau 2008)

- Heißdampf-Schnellzuglokomotive der Kgl. Preußischen Staatsbahnen, Außenansicht
- Heißdampf-Schnellzuglokomotive der Kgl. Preußischen Staatsbahnen, Schnittbild

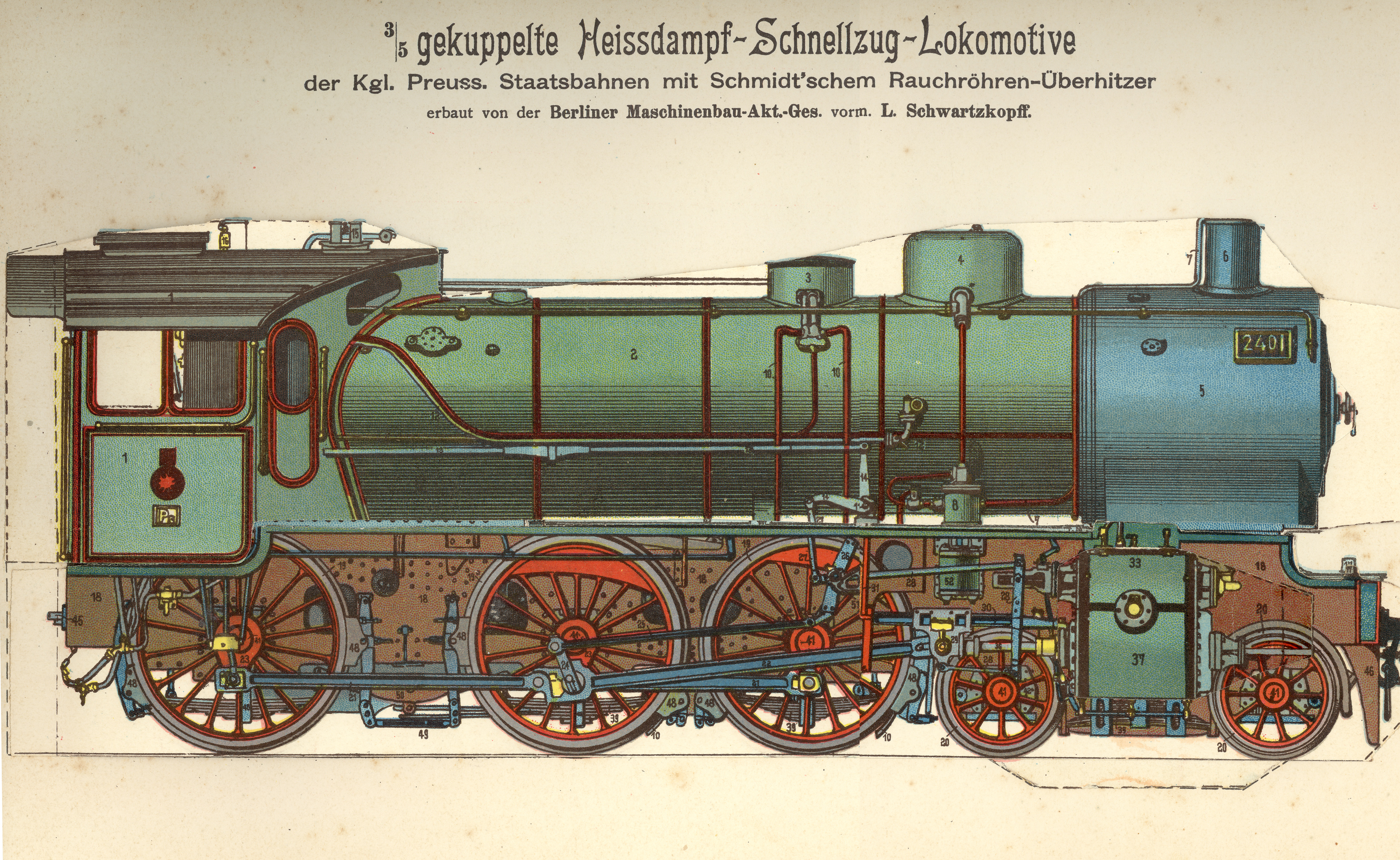
Heißdampf-Schnellzuglokomotive der Kgl. Preußischen Staatsbahnen, Außenansicht
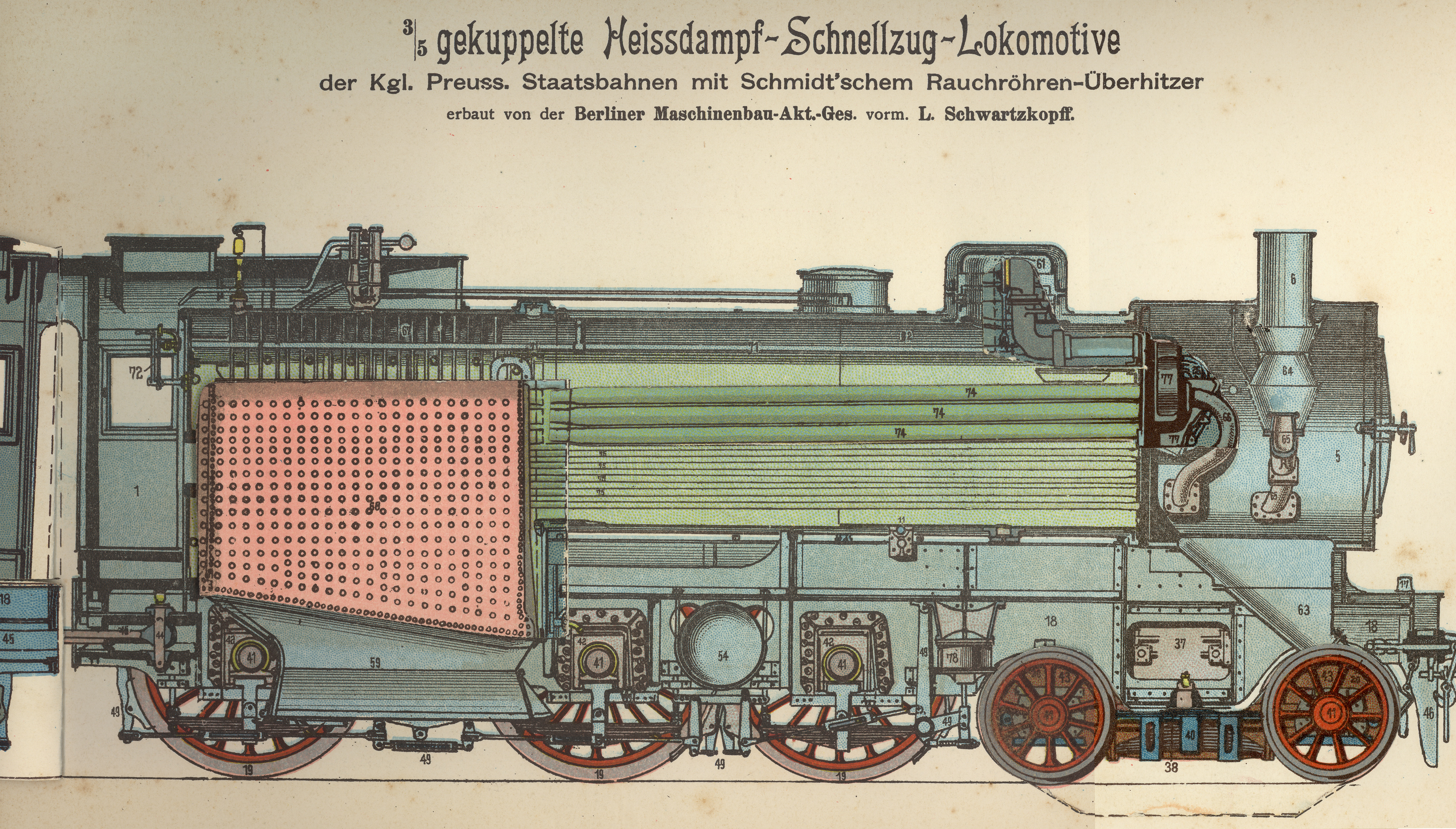
Heißdampf-Schnellzuglokomotive der Kgl. Preußischen Staatsbahnen, Schnittbild

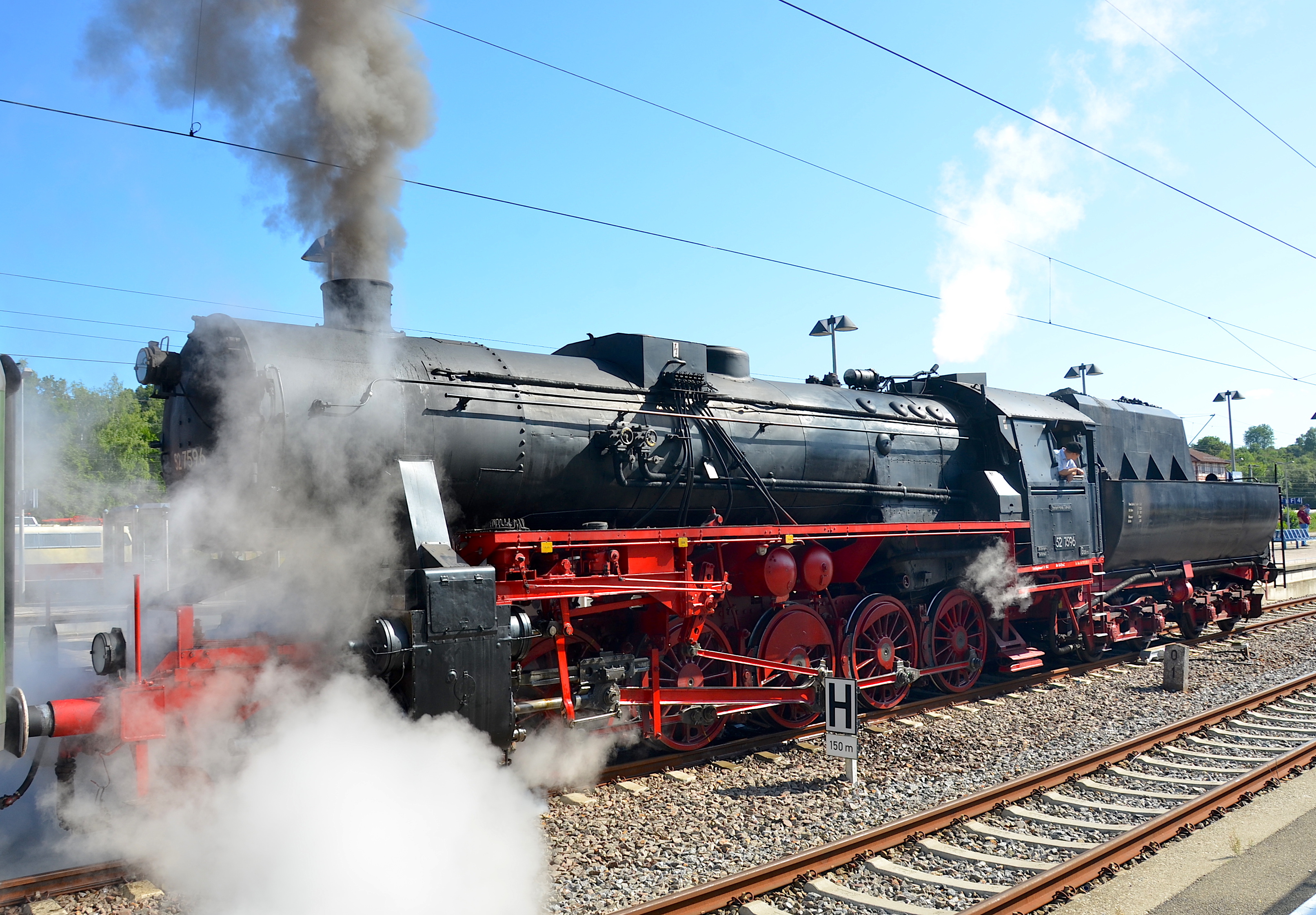
Güterzug-Dampflokomotive 52 7596 der EFZ in Rottweil

Die Dampflokomotive (kurz Dampflok, als Metapher auch Dampfross oder Stahlross) ist eine Bauform der Lokomotive, die mit Wasserdampf angetrieben wird. Neben der weit verbreiteten Regelbauart mit Dampferzeuger und Kolbendampfmaschine mit Kurbeltrieb-Fahrwerk gibt es Sonderbauarten wie feuerlose Lokomotiven, elektrische Dampflokomotiven, Zahnraddampflokomotiven, solche mit Einzelachs- oder Turbinenantrieb, Kondens- und Hochdrucklokomotiven.
Dampflokomotiven waren die ersten selbstfahrenden, maschinell angetriebenen Schienenfahrzeuge und dominierten den Schienenverkehr von seiner Entstehung bis zur Mitte des 20. Jahrhunderts. Dampflokomotiven waren auch Träger der nunmehr einsetzenden rasanten Entwicklung der Transporttechnik sowie des nationalen wie des internationalen Handels. Die Dampflokomotive ist ein Symbol für das Industriezeitalter: Ohne die erst durch sie ermöglichten Transportleistungen riesiger Mengen von Rohstoffen, Energieträgern (Kohle) und Waren auf dem Landweg wäre die etwa Mitte des 19. Jahrhunderts voranschreitende Industrialisierung nicht möglich gewesen. Mit dem Aufkommen modernerer Antriebstechnologien wurden die Dampflokomotiven wegen ihres vergleichsweise schlechten Wirkungsgrades und wegen des hohen Bedienungs-, Wartungs- und Reparaturaufwandes nach und nach von Diesel- und Elektrotriebfahrzeugen abgelöst. Seit dem letzten Viertel des 20. Jahrhunderts ist der Neubau von Dampflokomotiven eine Ausnahme.

## Technik
Dampflokomotiven wurden in einer unüberschaubaren Vielzahl verschiedener Typen und Varianten gebaut. Nachfolgend wird hauptsächlich die europäische Regelbauart des 20. Jahrhunderts mit klassischem Rohrkessel und Kolbendampfmaschine beschrieben. Davon abweichende Ausführungen sind im Artikel Dampflokomotive (Bauart) zu finden.

### Konstruktiver Gesamtaufbau
| Baugruppen einer Schlepptenderlokomotive mit der Achsfolge 1’C1’ |
| Baugruppen einer Schlepptenderlokomotive mit der Achsfolge 1’C1’: 1. Schlepptender mit Wasser- und Kohlenvorräten 2. Führerstand 3. Dampfpfeife 4. Steuerstange 5. Kesselsicherheitsventil 6. Turbogenerator/Lichtmaschine 7. Sandkasten mit Sandfallrohren (hier als Sanddom ausgeführt) 8. Reglerzug 9. Dampfdom 10. Luftpumpe für die Druckluftbremse 11. Rauchkammer 12. Einströmrohr 13. Rauchkammertür 14. Handlauf 15. Schleppradsatz 16. Umlauf 17. Lokomotivrahmen 18. Bremshängeeisen 19. Sandfallrohr 20. Kuppelstange 21. äußere Steuerung 22. Treibstange 23. Kolbenstange 24. Dampfzylinder 25. Schieber (innere Steuerung) 26. Schieberkasten 27. Feuerbüchse 28. Heiz- und Rauchrohre 29. Langkessel 30. Überhitzerelemente 31. Nassdampfventilregler 32. Dampfsammelkasten 33. Schornstein/Esse 34. Spitzensignal 35. Bremsschlauch 36. Wasserkasten 37. Kohlekasten 38. Rostlage 39. Aschkasten 40. Radsatzlager 41. Ausgleichshebel 42. Blattfederpaket 43. Treib- und Kuppelradsätze 44. Druckstück 45. Standrohr und Blasrohrkopf (Ausströmung) 46. Laufradsatz 47. Kupplung |

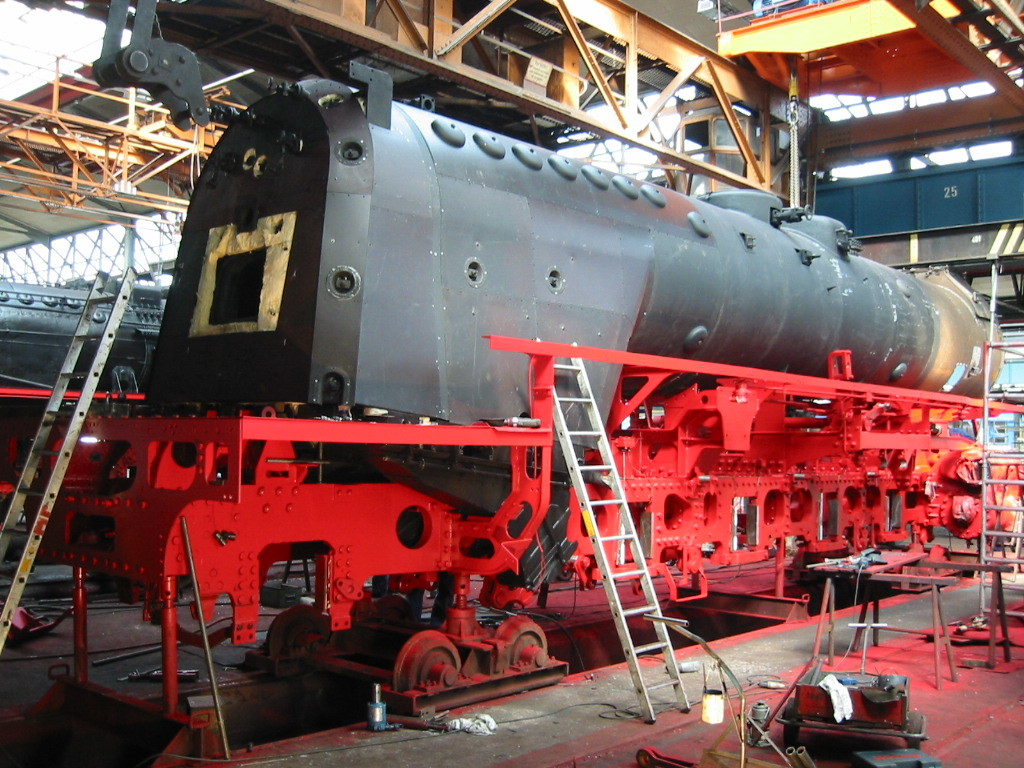
Lokomotivrahmen mit aufgebautem Kessel

Dampflokomotiven der Regelbauart bestehen hauptsächlich aus dem Dampfkessel, in dem mittels Heizenergie des Brennstoffes aus Wasser Dampf erzeugt wird, einer Kolbendampfmaschine, die die Druckenergie des Dampfes in mechanische Bewegungsenergie umwandelt, dem Fahrgestell mit Rahmen und Radsätzen und einem Führerstand zur Bedienung der Maschine. Die erforderlichen Brennstoff- und Wasservorräte werden entweder auf der Lokomotive selbst (Tenderlokomotive) oder in einem fest mit ihr gekuppelten Fahrzeug, dem Tender, mitgeführt (Schlepptenderlokomotive).
Auf dem oder am Lokomotivrahmen sind der Dampfkessel mit der darin eingebauten Feuerbüchse, die Dampfmaschine und der Führerstand montiert. Dieser Rahmen wird vom Treibradsatz, den über Kuppelstangen verbundenen Kuppelradsätzen und oft zusätzlichen antriebslosen Laufradsätzen getragen. Die Kolbendampfmaschine hat in der Regel zwei, aber auch drei und vier Zylinder, die seitlich außen am und/oder innerhalb des Rahmens angebracht sind. Die oszillierenden Bewegungen der Kolbenstangen werden mittels der Treibstangen auf die Kurbelzapfen der Radsätze übertragen und so in eine Drehbewegung umgewandelt.

### Dampferzeugung und Energieumwandlung
In Dampflokomotiven wird thermische Energie in kinetische Energie umgewandelt. Meist handelt es sich bei diesen um ein offenes System, bei dem der Dampf nach der Arbeitsleistung in den Dampfzylindern als Abdampf in die Atmosphäre entlassen wird. Bei Auspuffmaschinen wird er zuvor noch zur Feueranfachung durch ein Blasrohr geleitet. Bei Kondensationslokomotiven wird dagegen der Abdampf zu einem Kondenstender geleitet, dort wieder verflüssigt und als Kesselspeisewasser erneut verfügbar.

#### Befeuerung
Dampflokomotiven beziehen ihre Primärenergie aus der Verbrennung der mitgeführten Brennstoffe. In den meisten Fällen sind dies Kohle oder Schweröl, aber auch Holz, Kohlenstaub, Torf und Mineralöl. Der damit beheizte Kessel erzeugt aus Wasser den Dampf für die Dampfmaschine. Üblicherweise haben Dampflokomotiven eine Rostfeuerung mit flachem Feuerbett. Kohlenstaub, Schwer- oder Mineralöl benötigen keine Rostanlage, sondern werden in einem speziellen Feuerkasten mit geeigneten Brennern verheizt. Schweröl muss mit Wärmetauschern vorgewärmt werden und wird im Brenner mit einem Heißdampfstrahl zerstäubt und verbrannt. Kohlenstaub wird mit Druckluft eingetragen oder durch den im vollständig geschlossenen Feuerkasten anstehenden Unterdruck eingesaugt. Eine Sonderform stellen elektrisch beheizte Dampflokomotiven dar, die besonders in der Schweiz zu Rangierzwecken verwendet wurden.

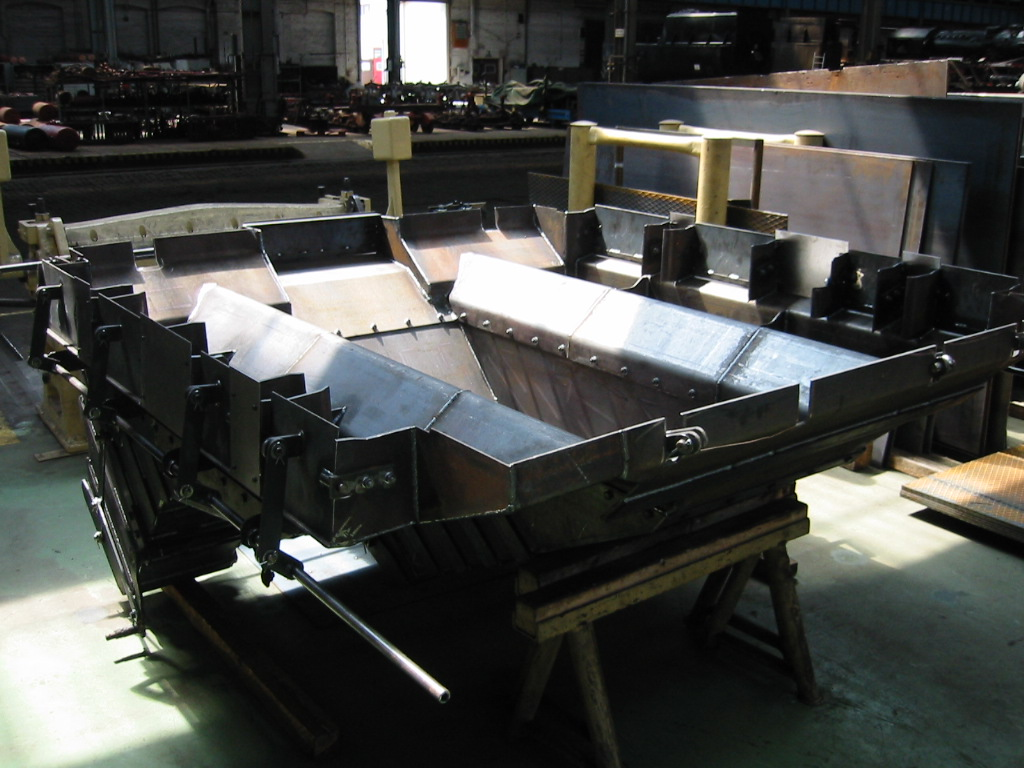
Aschkasten Bauart Stühren

Die Frischluftzufuhr für die Verbrennung erfolgt durch regelbare Luftklappen am Aschkasten, in dem bei Verbrennung fester Brennstoffe auch die Verbrennungsrückstände gesammelt werden. Zur besseren Luftversorgung bei vollem Aschkasten sind an neuzeitlichen Reko-Lokomotiven am Rahmen aufgehängte Aschkästen der Bauart Stühren verbaut, die eine Luftzufuhr unabhängig von dessen Füllungsgrad direkt unter die Rostlage ermöglichen. Bei anderen Feuerungsarten wird die erforderliche Luft durch spezielle Taschen, Schlitze oder durch die Brenner (Kohlenstaubfeuerung) selbst eingetragen.
Zur Feueranfachung und vollständigen Verbrennung ist das schon von Trevithick entwickelte, in der Rauchkammer angebrachte Blasrohr unentbehrlich. Der Maschinenabdampf wird durch eine Düse, den Blasrohrkopf, in den Schornstein geleitet. Der Abdampfstrahl füllt dabei den Querschnitt des Schornsteins vollständig aus und reißt nach dem Injektorprinzip Rauch- und Pyrolysegase mit. Dadurch entsteht in der Rauchkammer ein Unterdruck, der sich durch die Rauch- und Heizrohre bis in die Feuerbüchse fortpflanzt. Die durch den Aschkasten und die Rostlage nachströmende Frischluft sorgt für die nötige Feueranfachung. Dabei ist vorteilhaft, dass sich dieses System selbst regelt, weil bei höherem Dampfverbrauch mehr Abdampf ausgeblasen wird und damit auch ein höherer Unterdruck entsteht. Weil der Abdampf aus der Dampfmaschine nur während der Fahrt zur Verfügung steht, ist für die Feueranfachung bei Stillstand oder Leerlauffahrten zusätzlich ein Hilfsbläser eingebaut. Dieser besteht aus einem zentrisch um den Blasrohrkopf gelegten Rohrring mit feinen Bohrungen und wird bei Bedarf mit Nassdampf direkt aus dem Kessel versorgt. Vor Einführung des Hilfsbläsers wurden Dampflokomotiven bei längeren Stillstandszeiten abgekuppelt und hin- und herbewegt, um den erwünschten Kesseldruck aufrechtzuerhalten. Zur optimalen Feueranfachung und vollständigen, wirtschaftlichen Verbrennung sind eine absolut luftdichte Rauchkammer und dichte Rohrdurchführungen erforderlich.
Damit bei angestrengter Fahrt keine größeren Glutteile oder Verbrennungsrückstände durch den Schornstein ins Freie gelangen können, wird in die Rauchkammer ein Funkenfänger eingebaut. Dieser besteht aus einem Drahtgeflecht, welches das in die Rauchkammer ragende Schornsteinunterteil und den Blasrohrkopf vollständig umschließt. Ein zur Rohrwand hin pendelnd aufgehängtes Prallblech sorgt für die Selbstreinigung der Vorrichtung.
Sonderbauformen der Dampflokomotiven, die nicht mit diesem System ausgerüstet sind (Turbinen- und Kondenslokomotiven), haben zur Feueranfachung besonders regelbare Saugzuggebläse. Zur Erhöhung des thermischen Wirkungsgrades von Dampflokomotiven hat der Österreicher Adolph Giesl-Gieslingen 1951 mit dem nach ihm benannten Giesl-Ejektor die klassische Saugzuganlage erheblich verbessert. Ergebnis waren Brennstoffeinsparungen von acht bis zwölf Prozent.

#### Dampfkessel

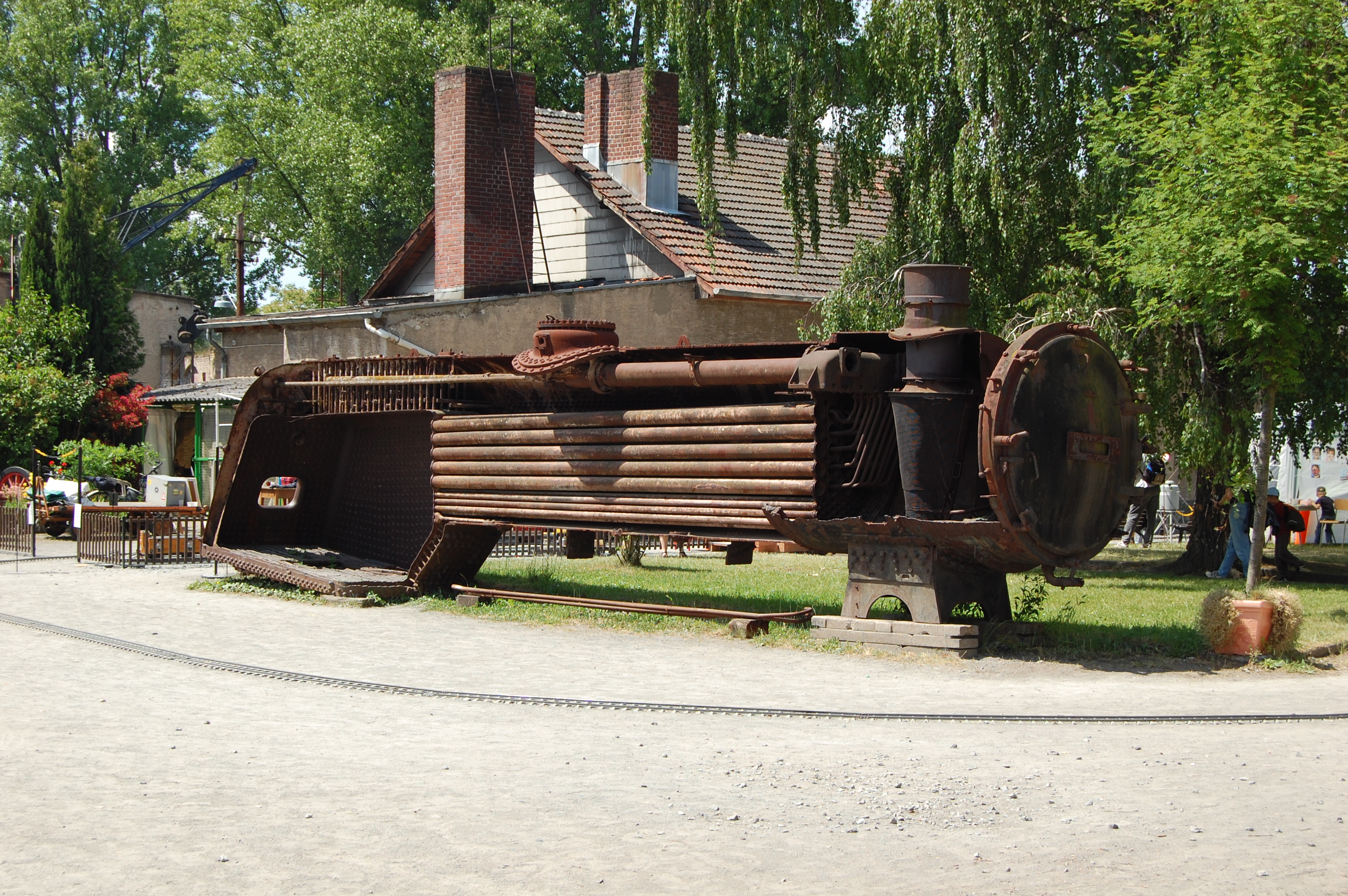
Aufgeschnittener Dampflokkessel

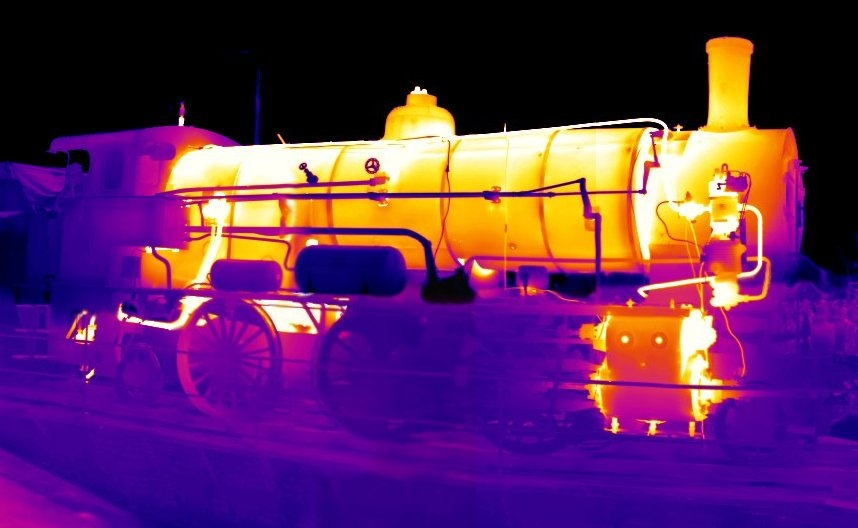
Falschfarben-Wärmebild einer Dampflokomotive

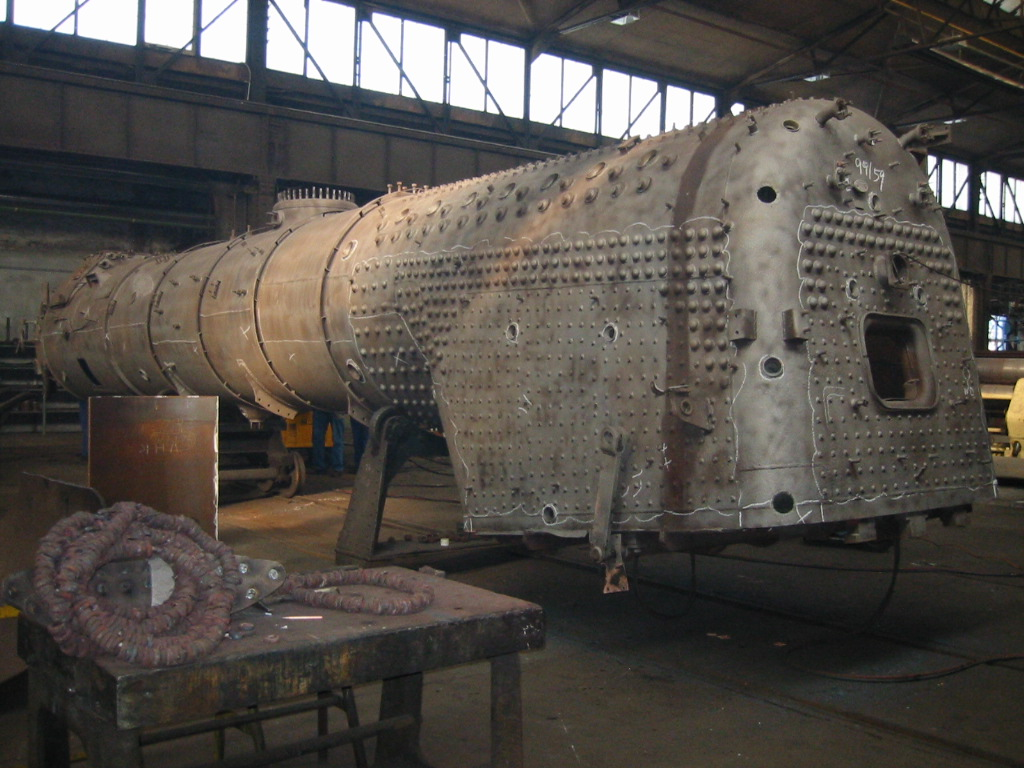
Verbrennungskammerkessel Bauart 39E während der Reparatur in der Kesselschmiede des DLW Meiningen, (2003)

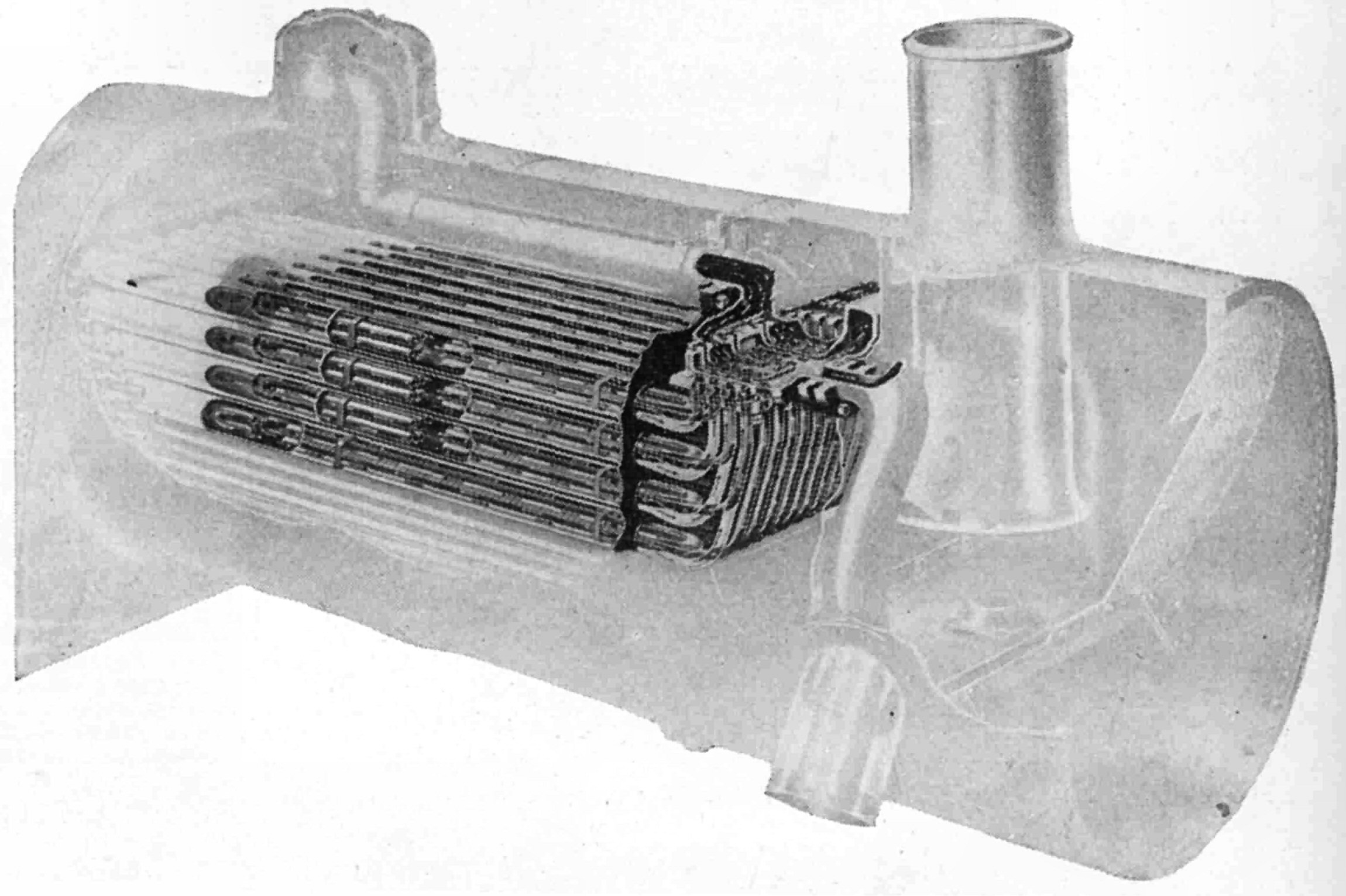
Anordnung des Überhitzers im Kessel

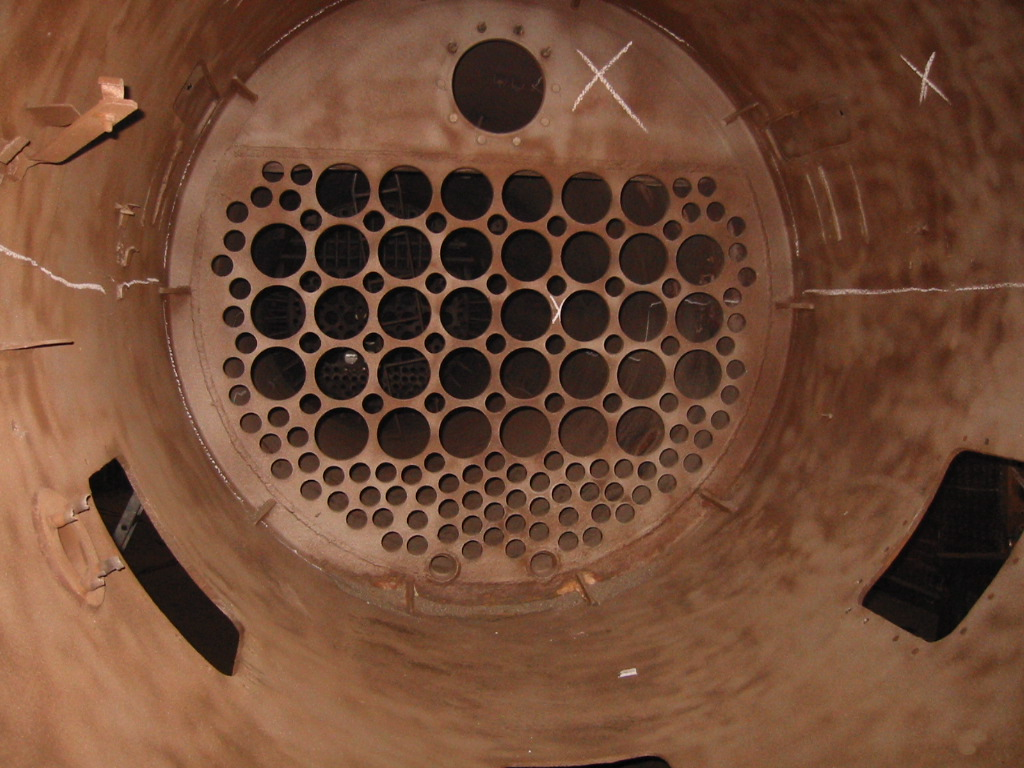
Rauchkammerrohrwand mit Öffnungen für 36 Rauch- und 112 Heizrohre

Arbeitsweise eines Kolbendampftriebwerks (Heusinger-Walschaerts-Steuerung)

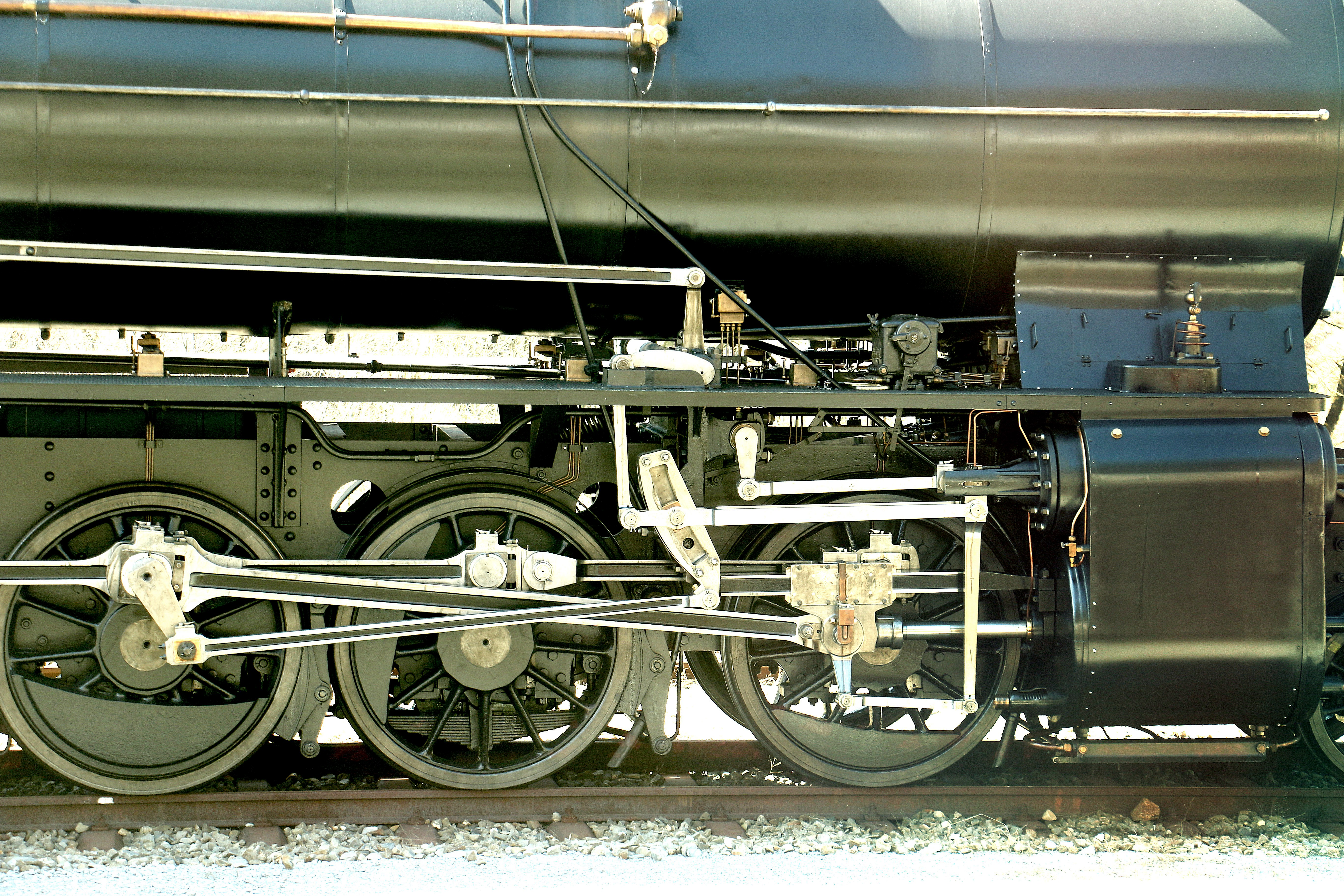
Triebwerke einer SBB C 5/6 mit Heusinger-Walschaerts-Steuerung

Für die Erzeugung des erforderlichen Wasserdampfes unter den beim Eisenbahnbetrieb ständig wechselnden Betriebsbedingungen eignet sich am besten ein Großraumwasserkessel mit vielen Heizrohren. Ein solcher Kessel hat eine große Verdampfungsoberfläche und ist unempfindlich gegen unregelmäßige Dampfentnahmen und die damit verbundenen Druck- und Wasserstandsschwankungen. Der klassische Dampflokomotivkessel besteht aus dem Stehkessel mit der vollständig von einem Wassermantel umgebenen Feuerbüchse, dem meist aus mehreren Kesselschüssen bestehenden Langkessel und der Rauchkammer mit eingebauter Saugzuganlage und Schornstein zur Feueranfachung. Bei diesem Konstruktionsprinzip handelt es sich um den sogenannten Stephensonschen Röhrenkessel.
In der Feuerbüchse wird die bei der Verbrennung erzeugte Wärme direkt an die Feuerbüchswände und das dahinter umlaufende Kesselwasser abgegeben. Man spricht hier von der Strahlungsheizfläche. Die entstehenden heißen Rauchgase durchströmen dann die im Langkessel eingebauten Heizrohre und geben dabei die Wärme an die Rohrwandungen ab. Die Summe der Fläche der Rohrwandungen bildet die Rohrheizfläche. Bei Heißdampflokomotiven sind zusätzlich zu den Heizrohren noch Rauchrohre mit wesentlich größerem Durchmesser eingebaut. In diese Rauchrohre sind die Überhitzerelemente eingeschoben, in denen der im Kessel erzeugte Dampf getrocknet und weiter erhitzt wird. Der nunmehr im Lokomotivbetrieb bis zu 400 Grad Celsius warme Heißdampf sorgt wegen seines besseren Kondensations- und Expansionsverhaltens für einen höheren Wirkungsgrad der Lokomotivdampfmaschinen.
Zur Entnahme möglichst trockenen Dampfes und zur Vermeidung des Überreißens von Kesselwasser befinden sich auf dem Scheitel des Langkessels ein oder zwei Dampfdome. In einem Dampfdom ist meist der für die Regulierung der Dampfzufuhr der Maschine zuständige Nassdampfregler eingebaut. Der erzeugte Nassdampf mit einer vom Kesselüberdruck abhängigen Temperatur von 170 bis 210 Grad Celsius ist eine Mischung aus Dampf und feinsten Wassertropfen.
Deutsche Dampflokomotiven arbeiten in der Regel mit Kesselüberdrücken von 12 bis 16 bar. Die Herstellung von Mitteldrucklokomotiven mit 20 bis 25 bar und Hochdrucklokomotiven mit bis zu 400 bar Kesseldruck waren wegen seinerzeit nicht beherrschbarer Werkstoffeigenschaften meist auf wenige Exemplare beschränkt. Viele solcher Maschinen wurden später zu Normaldrucklokomotiven umgebaut. Der Kesseldruck wird durch mindestens zwei Kesselsicherheitsventile verschiedener Bauformen begrenzt, die bei Überschreiten des zulässigen Maximaldruckes Dampf in die freie Umgebung kontrolliert abblasen.
Moderne Dampflokomotiven haben einen effizienteren Verbrennungskammerkessel. Sonderbauarten wie der Flammrohrkessel, der Brotankessel oder der Wellrohrkessel konnten sich nicht durchsetzen.

### Kolbendampfmaschine der Dampflokomotive

#### Zylinder und Kolben

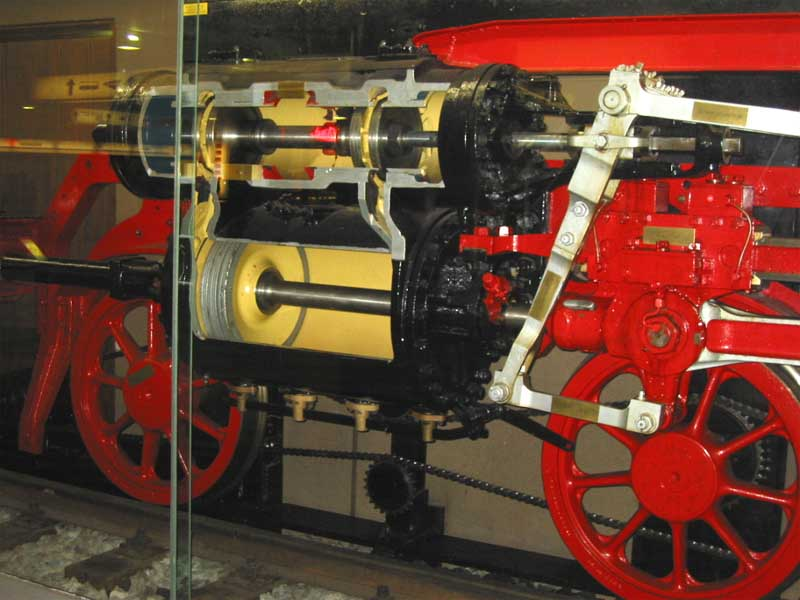
Linker Zylinderblock, aufgeschnitten

Bei Lokomotiven mit Nassdampfregler passiert der im Dampfdom entnommene Dampf zunächst das Reglerventil und gelangt von dort in die Nassdampfkammer des Dampfsammelkastens in der Rauchkammer. Von hier wird er in die Überhitzerrohre geleitet und dort auf Temperaturen von etwa 370 Grad Celsius erhitzt. Der überhitzte Dampf gelangt dann in die Heißdampfkammer des Dampfsammelkastens und von dort in das Haupteinströmrohr der Dampfmaschine. Wird anstelle des Nassdampfreglers ein Heißdampfregler verwendet, so gelangt der überhitzte Dampf von der Heißdampfkammer des Dampfsammelkastens über das Heißdampfreglerventil zum Haupteinströmrohr der Dampfmaschine. In den Zylindern der Kolbendampfmaschine dehnt sich der Dampf aus und bewegt dabei die Kolben. So wird die im Dampf gespeicherte Wärmeenergie in mechanische Energie umgewandelt.
Lokomotivdampfmaschinen sind wegen der erforderlichen Umsteuerbarkeit und weil eine Lokomotive aus jeder Stellung mit der vollen Zugkraft anfahren können muss, doppeltwirkend. Die Kolben in den Zylindern der Dampfmaschine werden abwechselnd von vorn und von hinten mit Dampf beaufschlagt. Die hin- und hergehende Bewegung der Kolben wird über die Treibstangen auf die Treibräder übertragen und damit in eine rotierende Bewegung umgewandelt.
Damit die Dampflokomotive auch bei Totpunktlage einer Kurbelstellung anfahren kann, sind die Kurbelzapfen der gegenüberliegenden Räder einer Achse gegeneinander versetzt. Der Versatzwinkel beträgt bei Zwei- und Vierzylindermaschinen eine Vierteldrehung bzw. 90°, bei Dreizylindermaschinen in der Regel eine Dritteldrehung bzw. 120°.
Die Dampfzylinder sind in der Regel waagerecht oder mit leichter Neigung parallel zur Längsachse der Lokomotive angeordnet. Unterschieden wird zwischen Innenzylindern, die innerhalb des Lokomotivrahmens liegen, und Außenzylindern, die außerhalb des Rahmens montiert sind. Innenzylinder erfordern gekröpfte Treibachsen. Bei Lokomotiven mit mehr als zwei Zylindern werden beide Bauarten kombiniert, so dass Dreizylinder- und Vierzylinderlokomotiven zusätzlich zu zwei Außenzylindern einen bzw. zwei Innenzylinder aufweisen. Außenzylinder sind aufgrund der leichteren Zugänglichkeit wartungsfreundlicher und ersparen bei Zweizylinderlokomotiven die aufwändigen gekröpften Treibachsen. Innenzylinder reduzieren wiederum aufgrund ihrer Lage das Moment der hin- und hergehenden Massen und sorgen damit für einen ruhigeren Lauf der Lokomotive. Sie bieten zudem Vorteile für die Stabilität des Rahmens.
Bei den meisten europäischen und nordamerikanischen Bahngesellschaften wurden seit spätestens der zweiten Hälfte des 19. Jahrhunderts Zweizylinderlokomotiven mit Außenzylindern bevorzugt. In Europa wurden vor allem bei besonders leistungsfähigen Güterzug- und Schnellzuglokomotiven auch drei- und vierzylindrige Antriebe verwendet; in Nordamerika waren aufgrund des großzügigeren Lichtraumprofils auch große Zylinderdurchmesser kein Problem, so dass mehrzylindrige Lokomotiven in den USA und Kanada eine seltene Ausnahme blieben. Im britischen Lokomotivbau wurden dagegen Innenzylinder auch bei Zweizylinderlokomotiven noch bis Ende der 1930er Jahre in größerem Umfang eingesetzt.

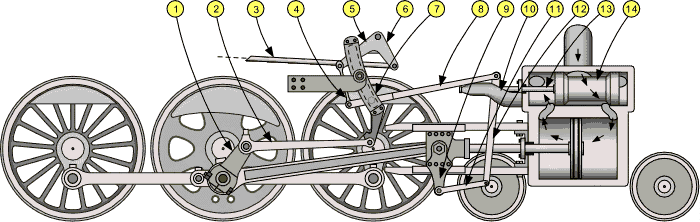
Komponenten einer Heusinger-Walschaerts-Steuerung:
1 – Gegenkurbel,
2 – Schwingenstange,
3 – Steuerstange,
4 – Hängeeisen,
5, 6 – Aufwerfhebel,
7 – Schwinge,
8 – Schieberschubstange,
9 – Lenkeransatz am Kreuzkopf,
10 – Schieberstangenführung,
11 – Lenkerstange,
12 – Voreilhebel,
13 – Schieberstange,
14 – Kolbenschieber

#### Steuerung
Das Steuersystem besteht aus Schwinge, Gegenkurbel, Schieberschubstange, Voreilhebel, Kreuzkopf, Steuerzylinder mit Kolbenschieber, Dampfzylinder und Steuerstange.
Die Anpassung der Leistung und damit des Dampfverbrauches an die wechselnden Betriebsbedingungen wird mit einer zusätzlichen Steuerung realisiert. Deren Hauptbestandteile sind die an den Arbeitszylinder angesetzten Schieberzylinder mit Schieberkolben. Sie steuern Seite und Menge des Dampfeintritts in den Arbeitszylinder. Kolbenschieber-Steuerungen haben im Gegensatz zu Flachschieber-Steuerungen eine innere Einströmung.
Im Betrieb eilen die Steuerschieber der Arbeitskolbenbewegung jeweils wechselnd voraus. Der Schieber öffnet den Zylinder, Dampf strömt ein. Nach etwa einem Drittel des Kolbenweges sperrt der Schieber den Einstrom ab. Die im Dampf vorhandene Energie treibt den Kolben durch Expansion weiter bis zu seinem Totpunkt. Die fortlaufende, wechselnde Schieberbewegung wird durch ein Steuergestänge bewirkt, das an das Antriebsgestänge angeschlossen ist. Durch variables Einstellen der Steuerung lässt sich z. B. eine hohe Anfahrzugkraft durch lange Dampffüllung über den Kolbenweg erreichen. Durch Verminderung der Füllzeiten bei hoher Geschwindigkeit wird der Dampfverbrauch pro Kolbenhub auf das notwendige Maß reduziert. Da die Dampfdehnung jetzt stärker ausgenutzt wird, verbessert sich die Energieeffizienz.
Der Triebfahrzeugführer stellt die Steuerung vom Führerstand aus mit einer Handkurbel oder mit einem Steuerungshebel, welcher in der jeweiligen Stellung durch Rastungen gesichert ist, ein, wodurch an der Schwinge der Angelpunkt des Steuerungsgestänges und damit der Arbeitsweg des Schiebers verstellt wird. Insbesondere bei neueren und Gelenklokomotiven wird die Umsteuerung mit Druckluft betätigt. Das zweite Steuerelement neben der Schieberverstellung ist das Reglerventil auf dem Führerstand, das den Dampfdruck zu den Zylindern einstellt.
Die Steuerung hat damit zwei Endpunkte der Einstellung: zum einen die voll ausgelegte Steuerung mit einem Dampfdruck, bei dem die Räder der Lokomotive gerade noch nicht durchdrehen, was beim Anfahren wichtig ist. Zum anderen die minimal ausgelegte Steuerung mit vollem Dampfdruck, um mit der maximal möglichen Expansion in den Zylindern das wirtschaftliche Optimum zu erzielen.
Dazwischen liegen zahlreiche Betriebszustände, wobei es auf die Erfahrung und das Fingerspitzengefühl des Lokführers ankommt, mit der Steuerungseinstellung den Punkt der optimalen Energieausnutzung zu finden. Durch Umsteuern der Füllreihenfolge kann die Fahrtrichtung umgekehrt werden; eine während der Fahrt gegenläufig eingestellte Dampf-Führung kann zur Bremsung genutzt werden (Gegendampfbremse).

### Fahrwerk

#### Radsätze, Einachs- und Zweiachsantrieb

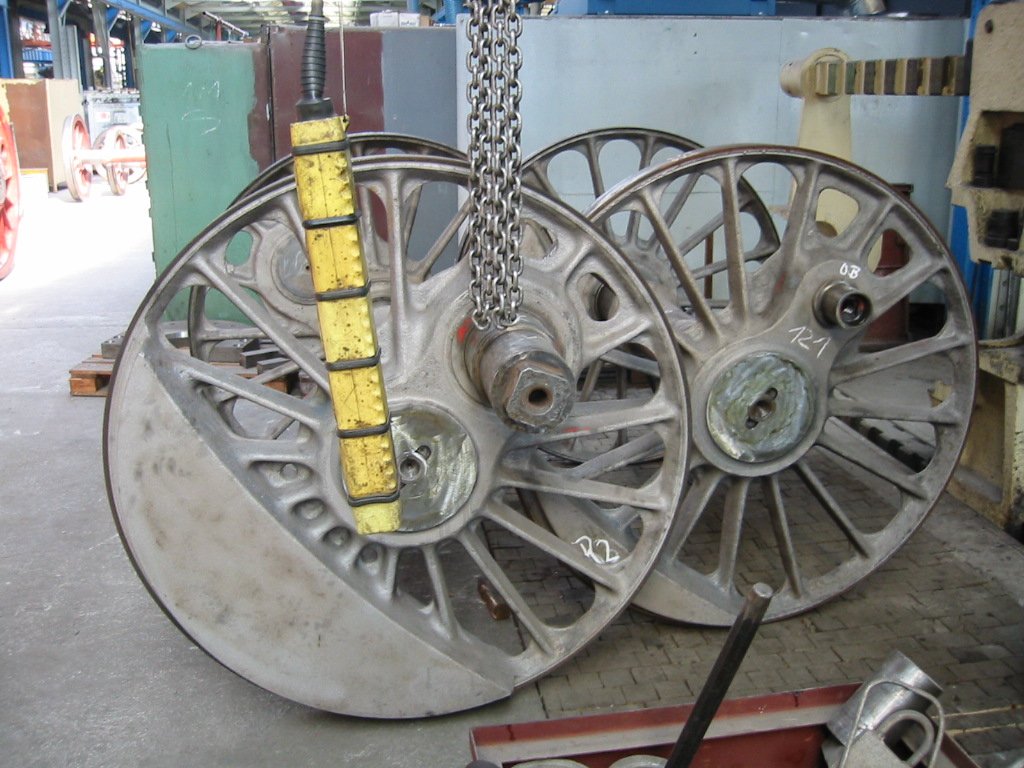
Treibradsatz (l.) und Kuppelradsatz (r.) noch ohne Radreifen

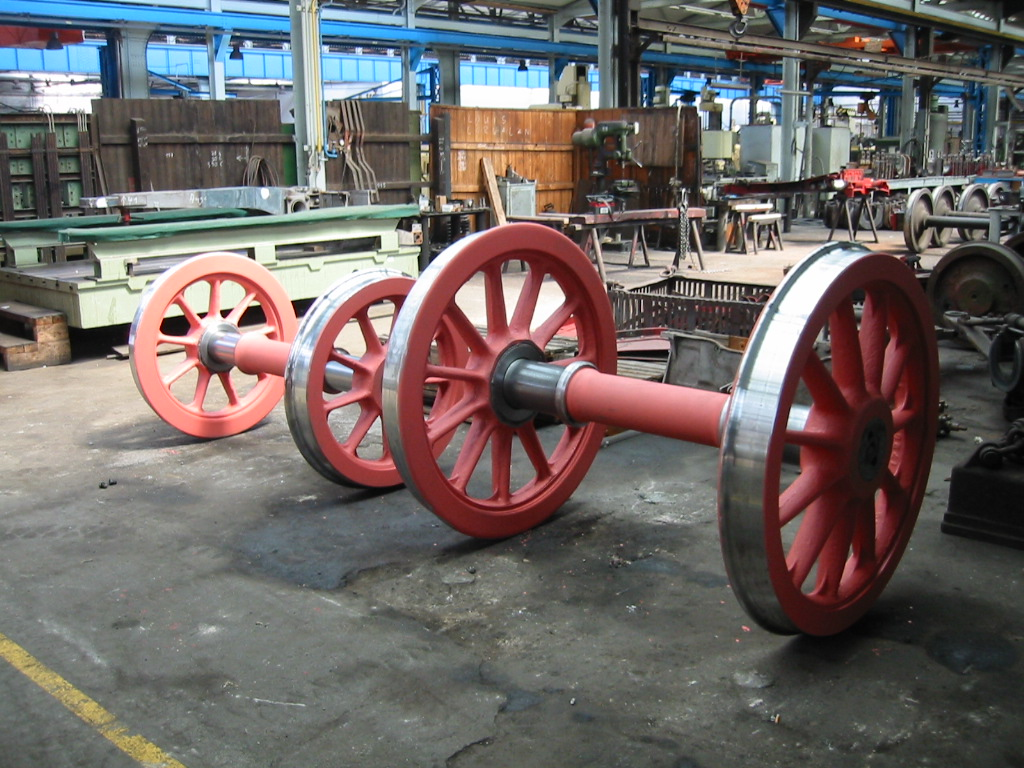
Einbaufertige Laufradsätze

Eisenbahnfahrzeuge haben nur in den seltensten Fällen lose auf den Achsen laufende Räder. Fast immer sind hier auf einer Radsatzwelle (fälschlicherweise auch Achswelle genannt) die beiden Radkörper verdrehsicher montiert. Im klassischen Dampflokomotivbau wurden die Radkörper vorwiegend als Radsterne (Speichenräder) ausgebildet. Auf die Radsterne werden Radreifen mit dem eigentlichen Laufprofil (Spurkranz, Lauffläche) aufgeschrumpft. Diese komplette Einheit, bei Wagen auch noch mit Achslagern komplettiert, nennt man Radsatz. Bei der Dampflokomotive unterscheidet man zwischen Treib-, Kuppel- und Laufradsätzen. Treib- und Kuppelradsätze sind angetriebene Radsätze. Während der Treibradsatz zur Aufnahme der von den Treibstangen übertragenen Kräfte besonders massiv ausgebildet und fest im Lokomotivrahmen gelagert wird, können Kuppelradsätze leichter und im Rahmen seitenbeweglich ausgeführt werden. Die von der Dampfmaschine erzeugte lineare Bewegung wird am Treibradsatz als Element des Kurbeltriebes in eine Drehbewegung umgewandelt. Dabei erfolgt der Kraftfluss von den Treibstangen auf die Treibzapfen oder die als Kurbelwelle ausgebildete Radsatzwelle und über Kuppelstangen auf die Kuppelzapfen eventuell vorhandener Kuppelradsätze. Als Sonderbauform wurden bei einigen langsamfahrenden mehrachsigen Lokomotivtypen zur Verbesserung der Bogenläufigkeit die seitenbeweglichen äußeren Kuppelradsätze durch Zahnradgetriebe angetrieben. Der sogenannte Luttermöller-Achsantrieb bewährte sich wegen seines komplizierten Aufbaus und der hohen Reparaturanfälligkeit jedoch nur bedingt.

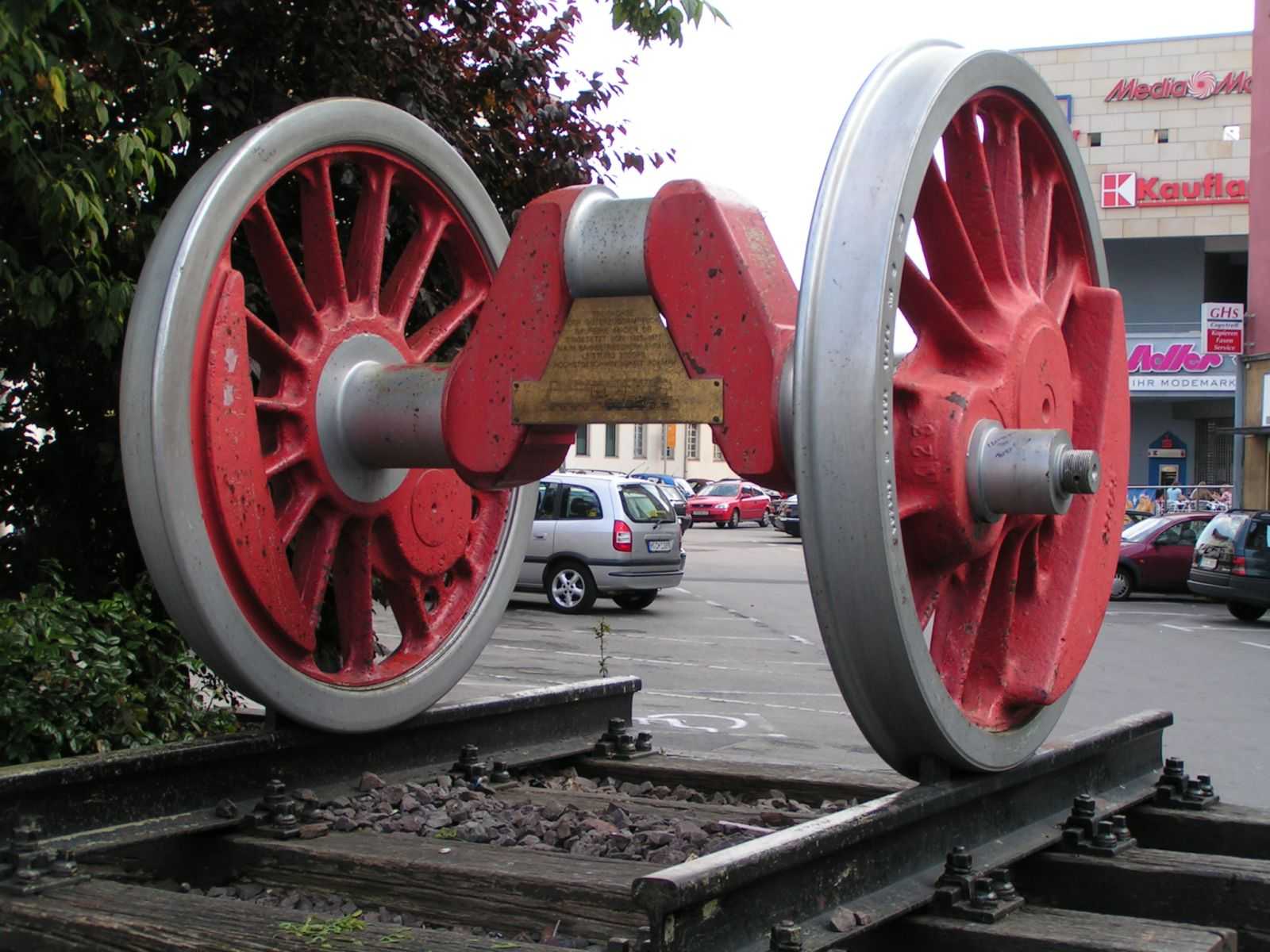
Treibradsatz einer Drillingslokomotive mit Zweiachsantrieb, Radsatzwelle als Kurbelwelle für den mittleren Zylinder, umgangssprachlich auch Kropfachse genannt

Während die Dampflokomotiven der Anfangszeit noch mit einem oder zwei gekuppelten Radsätzen auskamen, musste der mit der Weiterentwicklung der Maschinen einhergehende Zuwachs an Größe und Masse der Lokomotiven durch Einbau weiterer Kuppel- oder Laufradsätze entgegnet werden. Nur so war eine gleichmäßige Verteilung der Fahrzeugmasse, abhängig von der zulässigen Achslast, auf die Fahrbahn möglich. Die Größe der Treib- und Kuppelradsätze war durch das Lichtraumprofil und den konstruktiven Aufbau der Lokomotive begrenzt. Ein weiteres Kriterium war die theoretisch maximal mögliche Kolbengeschwindigkeit von 7 bis 9 m/s und die dadurch erreichte Drehzahl der Treibradsätze. Bis dahin meinte man, den erforderlichen Massenausgleich des Kurbeltriebes noch zu beherrschen. Erfahrungsgemäß galten Drehzahlen bis 400 min−1 für Radsätze in herkömmlichen Triebwerken, bei denen die Kraftübertragung durch Treib- und Kuppelstangen erfolgte, als beherrschbar. Darüber erwarteten die Ingenieure massive Probleme mit dem Massenausgleich und der Schmierung insbesondere der unter Dampf bewegten Teile. Die maximale Obergrenze mit 2300 mm Laufkreisdurchmesser galt an neuzeitlichen Dampflokomotiven in Deutschland mit den Lokomotiven der Baureihen 05 und 61 als erreicht. Die dreizylindrige 61 002 ist in umgebauter Form als 18 201, seit 1970 02 0201, erhalten.
Dampflokomotiven mit zwei Dampfzylindern werden in aller Regel über einen Treibradsatz angetrieben (traditionell als Einachsantrieb benannt). Bei Lokomotiven mit drei (Drilling) oder vier Zylindern (Vierling) ist neben dem Antrieb auf einen Treibradsatz (bei Verbundlokomotiven als Einachsantrieb Bauart von Borries bezeichnet) auch ein Antrieb auf zwei Treibradsätzen (Zweiachsantrieb, bei Verbundmaschinen auch Zweiachsantrieb Bauart de Glehn genannt) verbreitet.
Zur Erreichung einer höheren Zugkraft haben leistungsstarke Güterzuglokomotiven viele Kuppelradsätze mit relativ kleinen Rädern. Möglich wurde das durch den österreichischen Konstrukteur Karl Gölsdorf. Er wies nach, dass ein zwangfreier Lauf durch seitenverschiebbare Kuppelradsätze möglich ist. Der erste von ihm entwickelte Fünfkuppler war die erfolgreiche kkStB-Reihe 180. Ebenso wie die maximale Radsatzlast ist aber auch die Anzahl der kuppelbaren Radsätze in einem starren Rahmen begrenzt. Praktisch ausgeführt wurden Maschinen mit sechs in einem Rahmen gelagerten Kuppelradsätzen, beispielsweise in Deutschland die württembergische Reihe K, der späteren Baureihe 59 der Deutschen Reichsbahn. Die Bulgarische Staatsbahn hatte zwei Baureihen mit den Achsfolgen F bzw. 1’F2’ im Einsatz, auch auf Java liefen Sechskuppler. Nur einmal wurde mit der SŽD-Baureihe АА 20 ein allerdings erfolgloser Versuch mit einem Siebenkuppler unternommen. Mit mehrteiligen Rahmen und anderen Sonderlösungen wurde versucht, so viele Kuppelradsätze wie möglich unterzubringen. Die bekanntesten Gelenklokomotivbauarten sind die Bauarten Mallet, Meyer sowie Garratt und Fairlie.
Leistungsfähige Kessel erreichen Längen und Massen, die nicht alleine von den Kuppelradsätzen getragen werden können. Außerdem sind die Laufeigenschaften von Maschinen mit zu großen überhängenden Massen bei höheren Geschwindigkeiten nicht mehr zufriedenstellend. Aufgefallen ist das schon sehr früh bei den Stephensonschen Longboiler-Maschinen. Man begann deshalb damit, die Lokomotiven mit zusätzlichen, nicht angetriebenen Laufradsätzen auszurüsten. Damit ließen sich die überhängenden Massen von Rauchkammer und Zylinderblöcken sowie vom Stehkessel wirkungsvoll reduzieren. Hintere Laufradsätze ermöglichen es außerdem, Feuerbüchse und Aschkasten hinter den Kuppelradsätzen anzuordnen und so größer und leistungsfähiger auszubilden. Zur Verbesserung des Bogenlaufes wurden die Laufradsätze sehr bald seitenverschiebbar und später in verschiedenen Bauformen radial einstellbar. Rückstelleinrichtungen verbessern die Führung des Fahrzeuges im Bogen, besonders, wenn die Führungskräfte auf mehrere Radsätze verteilt werden. Deshalb wurden besonders für schnellfahrende Maschinen ein führendes Laufdrehgestell verwendet, oder man verband einen radial einstellbaren Laufradsatz mit dem ersten, seitenverschiebbaren Kuppelradsatz in einem Krauss-Helmholtz-Lenkgestell. Wegen des nötigen Platzes für den Aschkasten sind die hinteren Laufradsätze von Schlepptenderlokomotiven meist deichsellose „Adamsachsen“ oder außengelagerte Delta-Schleppgestelle. Bei Tenderlokomotiven sind identische Laufeigenschaften in beiden Richtungen in der Regel wichtiger, deshalb verfügen diese häufig über ein symmetrisches Laufwerk. Das Lenkgestell unter dem Aschkasten nimmt man in diesem Fall in Kauf.

#### Massenausgleich

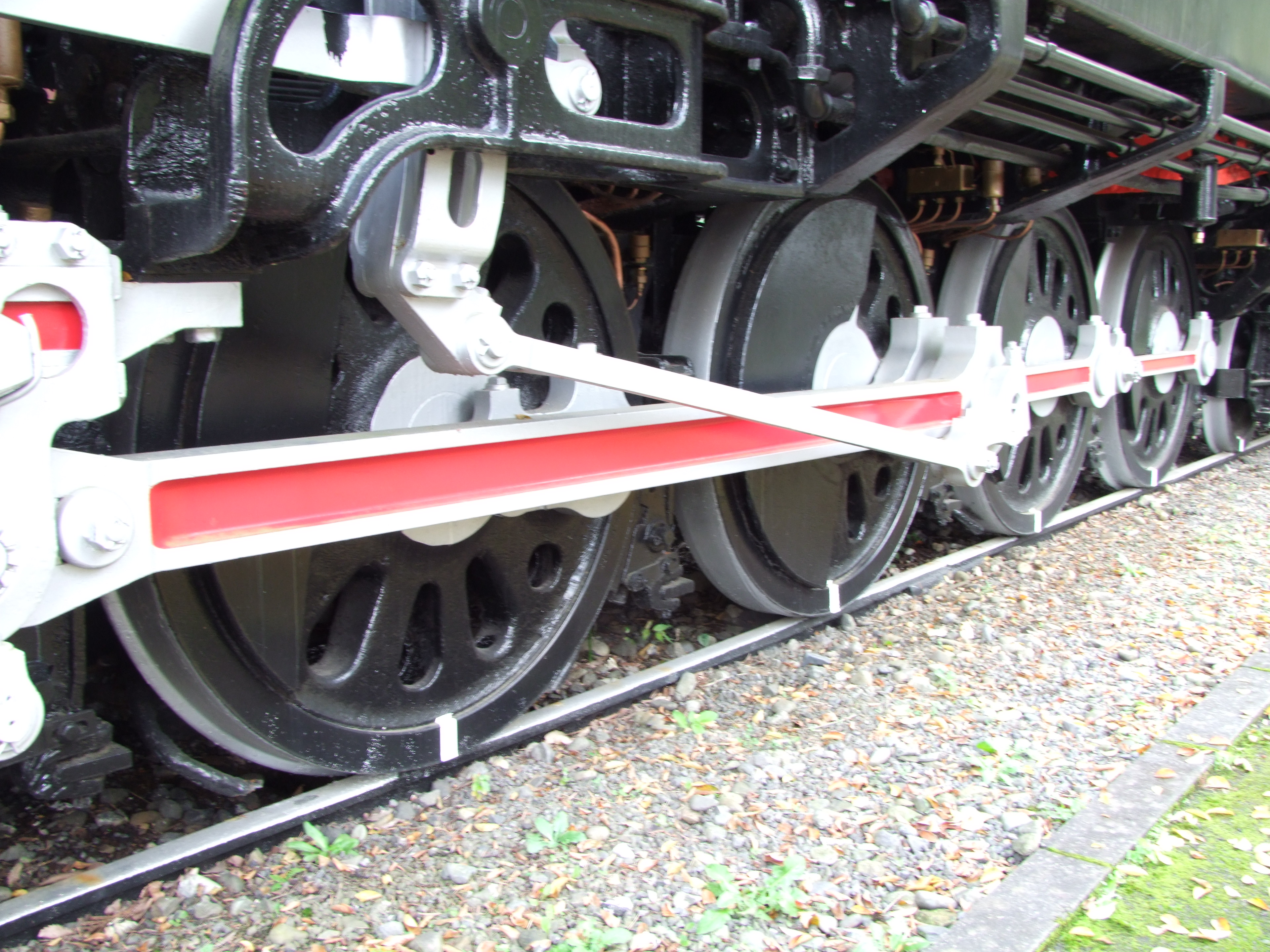
Triebwerk mit unterschiedlich großen, angegossenen Ausgleichsgewichten an den Rädern

Die hin- und hergehenden Massen der Kolben sowie auch der Kolben-, Treib- und Kuppelstangen verursachen bei der Umsetzung in die Drehbewegung erhebliche Unwuchten, die zu einem unruhigen Lauf der Lokomotive führen. Die Kolbenbewegungen einer zweizylindrigen Maschine gleichen sich dabei nicht gegenseitig aus, weil sie nicht um eine halbe, sondern um eine Viertelperiode versetzt arbeiten. Mit Ausgleichsgewichten an den Rädern können diese Kräfte teilweise, jedoch nicht vollständig ausgeglichen werden.
Die durch die umlaufenden Massen der Kuppelstangen und Kurbelzapfen allein entstehende Unwucht kann durch Ausgleichsgewichte vollständig ausgeglichen werden, so dass das Problem z. B. bei älteren Elektrolokomotiven mit Stangenantrieb und einem ansonsten rundlaufenden Motor nicht auftritt. Zum Ausgleich der hin- und hergehenden Massen einer Kolbendampfmaschine müssen die Ausgleichsgewichte jedoch vergrößert werden, was wiederum zu einer neuerlichen Unwucht der Räder führt. Dadurch können die Schienen punktuell stärker verschleißen, zudem kann bei hohen Drehzahlen sogar ein Verlust des Rad-Schiene-Kontakts auftreten, das sogenannte Springen der Räder. Als praxistauglicher Kompromiss bei der Auslegung hat sich herausgebildet, nur etwa 30 bis 50 % der hin- und hergehenden Massen auszugleichen. Bei niedrigen Geschwindigkeiten und geringem Komfortanspruch, wie etwa beim Güterverkehr wurde teilweise auch ganz darauf verzichtet.
Erheblich wichtiger war jedoch ein möglichst weitgehender Massenausgleich bei schnellfahrenden Lokomotiven. Hier konnte das Problem bereits durch Konstruktionen mit mehr als zwei Zylindern verringert werden. Fast alle Schnellfahrlokomotiven hatten deshalb Triebwerke mit drei oder vier Zylindern.

### Hilfsaggregate

#### Druckluft für die Bremsen

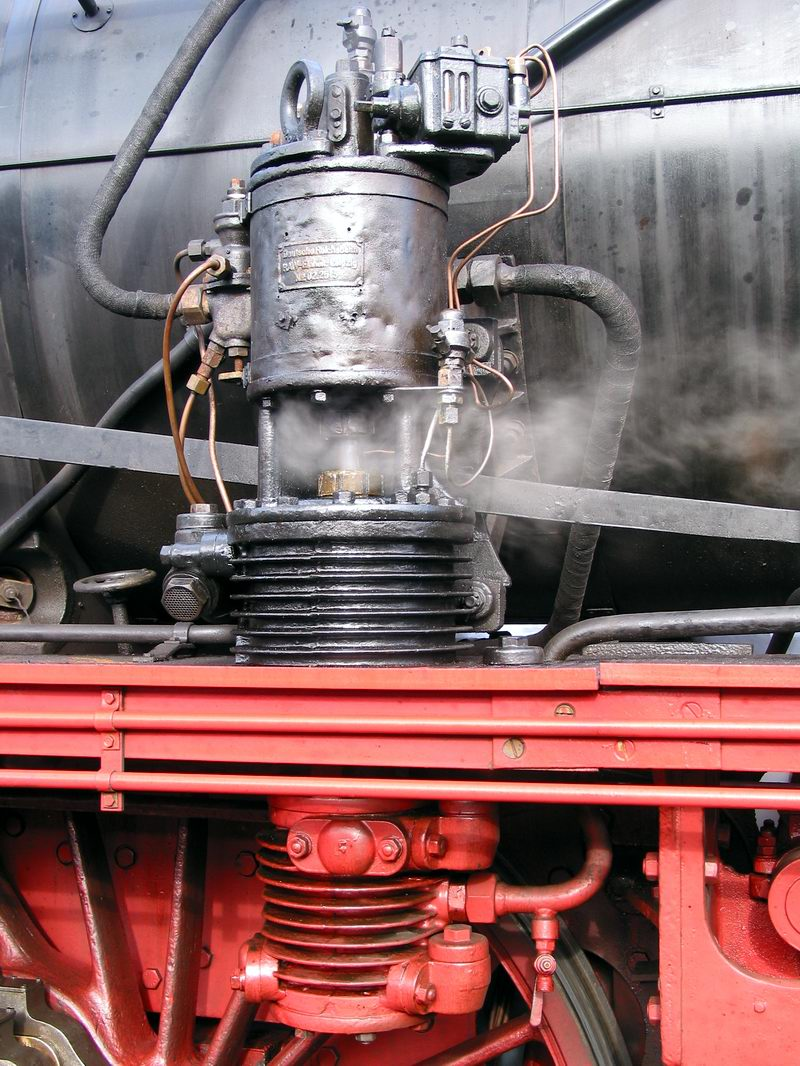
Zweistufige Luftpumpe

Die Bremsen von Dampflokomotiven bestehen zumeist aus Klotzbremsen an den Kuppelrädern, bei schnellfahrenden Maschinen auch an den Laufradsätzen, die zunächst von Hand, später mit Dampf und ab etwa 1900 hauptsächlich mit Druckluft betrieben wurden. Zur Drucklufterzeugung erhielten Dampflokomotiven eine dampfbetriebene Luftpumpe sowie verschiedene Haupt- und Hilfsluftbehälter für die Druckluftbevorratung.

#### Dampf für die Zugheizung
Zur komfortablen Beheizung von Reisezugwagen rüstete man diese in der weiteren Entwicklung mit Dampfheizeinrichtungen aus. Den dazu erforderlichen Heizdampf erhielten die einzelnen Heizungsanlagen von der Lokomotive über eine durch alle Wagen gehende Heizleitung.
Auf der Lokomotive wird dazu Nassdampf mittels Anstellventil direkt aus dem Kessel entnommen und über einen vom Führerstand aus bedienbaren Dreiwegehahn oder ein Umschaltventil (auf Einheitslokomotiven) zu dem jeweils vorderen oder hinteren Heizanschluss der Lokomotive geleitet. Ein Sicherheitsventil (4,5 bis 5 bar) und ein Druckmesser vervollständigen die triebfahrzeugseitige Dampfheizungsanlage.

#### Elektrische Stromversorgung
Mit der Einführung der elektrischen Beleuchtung und später von Zusatzeinrichtungen wie der Zugbeeinflussung wurde es erforderlich, eine dauerhafte und betriebssichere Elektroenergieversorgung zu gewährleisten. Bei ersten Versuchen benutzte man kleine, auf dem Tender aufgestellte Kolbendampfmaschinen, deren Regelung jedoch vom Heizer zu viel Aufmerksamkeit forderte. Praxistauglich wurde die Stromversorgung erst durch die Einführung von fliehkraftgeregelten Turbogeneratoren. Wegen der freizügigen Einsetzbarkeit von Lokomotiven und Wagen setzte sich bei Regelspur-Reisezugwagen die Versorgung über Achsgeneratoren durch. Deshalb sind regelspurige deutsche Dampflokomotiven nur mit Generatoren mit 0,5 Kilowatt für die Eigenversorgung ausgerüstet. Die für die punktförmige Zugbeeinflussung erforderlichen Wechselspannungen mit Frequenzen von 500, 1000 und 2000 Hertz wurden anfänglich durch aufgesetzte Zusatzwicklungen erzeugt. Bei geschlossenen Netzen, beispielsweise den Schmalspurbahnen in Sachsen, werden wesentlich größere Turbogeneratoren mit einer Leistung von 10 kW eingesetzt. Diese versorgen den gesamten Wagenzug.

### Versorgung mit Betriebsstoffen

#### Wasserversorgung

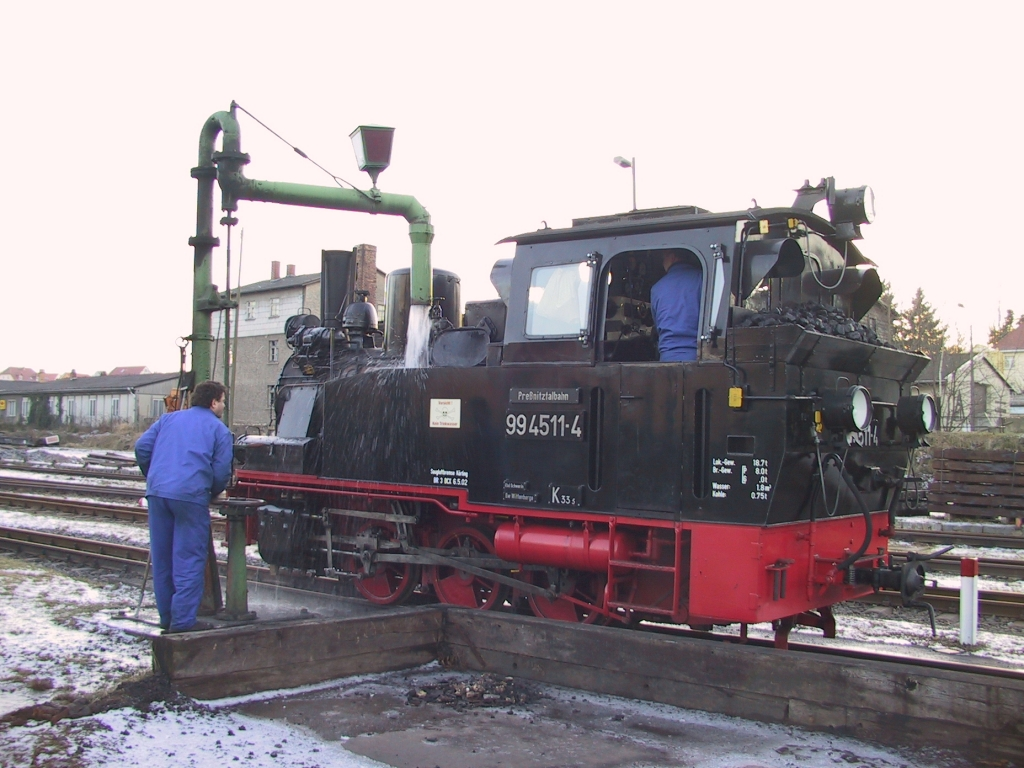
Tenderlok der Preßnitztalbahn beim Wassernehmen am Wasserkran

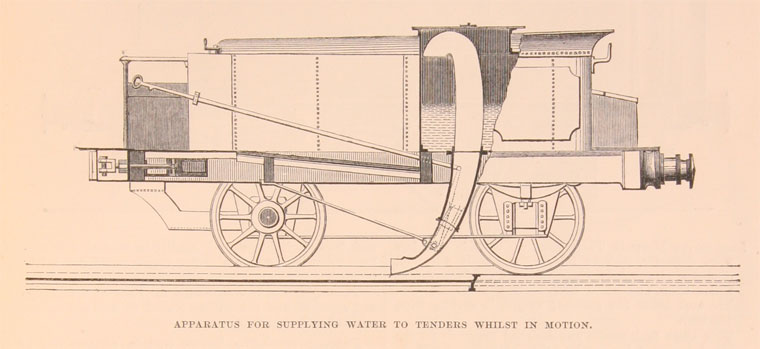
Schnittbild: Tender mit Schöpfeinrichtung; LNWR 1862

Im Fahrbetrieb wird der im Kessel aus dem Speisewasser erzeugte Dampf nach Arbeitsleistung in den Zylindern über das Blasrohr und den Schornstein in die Umgebung ausgestoßen. Ein geringer Teil des Dampfes wird durch den Betrieb der Hilfsmaschinen wie beispielsweise der Luftpumpe oder des Turbogenerators bzw. durch Dampfverluste infolge geöffneter Zylinderentwässerungsventile oder abblasender Sicherheitsventile verbraucht. Der Wasserstand im Kessel muss daher je nach Belastung in Intervallen oder auch ständig durch Nachspeisen ergänzt werden. Die zum Nachspeisen erforderlichen Wasservorräte werden in Wasserbehältern im Rahmen, seitlich des Kessels oder im Schlepptender mitgeführt, die an Wasserstationen aufgefüllt wurden. Insbesondere bei britischen Tenderlokomotiven gab es auch den Langkessel umschließende »Satteltanks«.
Für lange unterbrechungsfreie Fahrten wie etwa die des Flying Scotsman von London nach Edinburgh oder die der New York Central Railroad wurden Schöpfrohre verwendet, welche während der Fahrt in spezielle Tröge in Gleismitte abgesenkt wurden. Der durch die Fahrgeschwindigkeit entstehende Staudruck drückte das Wasser über die Rohre in den Wasserkasten des Tenders.

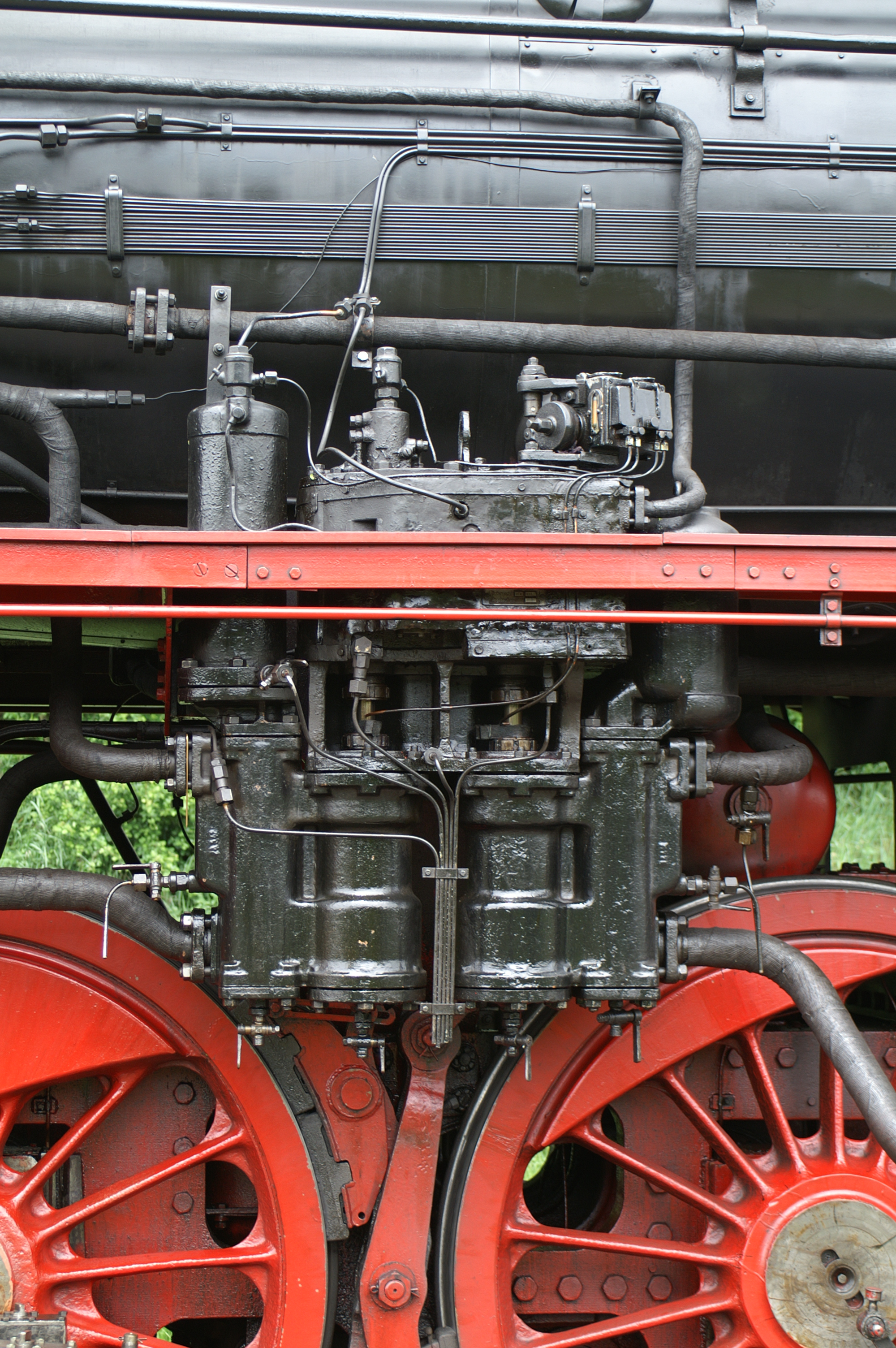
(Kolben-)Verbundmischpumpe VMP 15-20

Für die Fahrt über weite, wasserarme Strecken etwa in Argentinien, in der Sowjetunion und später auch in Südafrika wurden ab den 1930er Jahren Kondenstender entwickelt, bei denen ein großer Teil des Abdampfes nach Kondensation wieder zur Kesselspeisung genutzt werden konnte. In Deutschland wurden viele Lokomotiven der Baureihe 52 zum Einsatz in wasserarmen Gebieten der besetzten Sowjetunion mit dieser Technik gebaut. Die Kondensationstechnik führte zwar zu einer Wasserersparnis von über 90 %, war wegen des hohen Unterhaltungsaufwands in Gebieten mit ausreichenden Wasserreserven jedoch nicht wirtschaftlich. Weil der Abdampf bei Kondenslokomotiven nicht für die Feueranfachung mittels Blasrohr zur Verfügung stand, war ein besonderes Saugzuggebläse in der Rauchkammer erforderlich. Ein im Krieg positiver Nebeneffekt war, dass Lokomotiven mit Kondensationseinrichtung, insbesondere bei kalter Witterung, wegen der geringeren Abdampffahne von Tieffliegern weniger gut entdeckt werden konnten.
Da der Kessel während des Betriebs unter Druck steht, muss das Nachspeisen mit Wasser mittels spezieller Pumpen erfolgen. In der Frühzeit geschah dies meist mit Plunger- oder Fahrpumpen. Diese wurden über eine Exzenterwelle oder eine Kurbelwelle während der Fahrt der Lokomotive betrieben. Der Vorteil dieser Methode ist, dass sich die Fördermenge annähernd proportional zum zurückgelegten Weg verhält. Die Anpassung der Fördermenge geschah durch eine regelbare Umgehungsleitung. Bei längerem Stillstand oder bei längeren Fahrten bei starker Steigung (erhöhter Dampfbedarf) musste die Lokomotive vom Zug abkuppeln und auf einem freien Gleis hin- und herfahren, bis der Wasserstand wieder die gewünschte Höhe erreicht hatte.
Moderne Dampflokomotiven müssen zwei unabhängig voneinander arbeitende Speiseeinrichtungen haben, um den aus Sicherheitsgründen erforderlichen minimalen Wasserstand im Kessel zu gewährleisten. Für die Auffüllung des unter Druck stehenden Kessels werden Kolbenspeisepumpen und Injektorpumpen verwendet. Bei Kolbenpumpen treibt ein Dampfkolben einen kleinen Wasserkolben an, der das Wasser in den Kessel drückt. Bei der Injektor- oder Dampfstrahlpumpe reißt ein Dampfstrahl Wasser in der Injektorkammer mit, erwärmt es und drückt es in den Kesselraum.
Nachteilig bei Kolbenpumpen ist das Speisen des Kessels mit kaltem Wasser ohne Vorwärmung. Am Speisewassereintritt in den Kessel kam es durch die Temperaturdifferenz zu großen Wärmespannungen im Material. Ab etwa 1900 wurde das kalte Speisewasser des Tenders durch Vorwärmer (damals Oberflächenvorwärmer, später Mischvorwärmer) geleitet und vom Abdampf auf etwa 80 bis 90 Grad Celsius vorgewärmt. Weil das Kaltspeisen vermieden werden muss und Vorwärmer wegen ihrer Abhängigkeit vom Abdampf nur während der Fahrt funktionieren, muss eine der beiden Kesselspeisevorrichtungen eine Dampfstrahlpumpe sein. In einigen Ländern, beispielsweise in der ehemaligen UdSSR und in Polen, verzichtete man weitgehend auf Kolbenspeisepumpen und rüstete fast alle Lokomotiven nur mit Strahlpumpen aus.
Der korrekte Wasserstand im Dampfkessel wird ebenfalls mit zwei unabhängig voneinander arbeitenden Schaugläsern sowie Probierhähnen vom Heizer der Lokomotive kontrolliert. Ein zu niedriger Wasserstand kann zu einem Kesselzerknall führen, ein zu hoher Wasserstand birgt die Gefahr des Mitreißens von flüssigem Wasser mit anschließenden schweren Schäden am Überhitzer und in den Zylindern. Besonders im Zylinder verursacht schon die kleinste Menge Wasser einen Wasserschlag: Der Freiraum zwischen dem Kolben im Totpunkt und dem Zylinderboden ist so gering, dass der sich bewegende Kolben durch das nicht komprimierbare Wasser im Zylinder den Zylinderdeckel regelrecht absprengt.
Um die Betriebssicherheit und die Wirtschaftlichkeit der Dampflokomotive zu gewährleisten, wird das Kesselspeisewasser aufbereitet. Insbesondere wird der Kesselsteinbildung vorgebeugt, indem die Kesselsteinbildner durch chemische Zusätze im Kessel zu Boden sinken (ausfällen) und dort eine schlammartige Schicht bilden (Innere Speisewasseraufbereitung). Durch das Abschlammventil kann dieser Bodensatz regelmäßig, auch während der Fahrt durch den Heizer, ausgeschwemmt werden. Zusätzlich wird der Kessel in größeren Abständen ausgewaschen.

#### Brennstoffversorgung

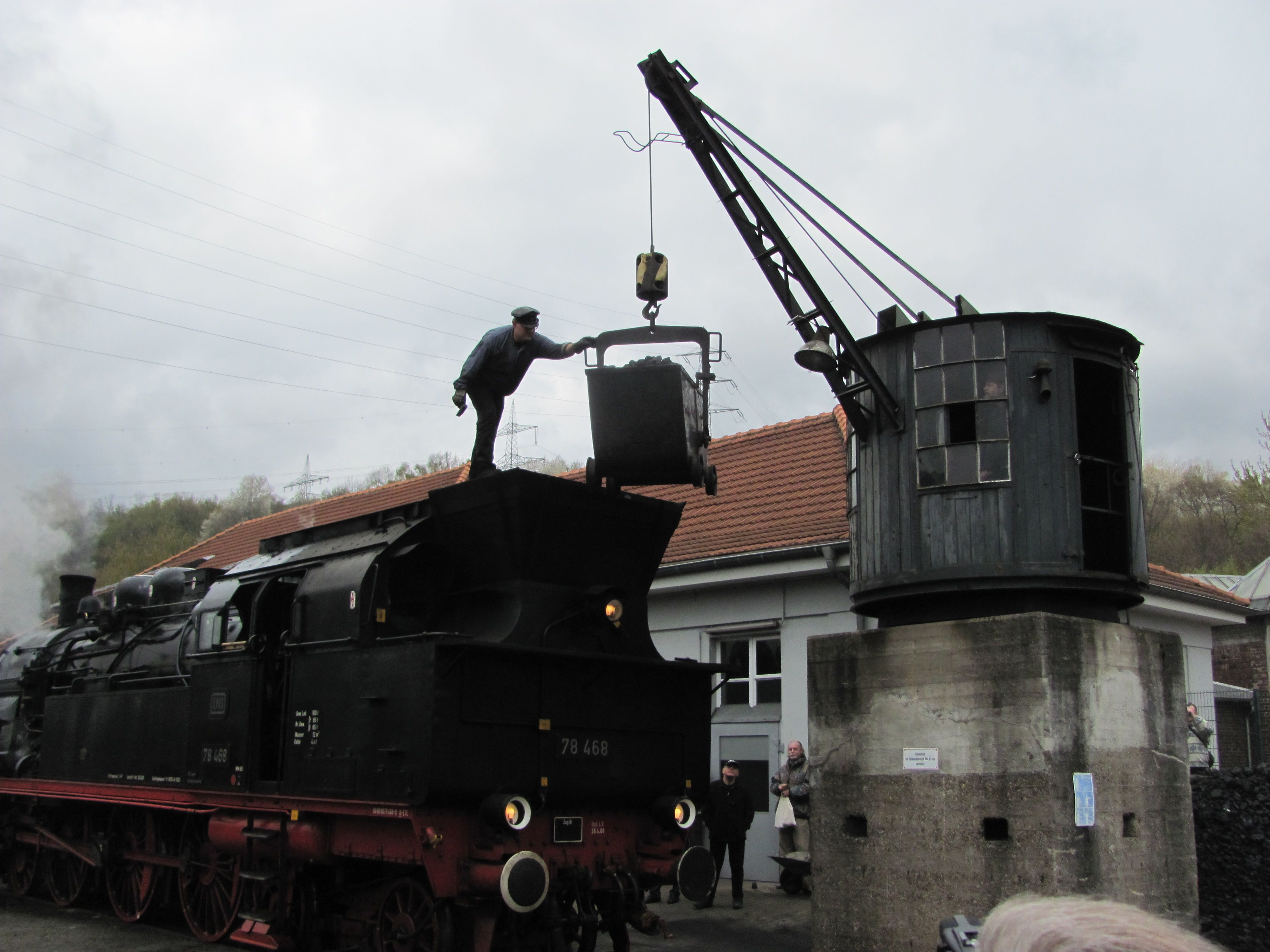
Bekohlung – Eisenbahnmuseum Bochum-Dahlhausen

Die verwendeten Brennstoffe (überwiegend Kohle, teils auch Kohlenstaub, Holz, Torf oder verschiedene Öle) werden, ebenso wie der Wasservorrat, in Behältern auf der Lokomotive oder im Schlepptender mitgeführt. In der Regel wurden Kohle und andere feste Brennstoffe vom Lokomotivheizer manuell oder mit einer Schaufel dem Vorratsbehälter entnommen und durch das Feuerloch in die Feuerbüchse befördert.
Einzelne Lokomotivbauarten wurden zur Entlastung des Bedienpersonals auch mit einer maschinellen Beschickung der Feuerung, dem sogenannten Stoker ausgerüstet. Die Stokeranlagen bestanden meist aus Förderschnecken, die den Brennstoff vom Kohlenbehälter durch Rohrleitungen in die Feuerbüchse beförderten. Die Förderschnecken wurden von einer Dampfmaschine angetrieben und waren dem Brennstoffbedarf angepasst fein regel- und umsteuerbar.
Bei Ölfeuerung wird der vorgewärmte Brennstoff durch einen oder mehrere Brenner (je nach Bauart unterschiedlicher Anordnung und Ausführung) mittels regelbarem Dampfstrahl in den Feuerkasten eingeblasen.
Anders funktionieren Kohlenstaublokomotiven, bei denen der feingemahlene Kohlenstaub durch den im allseitig abgedichteten Feuerkasten herrschenden Unterdruck eingesaugt oder mittels Druckluft eingeblasen wird. Gelegentlich wurde bei Speicherdampflokomotiven in Eisenwerken eine rotglühende Roheisen-Bramme in der Lokomotive deponiert. Mit dieser Heizwärme konnte die Lokomotive etwa zwei Stunden fahren.
Beim gegenwärtigen Betrieb von Dampfloks steht man vor dem Problem, „dass die für die Dampflok typische Kohle auf dem Markt nicht mehr angeboten wird […] weil es kaum noch Abnehmer gibt und die Hauptabnehmer von Kohle (Montanindustrie, Kraftwerke) ganz andere Anforderungen an die Kohle stellen“. Der Verband deutscher Museums- und Touristikbahnen hat eine Übersicht der möglichen Brennstoffe mit ihren Vor- und Nachteilen sowie Kosten erstellt. Für Kohlebrennstoff wird „polnische Kohle, Nuss 1“ empfohlen, von anderen derzeit verfügbaren Sorten wird abgeraten.

### Führung der Lokomotive

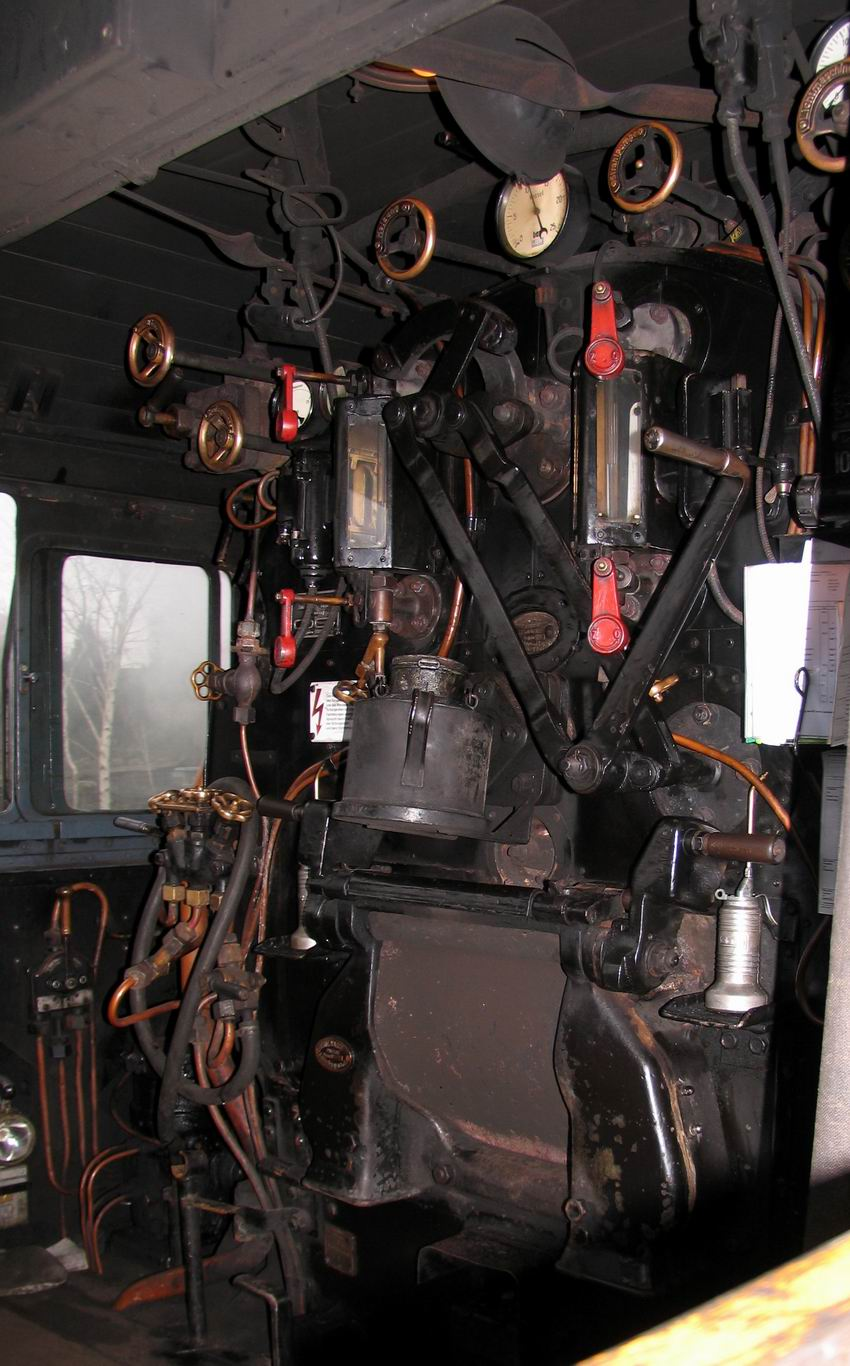
Führerstand der „Preußischen P8“, Blick auf die Heizerseite.
unten die Feuertür, rechts mittig der Buchfahrplan

In der Regel befindet sich das Führerhaus einer Dampflokomotive hinten auf dem Rahmen hinter der Feuerbüchse. Von dort wird sie in der Regel von zwei Personen gesteuert. Der Lokführer hat seinen festen (Sitz-)Platz auf der Seite, auf der sich Steuerung, Regler, Führerbremsventil und Zusatzeinrichtungen wie die Zugbeeinflussungsanlage befinden. In Kontinentaleuropa ist dies üblicherweise rechts, auf den britischen Inseln war dies meist die linke Seite. Er beobachtet von dort die Strecke und die Signale und steuert den Lauf der Lokomotive und des Zuges. Der Heizer überwacht und betreibt vor allem die Feuerung und Dampferzeugung (Brennstoff- und Wassernachschub, Druckerzeugung) durch das Einbringen von Brennstoff in die Feuerbüchse. Der Heizer unterstützt den Lokführer bei der Signalbeobachtung durch Meldungen und Bestätigungen. Der Sitz für den Heizer liegt auf der dem Lokomotivführer gegenüberliegenden Seite des Führerhauses.
Anfänglich standen Lokomotivführer und Heizer auf einer ungeschützten Plattform hinter der Feuerbüchse. Mit zunehmenden Geschwindigkeiten wurde es unerlässlich, einen Windschutz und zumindest ein kurzes Dach anzubauen. Die Einführung des geschlossenen Führerhauses geht auf den Eisenbahnpionier Max Maria von Weber zurück, der die Strapazen des Lokomotivführers und des Heizers vor allem in der winterlichen Jahreszeit aus eigener Anschauung kannte und in seinem literarischen Werk beschrieb. Sitzplätze wurden jedoch auch dann noch als „unerhörter Komfort“ und als der Aufmerksamkeit zur Streckenbeobachtung abträglich angesehen.
Zur Bildung von Wendezügen wurde mit Signalvorrichtungen zwischen Steuerwagen und schiebender Lokomotive experimentiert, die in ihrer Funktionsweise an die Maschinentelegrafen aus der Seefahrt erinnern. Erfolgreich wurde dies 1936 bei den Stromlinienzügen der Lübeck-Büchener Eisenbahn praktiziert. Dies erforderte jedoch eine feste Zugzusammenstellung, die die freizügige Verwendung der Lokomotiven einschränkte und deshalb nicht weiter verfolgt wurde.

### Standards, Entwicklungsgrenzen, Sonderbauformen

#### Standard-Entwicklungen

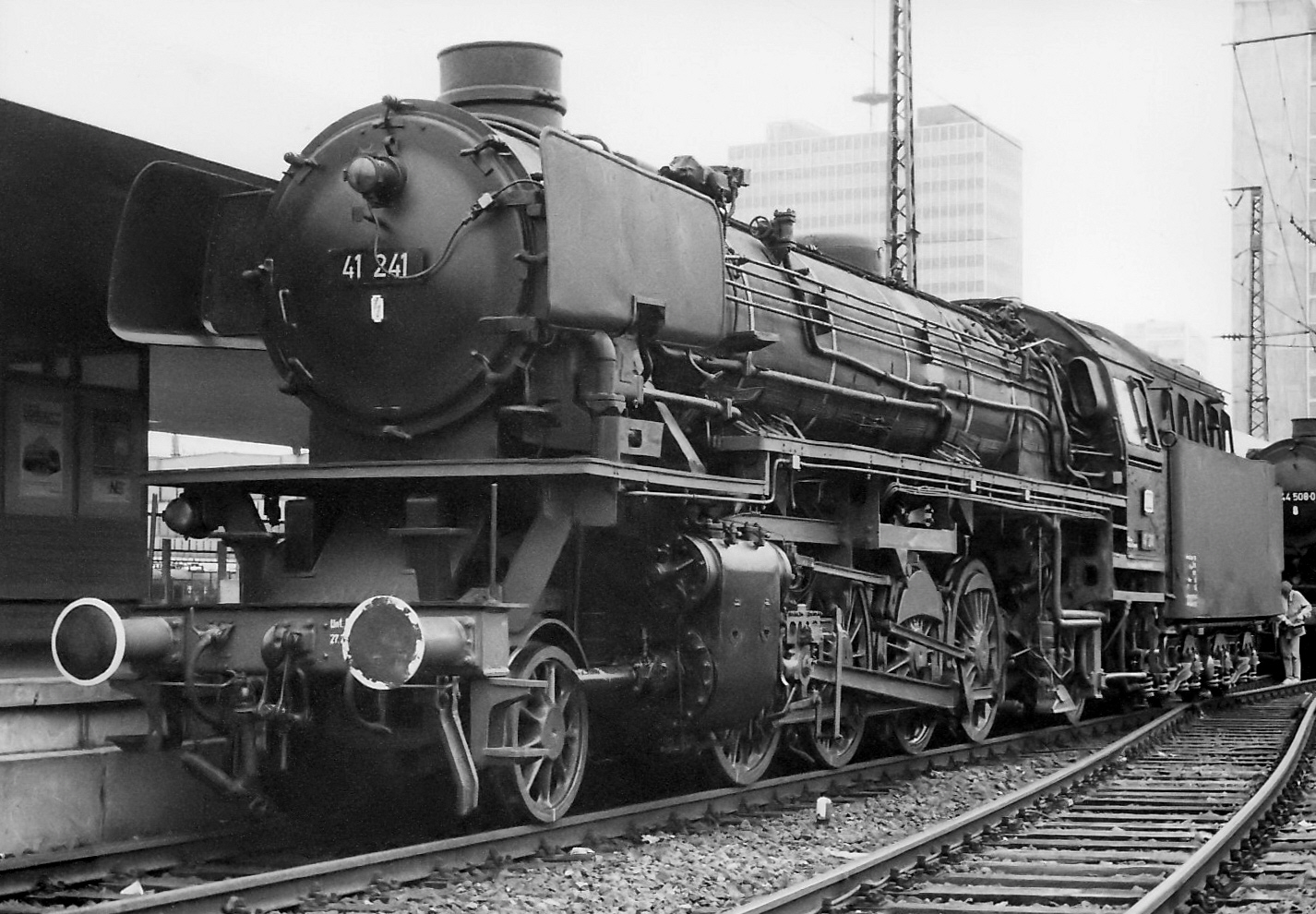
Deutsche Einheitslokomotive Baureihe 41 als Umbaulokomotive der Deutschen Bundesbahn

Die verbreitetste und einfachste Bauform der Dampflokomotive hatte vorn ein bis zwei Laufradsätze und darauf folgend drei bis fünf miteinander gekuppelte Treibradsätze sowie eventuell noch einen Laufradsatz unter dem Führerhaus. Die Dampfmaschine bestand aus einem Kessel mit Nassdampf- oder Heißdampferzeugung und zwei doppelt wirkenden Zylindern mit einfacher Dampfdehnung.
In den 1920er-Jahren entstanden in Deutschland die ELNA-Dampflokomotiven. Die Abkürzung ELNA steht für Engerer Lokomotiv-Normen-Ausschuss. Die Lokomotiven sollten durch Vereinheitlichung wirtschaftlicher produziert und betrieben werden können.
Unter dem Namen Einheitslokomotiven wurden ab 1925 für die Deutsche Reichsbahn, unter Leitung des damaligen Bauartdezernenten beim Reichsbahn-Zentralamt, Richard Paul Wagner, Dampflokomotiven entwickelt und gebaut. Man hatte sich entschlossen, bewährte Länderbahnlokomotiven durch Neuentwicklungen zu ersetzen. Hauptgründe waren Normung und die Verwendung einheitlicher Bauteile. Genormt wurden nicht nur Bauteile wie Radsätze, Lager, Pumpen, Rauchrohre, Zylinderblöcke und Armaturen, sondern auch Materialien wie Kesselbleche und Rahmenmaterialien. Damit wurden viele Teile auch baureihenübergreifend austauschbar, was die Lagerhaltung vereinfachte und den Unterhalt günstiger machte. Die erste Einheitslokomotive war die DR-Baureihe 01 als 2’C1’ h2. Beide deutschen Nachkriegsstaatsbahnverwaltungen bauten auf diesen Standardisierungen auf; allerdings entstanden die Neubaulokomotiven der Nachkriegszeit nach neueren Baugrundsätzen, insbesondere in Schweißtechnik und teils unter Verwendung der von Richard Paul Wagner vor dem Krieg vehement abgelehnten und verhinderten Verbrennungskammerkessel.

#### Allgemeine Grenzen

##### Baugrößen
Die Leistung der Dampflokomotive wird bestimmt durch Kolbendurchmesser und Hub, Dampfdruck, Zylinderzahl, Anzahl der Treibrädsätze und deren Raddurchmesser. Alle diese Parameter sind jedoch nur begrenzt veränderbar.
Der Raddurchmesser ist wegen der nur begrenzt beherrschbaren Kolbengeschwindigkeiten und damit zusammenhängend Triebwerksdrehzahlen entscheidend für die mögliche Höchstgeschwindigkeit. Er kann jedoch nicht beliebig gesteigert werden, ohne die Größe des Kessels und damit die Zugkraft zu beeinträchtigen oder die Fahrzeugumgrenzungslinie zu überschreiten. Die hin- und hergehenden Massen im Kurbeltrieb können insbesondere bei Zweizylindertriebwerken nicht vollständig ausgeglichen werden, das führt vor allem bei höheren Geschwindigkeiten zu einem unruhigen Lauf. Zudem verringern große Treibraddurchmesser wegen der ungünstigereren Hebelverhältnisse die Anfahrzugkraft und die mögliche Beschleunigung.
Die meisten moderneren Dampflokomotiven haben Kessel mit 16 bis 20 bar Betriebsdruck. Dampferzeuger mit höherem Dampfdruck (bis zu 60 bar) erforderten langfristig aufwändigere Instandhaltungsarbeiten, deshalb konnten sie sich für den Einsatz auf Lokomotiven nicht durchsetzen.
Baulich bedingt lässt sich die Zylinderzahl bei Standard-Typen nur auf maximal vier steigern. Dabei gibt es Drillings- und Vierlingsmaschinen mit einfacher Dampfdehnung, bei denen alle Zylinder Kesseldampf erhalten, und Verbundmaschinen mit Hochdruck- und nachgeordneten Niederdruckzylindern. Mit dem Verbundprinzip wird die thermische Energie des Dampfes besser ausgenutzt, zudem ermöglichen Drei- und insbesondere Vierzylindertriebwerke einen deutlich besseren Masseausgleich.
Da damit jedoch die Instandhaltungskosten stiegen, haben sich letztlich Lokomotiven mit zwei oder drei Zylindern und nur einer Expansionsstufe durchgesetzt. Vor allem Eisenbahnen in den USA, England und Norddeutschland, wo Kohle relativ günstig und leicht verfügbar war, verzichteten auf den höheren Wirkungsgrad. Umgekehrt verfuhren Frankreich, die Schweiz und die süddeutschen Eisenbahnen, die bis zum Ende der Dampftraktion bzw. bis zum Ende ihrer Eigenständigkeit Verbundlokomotiven beschafften. Auch die DB modernisierte noch in der Phase des einsetzenden Traktionswandels dreißig ursprünglich bayerische Vierzylinderverbundlokomotiven zur Baureihe 18.6.

##### Leistungen

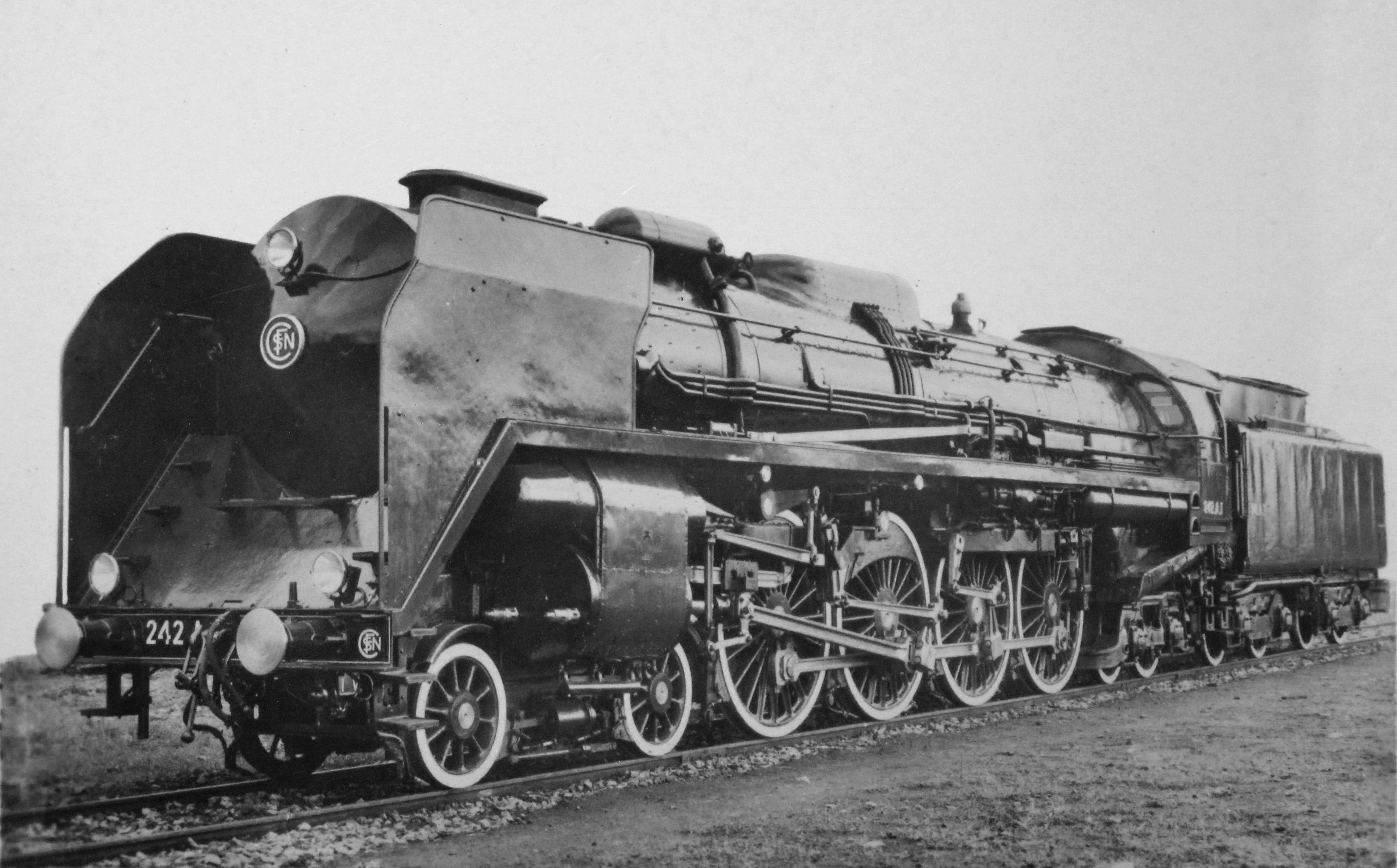
Die von André Chapelon geschaffene 242 A 1 der SNCF mit Kylchap-Saugzuganlage gilt als leistungsfähigste je gebaute Dampflokomotive Europas

Unter den mitteleuropäischen Bedingungen entstanden Lokomotiven, die in Versuchsfahrten Spitzengeschwindigkeiten über 200 km/h erreichten (Deutsche-Reichsbahn-Lok 05 002 und die britische LNER-Lok Mallard). Mit Verbundmaschinen wurden indizierte Leistungen bis zu 5300 PS (4000 kW) erreicht (SNCF 242 A1, Frankreich). Bezogen auf das Leistungsgewicht (Masse pro Leistung) galt die ebenso wie die 242 A1 von André Chapelon umgebaute 240 P der französischen SNCF als leistungsfähigste Lokomotive.
Die weltweit größten Dampflokomotiven waren die Mallet- und Triplex-Lokomotiven amerikanischer Bahnen. Unter Rahmen und Tender hatten diese Lokomotiven bis zu drei eigenständige Zweizylindertriebwerke. Praktisch alle großen und modernen US-amerikanischen Dampflokomotiven lagen bei Leistungen von 5000 bis 8000 PS (4000 bis 6000 kW), was durch vergleichsweise große Abmessungen und Massen ermöglicht wurde.
Die Lokomotiven der Klasse S-1b („Niagara“) der New York Central beförderten im täglichen Betrieb Züge mit 22 Pullman-Schnellzugwagen von über 1600 t Masse in der Ebene mit 161 km/h. Bei Versuchsfahrten wurden mit dieser Last sogar 193 km/h erreicht. Heutige IC- und EC-Züge sind demgegenüber nur etwa halb so schwer. Die Baureihe S-1b hält auch den Rekord der monatlichen Laufleistungen für Dampflokomotiven. Mit Zügen wie den oben erwähnten, die auf der 1485 Kilometer langen Strecke von Harmon, N.Y. nach Chicago ohne Lokwechsel fuhren, wurden über 44.000 Kilometer erreicht.
Für die Maschine der Klasse S1 der Pennsylvania Railroad wurde übrigens 193,2 km/h bzw. 120 mph als reguläre, betriebsmäßige Höchstgeschwindigkeit angegeben, wobei jedoch das Ziel, Züge mit 1000 Tonnen Masse mit 100 mph bzw. 161 km/h zu befördern, nicht erreicht wurde.
Der sehr personalintensive Unterhalt der Dampflokomotiven (Bedienung der Lokomotive durch zwei Mann, Auswaschpersonal und weitere), die sehr intensive und aufwendige Prüfung und Unterhaltung der Lokomotive (zweitägliches bis maximal wöchentliches Auswaschen der Kessel), die gesetzlich vorgeschriebenen Untersuchungen der Dampfkessel wegen der Gefahr der Kesselexplosionen und die parallel einhergehende Weiterentwicklung der elektrischen und Diesellokomotiven führten in den 1970er Jahren bei fast allen Bahnen der Welt zur Ausmusterung der Dampflokomotiven. Aber auch der geringe Wirkungsgrad, der meist bei etwa acht bis zehn Prozent lag, und die Verschmutzungen durch Kohlenruß führten dazu, dass die Dampflokomotiven immer mehr von der Bildfläche verschwanden. Allerdings waren die konstruktiven Möglichkeiten der Dampflokomotive zu dieser Zeit noch nicht vollständig ausgereizt worden.

#### Sonderentwicklungen
Höhere Anforderungen, günstige oder ungünstigere Bedingungen, haben zu Sonderbauformen von Dampflokomotiven geführt. Hier sind vor allem die zu Beginn in Frankreich und Deutschland sehr verbreiteten Crampton-Lokomotiven, die später erscheinenden Mallet- und Garratt-Lokomotiven sowie Antriebs-Varianten zu nennen. Eine umfangreiche Übersicht ist unter Dampflokomotive (Bauart) aufgelistet.

## Betrieb
Das Erscheinungsbild eines Dampflokbetriebs ist geprägt durch charakteristische Bauten wie Lokomotivschuppen, Wassertürme und Bekohlungsanlagen. Typisch ist auch der großräumige Freischnitt der Streckengleise, um die Brandgefahr durch Funkenflug zu mindern.

## Geschichtlicher Überblick
Die Dampflokomotive war die ursprüngliche und lange Zeit vorherrschende Lokomotivbauart. Sie war das erste Zugmittel, das größere Leistung mit kompakter Bauform vereinen konnte und so die erfolgreiche Verbreitung des Eisenbahn-Systems bewirkte.

### Vorläufer-Entwicklungen
Die Entwicklung der Dampflokomotive stützte sich auf mehrere Vorläufer-Entwicklungen. Die erste Stufe war die von Thomas Newcomen erfundene Dampfmaschine, bei der ein Schwungrad den Zylinder nach jedem Arbeitshub in die Ausgangslage zurückbrachte. Der nächste Schritt erfolgte, als James Watt den Dampf wechselweise auf beide Seiten des Kolbens wirken ließ. Bis dahin arbeiteten die Dampfmaschinen mit nur geringem Überdruck gegenüber dem atmosphärischen Umgebungsdruck. Als Richard Trevithick eine Dampfmaschine entwickelte, die mit einem drei- bis viermal höheren als dem atmosphärischen Druck arbeitete, wurde es möglich, eine leistungsfähige Arbeitsmaschine zu bauen, die hinreichend kompakt war, um auf ein Fahrzeug zu passen. Dies führten erstmals Nicholas Cugnot 1769 sowie 1801 und 1803 auch Richard Trevithick durch, die jeweils einen Straßen-Dampfwagen bauten. Damit wurde mit Hilfe der Dampfmaschine eine räumlich unbegrenzte Fahrbewegung möglich, und es war dann nur noch ein kurzer Schritt, die bereits in den Bergwerken bestehenden dampfbetriebenen Seilzuganlagen durch einen auf die Schienen gestellten Dampfwagen zu ersetzen.

### Erste Dampflokomotiven auf Schienen

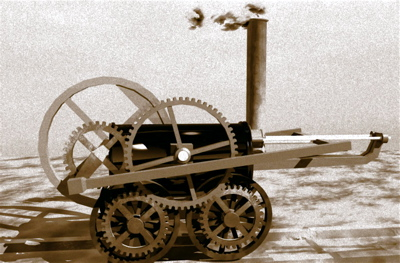
Trevithicks Lokomotive von 1804 (Modell)

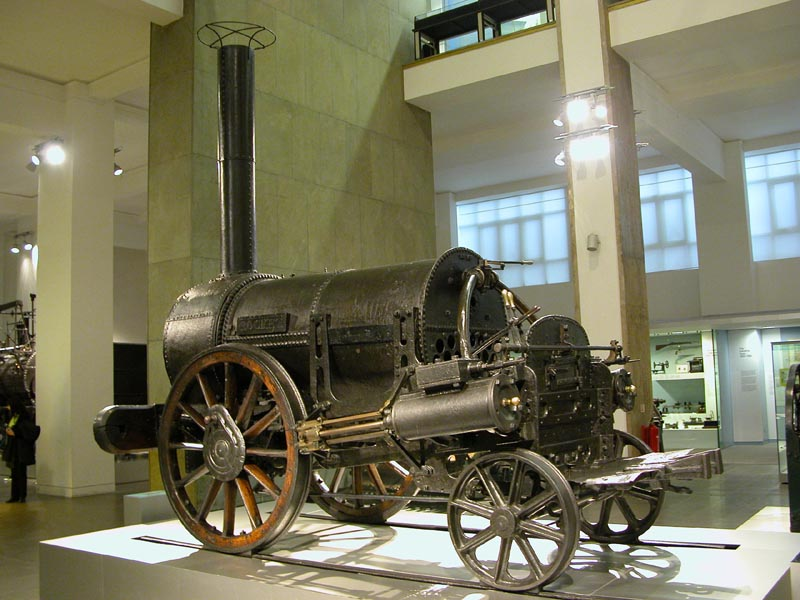
Lokomotive „Rocket“ im Science Museum, London

1804 baute dann Richard Trevithick die erste auf Schienen fahrende Dampflokomotive. Sie erwies sich als funktionsfähig, doch die für ihre Masse nicht ausgelegten gusseisernen Schienen brachen unter dieser Lokomotive.
Um diese Zeit gab es in englischen Bergwerksanlagen in Cornwall und um das nordostenglische Kohlenrevier um Newcastle upon Tyne mehrfache Entwicklungsversuche zu Dampflokomotiven, u. a. von Timothy Hackworth ab 1808, John Blenkinsop 1812, William Hedley 1813, George Stephenson 1814 und anderen. Im Jahr 1825 wurde die von Edward Pease initiierte Eisenbahnstrecke zwischen Stockton und Darlington, England, mit einer Lokomotive von George Stephenson eröffnet und gleichzeitig der erste Passagier-Transport mit einem lokomotiv-gezogenen Zug durchgeführt.
Für die geplante Bahn zwischen Liverpool und Manchester wurde im Oktober 1829 das berühmte Rennen von Rainhill durchgeführt, bei dem die bestgeeignete Lokomotive ermittelt werden sollte. Von den fünf teilnehmenden „echten“ Lokomotiven gewann The Rocket von Robert Stephenson das Rennen, die auf der 50 km langen Strecke eine Höchstgeschwindigkeit von 48 km/h erreichte und – das war das Entscheidende – als einzige das Rennen ohne Ausfall überstand. Die gleichfalls im Wettbewerb befindliche „Sans Pareil“ von Timothy Hackworth hatte Zylinder, die in der Werkstatt von Robert Stephenson gegossen waren, und von denen einer kurz nach dem Start zum Rennen explodierte – ein damals eher „regulärer“ Ausfall. Am 15. September 1830 wurde die Bahn zwischen Liverpool und Manchester eröffnet, wobei sowohl die siegreiche „Rocket“ als auch die „Sans Pareil“ in den Betrieb übernommen wurden. Das feierliche Ereignis wurde von einer Tragödie, dem Eisenbahnunfall von Parkside überschattet: William Huskisson, Unterhausabgeordneter und ehemaliger britischer Kriegsminister, wollte den Wagen von Premierminister Arthur Wellesley, 1. Duke of Wellington bei einem Zwischenstopp in Parkside besteigen und wurde dabei von einem entgegenkommenden Zug mit der „Rocket“ an der Spitze erfasst. Stephenson brachte ihn mit einer Lokomotive nach Manchester, wo Huskisson starb.
In den USA führte Oberst John Stevens 1826 eine dampfbetriebene Lokomobile auf einer ringförmigen Fahrspur in Hoboken, New Jersey vor. 1830 baute Peter Cooper mit der Tom Thumb die erste Dampflokomotive in Amerika für eine öffentliche Eisenbahn und mit der DeWitt Clinton nahm am 24. September 1831 die erste fahrplanmäßig eingesetzte US-Lokomotive zwischen Albany und Schenectady mit rund 50 km/h ihren Dienst auf. Nicht unerwähnt sollte auch die in England hergestellte und nach Amerika gelieferte John Bull bleiben. Auch sie wurde 1831 in Dienst gestellt, 1866 ausgemustert und zuletzt 1981, mittlerweile 150 Jahre alt, nochmals unter Dampf genommen. Sie ist eine der letzten original überlieferten Maschinen der Dampflokfrühzeit.
Die erste Bahnlinie auf dem europäischen Kontinent mit Dampfbetrieb war seit 1831 die Bahnstrecke Saint-Étienne–Lyon in Frankreich. Belgien, dessen erste Dampfeisenbahn am 5. Mai 1835 zwischen Brüssel und Mechelen eröffnet wurde, hatte bis Mitte des 19. Jahrhunderts das dichteste Eisenbahnnetz auf dem Kontinent.
In Deutschland bzw. dem Deutschen Bund fuhr als erste Dampflokomotive im Juni 1816 eine Maschine Blenkinsop'scher Bauart, die von Johann Friedrich Krigar in der Königlichen Eisengießerei zu Berlin gebaut wurde, auf einem Rundkurs im Hof der Fabrik. Es handelte sich um die erste auf dem europäischen Festland gebaute Lokomotive und um den ersten dampfgeführten Personenverkehr, da Schaulustige gegen Entgelt in angehängten Wagen mitfahren konnten. Sie ist auf einer Neujahrsplakette der Kgl. Eisengießerei von 1816 dargestellt. Nach dem gleichen System wurde 1817 eine weitere Lokomotive gebaut. Sie sollten in Grubenbahnen in Königshütte (Oberschlesien) und in Luisenthal (Saar) eingesetzt werden, konnten aber beide nach Zerlegung, Transport und Wiederzusammenbau nicht in einen betriebsfähigen Zustand gebracht werden. Am 7. Dezember 1835 fuhr erstmals zwischen Nürnberg und Fürth auf der Ludwigseisenbahn die Lokomotive Der Adler. Sie war bereits die 118. Maschine aus der Lokomotivenfabrik Robert Stephensons und stand mit der Typbezeichnung „Patentee“ unter Patentschutz.

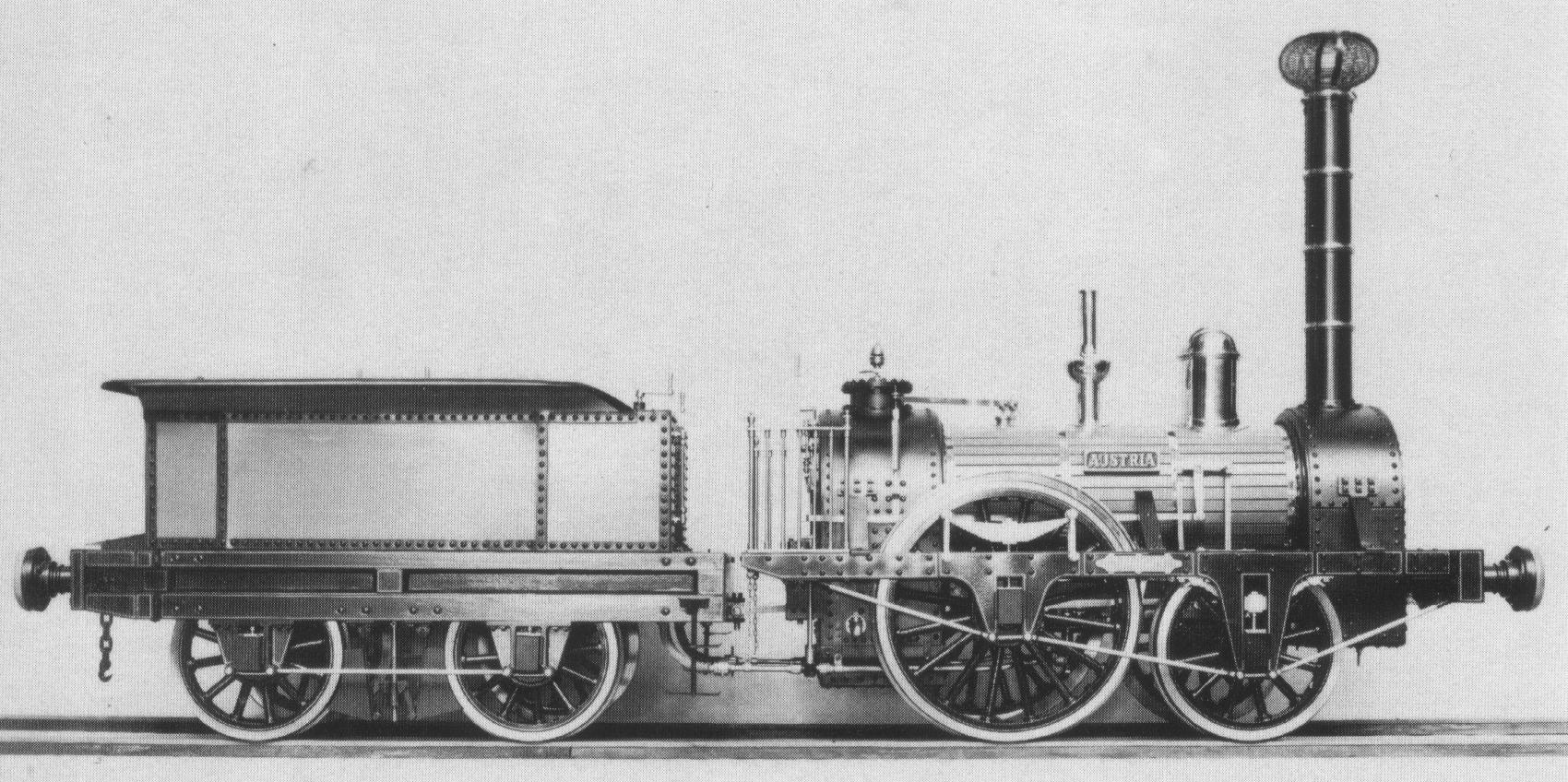
Die „Austria“, die erste Lokomotive in Österreich

Im Kaisertum Österreich fuhr 1837 die erste Dampfeisenbahn auf der Nordbahn zwischen Wien-Floridsdorf und Deutsch-Wagram. Die dienstälteste Dampflokomotive der Welt fährt ebenfalls in Österreich: Die GKB 671 aus dem Jahre 1860 wurde nie ausgemustert und wird immer noch für Sonderfahrten verwendet.
1838 entstand die dritte in Deutschland gebaute Dampflokomotive Saxonia bei der Maschinenbauanstalt Übigau bei Dresden, entworfen von Prof. Johann Andreas Schubert. Als erste eigenständig konstruierte Lokomotive in Deutschland gilt die 1844 gebaute Beuth von August Borsig. Die Maschinenfabrik Georg Egestorff (später Hanomag) lieferte 1846 die erste Dampflokomotive „Ernst August“ an die Königlich Hannöverschen Staatseisenbahnen. Henschel & Sohn in Cassel (damalige Schreibweise) baute 1848 seine erste Lokomotive Drache für die Friedrich-Wilhelms-Nordbahn. Ebenfalls 1848 erbaute Richard Hartmann aus Chemnitz seine Glück auf.
Die erste Eisenbahnstrecke über Schweizer Landesgebiet war die 1844 eröffnete Strecke Strasbourg–Basel. Drei Jahre später, 1847, wurde als erste Schweizer Eisenbahnstrecke die Spanisch Brötli Bahn von Zürich nach Baden eröffnet.

### Weitere Entwicklungsschritte

#### Erste Versuche, Erfolge und Irrwege
Die damals trotz der Pionierleistungen der Maschinenbauer vielfach immer noch unverstandenen Zusammenhänge zwischen Mechanik, Thermodynamik und Kraftübertragung führten bei Verbesserungsversuchen zu Konstruktionen, die oft eine bestimmte Eigenschaft verstärkten, dabei aber den Gesamtzusammenhang von Wärmeerzeugung, Kesselleistung, Radanordnung und Gewichtsverteilung aus dem Blick verloren.
Der folgende Überblick beschäftigt sich mehr mit den Entwicklungen, die zur letztlich erfolgreich verbreiteten Standardbauweise führten. Die erheblich davon abweichenden Konstruktionen sind in Dampflokomotive (Bauart) aufgeführt.
Die erste Maschine von Trevithick hatte zwei Radsätze, die beide von einem riesigen Zahnrad angetrieben wurden. Nach dem deutschen Achsfolge-Bezeichnungs- bzw. Zählsystem war dies eine „B“- Lokomotive. Auch Stephensons spätere „Locomotion“ war mit zwei angetriebenen Achsen eine „B“-Type, im Gegensatz zu Trevithick versah Stephenson die Räder jedoch mit Kurbelzapfen, die mit Kuppelstangen verbunden wurden. Dies wurde dann der am weitesten verbreitete Mehrfach-Radsatz-Antrieb, der erstmals ermöglichte, die Lokomotiven abzufedern und später auch bei den ersten Elektro- und Diesellokomotiven verwendet wurde. Zusammen mit den stehenden Zylindern erforderte die Einführung der Federung jedoch eine Vergrößerung der schädlichen Räume.

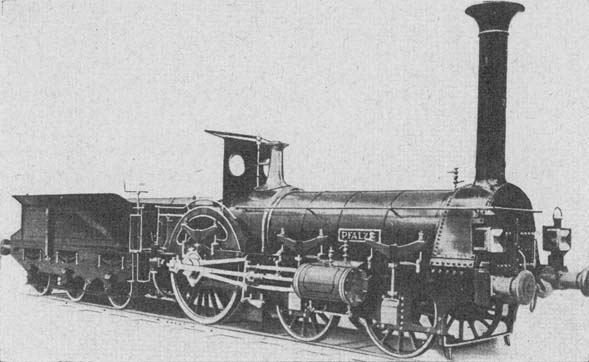
Crampton-Lok

Stephensons 1829 gebaute „Rocket“ war demgegenüber teilweise ein Entwicklungsrückschritt, da sie nur eine angetriebene Achse vorn und dahinter einen kleineren Laufradsatz hatte (Achsfolge A1). Ihr Vorteil waren die um etwa 45° geneigten Zylinder. Durch diese Anordnung verringerte sich der zum Ausgleich des Federwegs nötige schädliche Raum in den Zylindern und damit der Dampfverbrauch gegenüber der seinerzeit üblichen senkrechten Zylinderanordnung. Bei einem späteren Umbau wurden die Zylinder noch weiter abgesenkt. Die einzige Treibachse ermöglichte zwar ohne große konstruktive Schwierigkeiten größere Treibräder für höhere Geschwindigkeiten, minderte aber das für die Zugkraft wichtige Reibungsgewicht des Antriebs. Die gleiche konstruktive Unzulänglichkeit wurde 15 Jahre später mit Lokomotiven der Bauart Crampton sogar noch weitergetrieben. Die „Cramptons“ hatten noch größere Treibräder, die aus Platzgründen hinter dem tiefliegenden schweren Kessel unter dem Führerstand angebracht waren. Die tiefe Kessellage sollte einen ruhigen Lauf bewirken. Damit hatten die Cramptons Schwierigkeiten beim Anfahren, denn die gering belastete Treibachse neigte zum Schleudern. Hatte eine Lokomotive der Bauart Crampton den Zug erst einmal in Fahrt gebracht, konnte sie mit ihrem langen und damit leistungsfähigen Kessel, der ohne schädliche Überhänge auf bis zu drei voranlaufenden Achsen lagerte, beträchtliche Geschwindigkeiten entwickeln.
Timothy Hackworth begriff schon früher den Zusammenhang zwischen Reibungsgewicht und Zugkraft und baute bereits 1827 die „Royal George“ als Dreikuppler (Achsfolge C). Güterzuglokomotiven mit drei gekuppelten Radsätzen blieben jahrzehntelang Standard.
Die 1835 von Robert Stephenson nach Deutschland gelieferte Maschine, die als „Der Adler“ die erste auf deutschen Gleisen war, hatte mit je einem Laufradsatz vor und hinter dem mittig unter dem Kessel angebrachten Treibradsatz (Achsfolge 1A1) nur bescheidene Zugkraft und Höchstgeschwindigkeit. Diese einfache Konstruktion erwies sich vermutlich als zuverlässig im Betrieb, denn Dampflokomotiven mit nur einem Treibradsatz wurden für verschiedene deutsche Länderbahnen noch bis in die späten 1860er-Jahre gebaut; so blieb vor allem die bayerische Staatsbahn der „1A1“ lange Zeit treu.

#### Amerika übernimmt die Pionierrolle von England

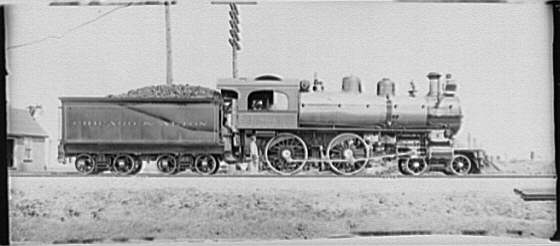
US-Lokomotive des Typs „American“ mit Achsfolge 2’B

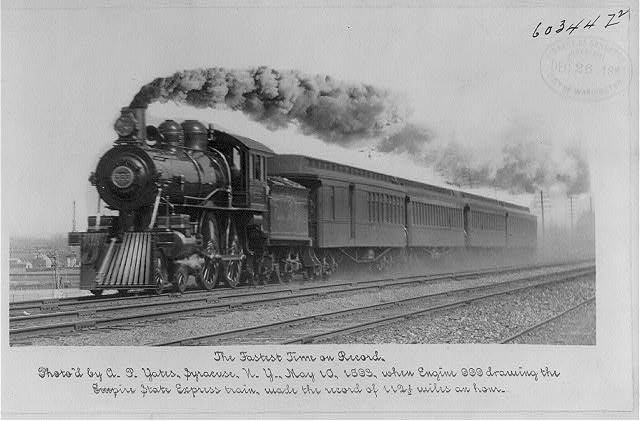
Empire State Express

Eine Besonderheit US-amerikanischer Bahnen waren lange Strecken und ein mit geringer Sorgfalt verlegter, leichter Oberbau, die zu einem unruhigen Lauf der Lokomotiven mit der von England übernommenen Bauweise des steifen zweiachsigen Laufwerks führten. Um diesen Schwierigkeiten zu begegnen, wurde bereits 1836 von Henry Roe Campbell eine Lokomotive mit der Achsfolge 2’B (amerikanische Whyte-Notation 4-4-0), also mit einem führenden, zweiachsigen Laufdrehgestell und zwei gekuppelten Achsen entwickelt und patentiert. Diese Bauweise erzielte mit der größeren geführten Länge und den kleinen überhängenden Massen eine gute Laufruhe auch auf mangelhaftem Oberbau und durch die radiale Einstellbarkeit des Laufdrehgestells einen ebenso guten Bogenlauf. Bis 1884 hatten 60 Prozent aller US-Dampflokomotiven die Achsfolge 2’B n2 und wurden als „American Standard“ oder kurz „American“ bekannt. Als die Zuggewichte größer und die Geschwindigkeiten höher wurden, wurde die bewährte „American“ einfach in allen Bauteilen vergrößert und verstärkt, um den erhöhten Anforderungen zu genügen.
Von der „New York Central-4-4-0“ Nummer 999 mit ihren 2,15 m hohen Treibrädern wird berichtet, dass sie am 10. Mai 1893 mit dem aus vier Wagen bestehenden „Empire State Express“ zwischen Batavia und Buffalo, New York, eine Geschwindigkeit von 112,5 mph (= 181 km/h) erreichte. Bis zum Ende des 19. Jahrhunderts wurden in den USA Variationen der „American“ etwa 25.000 mal gebaut. In Europa wurde diese Bauart mit mehr oder weniger langem Zeitverzug übernommen. Vorher baute man dort zunächst Reisezuglokomotiven mit Achsfolgen 1B und 1’B, meist mit die Laufeigenschaften nachteilig beeinflussenden überhängenden Zylindern.
Das Ende der „American“-Ära kam in den 1880er Jahren mit der zunehmenden Verbreitung der um 1869 von George Westinghouse erfundenen Druckluftbremse (US-Patent 1872). Anstelle der handgebremsten Züge ermöglichten diese leistungsfähigen Bremsen längere und schwerere Züge, für die es nicht mehr ausreichte, die 2’B einfach größer zu bauen. Dies führte zu Lokomotiven mit drei- und vierfach gekuppelten Radsätzen.
In Europa wurde anfangs für schnellere Lokomotiven bevorzugt eine tiefe und stabile Kessellage angestrebt, die jedoch ungünstig war für die Anordnung weiterer großer Kuppelradsätze. Wesentliche Impulse zur Überwindung dieser Angst vor dem hohen Schwerpunkt kamen aus den USA. So entstanden bald auch hier neue Lokomotiven mit immer höherer Kessellage, die den Einsatz von mehreren Kuppelradsätzen erlaubten. Der deutsche Ingenieur Ludwig Löw von und zu Steinfurth schrieb 1924 in seinem Standardwerk zum Kraftwagen, dass man aus dem Lokomotivbau lernen müsse:

„Das Streben nach einer tiefen Schwerpunktslage ist genau dasselbe irrtümliche, an dem vor Jahren die Lokomotivtechnik krankte; früher legte man den Kessel der Lokomotive so niedrig als möglich, heute aber so hoch, dass kaum noch ein Schornstein darauf geht. Es ist zwar natürlich, dass ein Automobil mit hohem Schwerpunkt leichter umfällt, als ein solches mit tiefem Schwerpunkt, aber das Umfallen eines Automobils kommt fast nie vor.“

Ein weiterer Entwicklungsschritt war die Einführung des Verbundmaschinen-Prinzips im Dampflokomotivbau, nachdem dieses sich bereits auf Dampfschiffen bewährt hatte. Hierbei wird das Ausdehnungsbestreben des Dampfes nach dem Auslass aus einer ersten Arbeitsstufe noch einmal in einer zweiten Stufe in einem Niederdruckzylinder genutzt. Der Schweizer Anatole Mallet meldete hierzu 1874 ein Patent für die Verwendung auf Lokomotiven an.

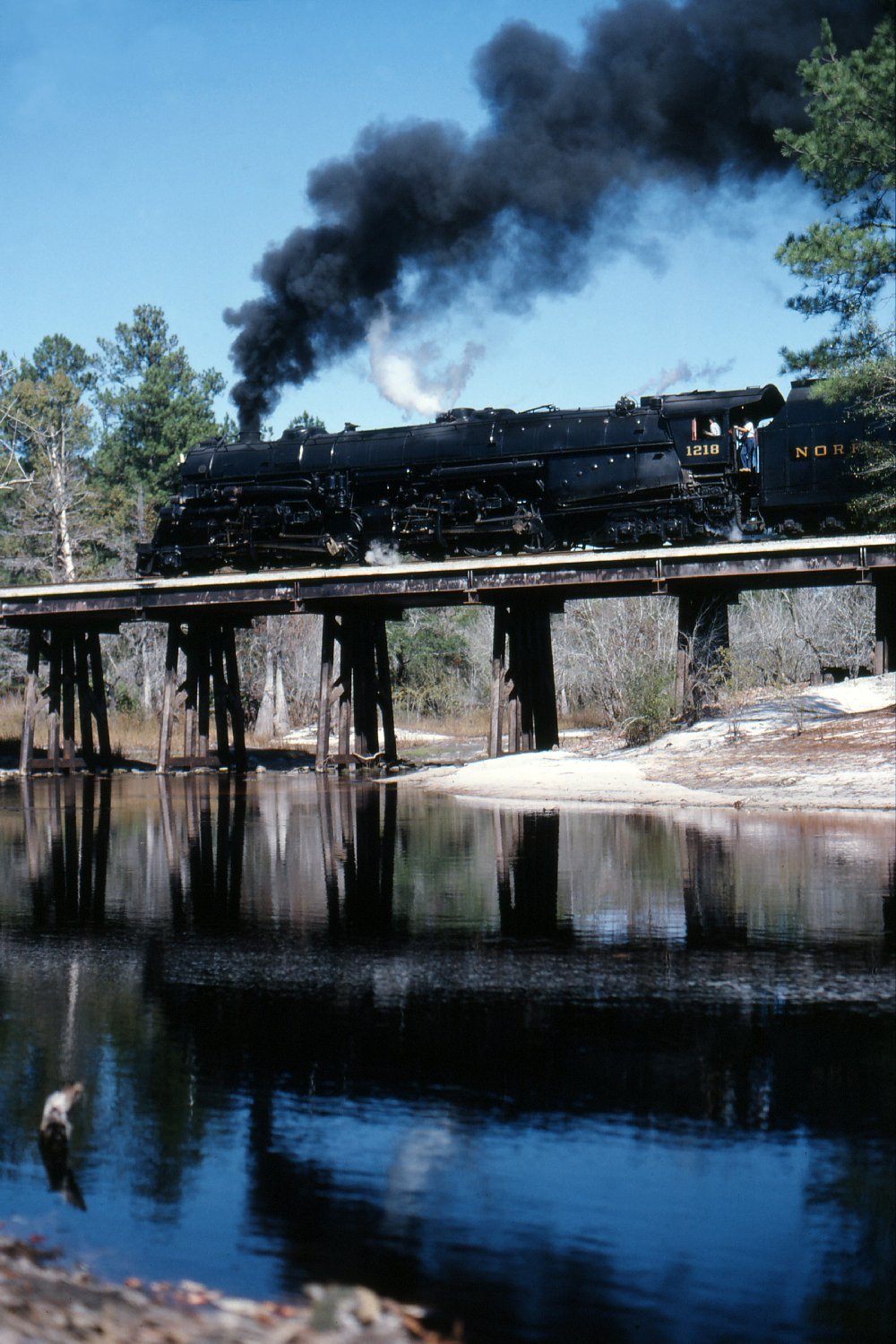
Norfolk & Western 1218, Vierzylinder-Gelenklokomotive mit einfacher Dampfdehnung

Das Prinzip wurde zunächst auf Lokomotiven mit zwei separaten Lauf- und Triebwerken („Malletlokomotiven“) durch Hintereinanderschaltung der Zylinderpaare genutzt. Später wurde das Verbundprinzip auch auf Einrahmenlokomotiven angewendet, zunächst bei Lokomotiven mit zwei Zylindern. Diese fielen durch sichtbar unterschiedliche Zylinderdurchmesser auf. Danach ging man besonders im Schnellzugdienst zu Vierzylinder-Verbundlokomotiven über. Bei diesen Lokomotiven war die erste Treibachse als Kropfachse und damit Kurbelwelle ausgebildet und wurde von zwei innerhalb des Rahmens liegenden Hochdruckzylindern angetrieben. Außen am Rahmen lagen die größeren Niederdruckzylinder, die in der üblichen Weise auf die Kurbelzapfen des zweiten Treibradsatzes arbeiteten (Zweiachsantrieb Bauart De-Glehn). Der meist vorhandene dritte Treibradsatz war mit den beiden vorderen durch die üblichen außenliegenden Kuppelstangen verbunden. August von Borries konstruierte dagegen Lokomotiven mit dem nach ihm benannten Einachsantrieb, bei dem alle vier Zylinder auf einen Treibradsatz wirken. Der höheren Belastung der Kropfachswelle steht ein einfacherer Massenausgleich entgegen, außerdem lassen sich Hoch- und Niederdruckzylinder einfacher in einer Ebene anordnen, wodurch die Dampfwege verkürzt werden. Verbundlokomotiven benötigten eine besondere Anfahrvorrichtung. Durch diese erhalten auch der bzw. die Niederdruckzylinder beim Anfahren Frischdampf, die Maschine arbeitet mit einfacher Dampfdehnung. Ist die Maschine in Fahrt, wird auf Verbundwirkung umgeschaltet.
Mit größeren Lokomotiven ergab sich das Problem des Bogenlaufes von Starrrahmenlokomotiven. Im Jahre 1884 ließ sich wiederum Anatole Mallet die heute unter seinem Namen bekannte kurvengängige Lokomotivbauart mit zwei Triebwerken, von denen eines drehbar oder seitlich verschiebbar gelagert ist, patentieren. In der Folge wurden gegen Ende des 19. Jahrhunderts für viele deutsche Länderbahnen insgesamt etwa 150 Malletlokomotiven gebaut. Das Malletprinzip wurde jedoch erst in den USA zu seiner höchsten Blüte geführt. Wurde die Bauart Mallet in Europa überwiegend bei kleineren Lokomotiven verwandt, so nutzte man sie dort auch bei sehr großen Lokomotiven, allerdings vielfach nur mit einfacher Dampfdehnung, also ohne Verbundwirkung der Triebwerksgruppen. Hiermit vermied man den Schwachpunkt der Mallets mit Verbundtriebwerk in Form getrennter Hoch- und Niederdrucktriebwerksgruppen, nämlich das wechselweise Schleudern beider Triebwerksgruppen.

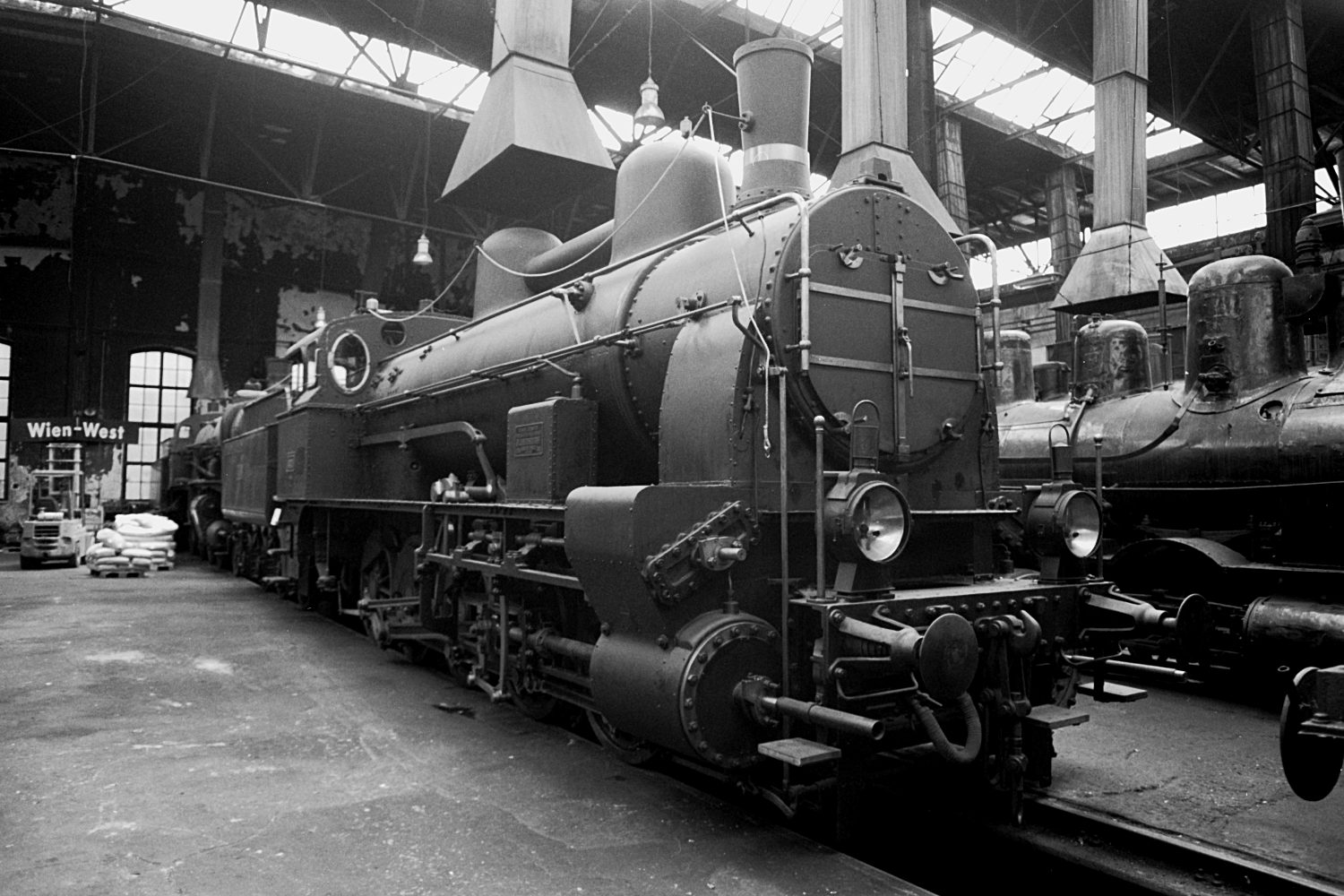
Die 180.01 der KkStB

Zur Verbesserung der Bogenläufigkeit führte man teilweise auch die Spurkränze der äußeren Treibradsätze in geschwächter Stärke aus, um das Zwängen der Lokomotive in Gleisbögen zu mindern. Geschwächte Spurkränze an den Endradsätzen führen allerdings die Maschine kaum im Gleis, die geringe geführte Länge bewirkt einen unruhigen Lauf. Auch spurkranzlose Treibradachsen wurden zur Verbesserung des Bogenlaufes genutzt. Nach Voruntersuchungen von von Helmholtz wandte der Österreicher Karl Gölsdorf bei großen Starrrahmenlokomotiven erstmals seitenverschiebbare Kuppelachsen an. Damit war das Problem der Bogenläufigkeit großer leistungsfähiger Starrrahmenlokomotiven, zum Teil im Zusammenwirken mit Spurkranzschwächung und einzelnen spurkranzlosen Radsätzen, prinzipiell gelöst.

Die letzte fehlende Komponente für die moderne Dampflokomotive war die Entwicklung des Überhitzers, der es ermöglichte, die Dampftemperatur so weit zu erhöhen, dass während der Expansion im Zylinder keine Verluste durch Kondensierung entstanden. Hier tat der deutsche Ingenieur und Maschinenbauer Wilhelm Schmidt den entscheidenden Schritt mit der Erfindung des Überhitzers, mit dem sich der Heißdampf mit Temperaturen von 350 °C betriebsmäßig im Dampfmaschinenkessel herstellen ließ. Damit konnte der thermische Wirkungsgrad der Dampfmaschine um die Hälfte verbessert werden. Damit wurden 1897 für die preußischen Staatsbahnen die ersten zwei Lokomotiven (eine S 3 und eine P 4) mit Flammrohrüberhitzer geliefert.

### Höhepunkte der Entwicklung

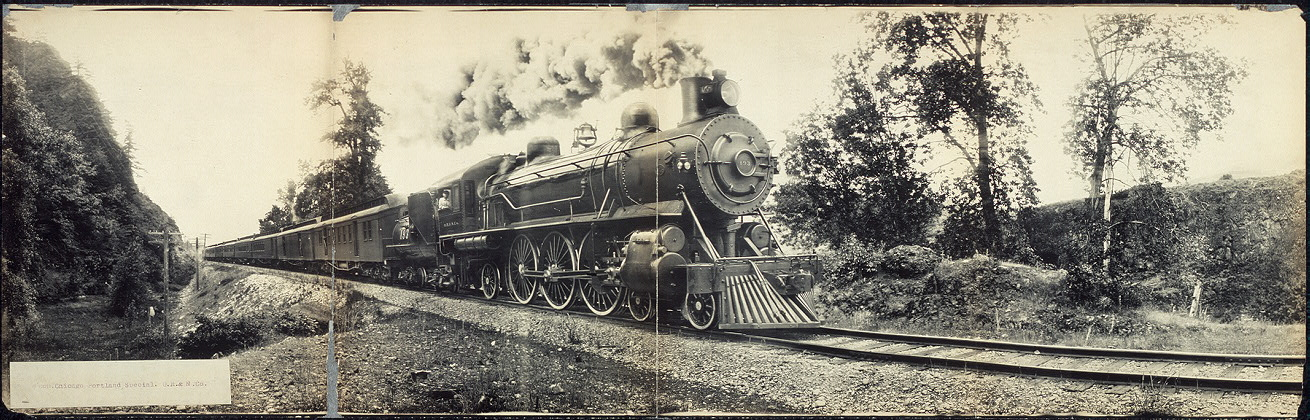
Lokomotive Typ „Pacific“

Eine weitere markante und erfolgreiche Entwicklung war die „Pacific“-Dampfloktype mit der Achsfolge 2’C1’ bzw. der amerikanischen Bezeichnung 4-6-2. Sie entstand wiederum in den USA und wurde besonders verbreitet, als sich die Zugmassen um 1910 durch Wagen in Stahlbauart erhöhten und von den 2’B- und 2’B1-Typen nicht mehr bewältigt werden konnten.
Nachdem 1901 von Baldwin in den USA erstmals eine Lokomotive mit der Achsfolge 2’C1’ nach Neuseeland geliefert worden war, wurde 1902 von Brooks, einer späteren Tochter der ALCO eine Lokomotive mit derselben Achsfolge an die Missouri-Pacific-Eisenbahn ausgeliefert, von der fortan der Kennname „Pacific“ herrührte. Begünstigend für die Entwicklung und Verbreitung der „Pacific“ war auch, dass gleichzeitig die Anwendung des Heißdampfprinzips mit Überhitzer einsetzte, was mit dieser Type zusammen mit der größeren Feuerbüchse und dem längeren Kessel zu einer sprunghaften Leistungssteigerung führte, die lange Zeit weitere Entwicklungen vor allem bei Schnellzuglokomotiven erübrigte. Es wird gesagt, dass von Lokomotiven mit der „Pacific“-Achsfolge alleine in Nordamerika mehr als 10.000 Stück gebaut wurden.

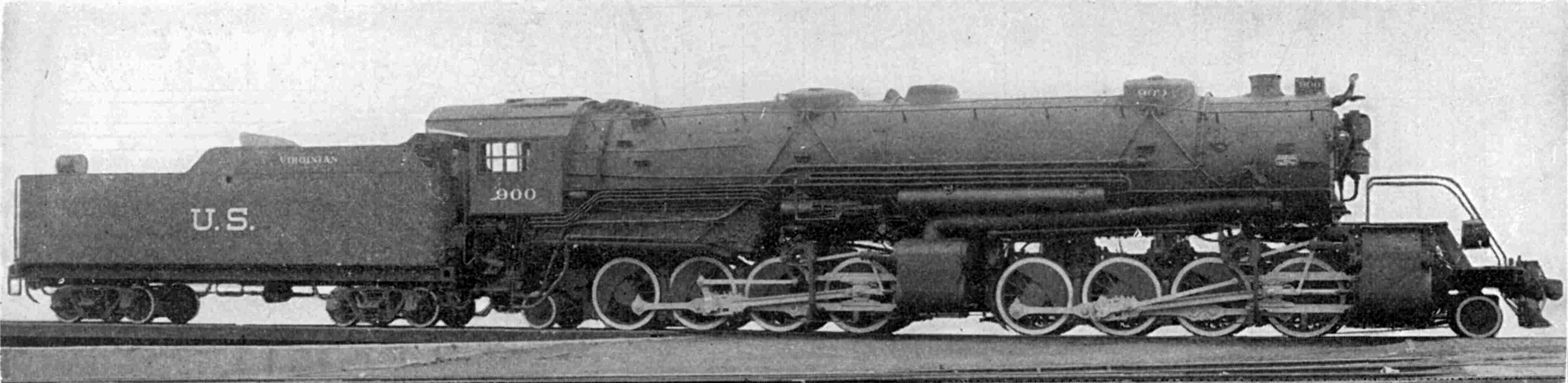
Nordamerikanische (1’D)D1’ h4-Gelenklokomotive, USRA-Konstruktion von 1919

In den späten 1930er und den 1940er Jahren werden technische Höhepunkte der Dampftraktion erreicht mit sowohl den stärksten und größten und den schnellsten je gebauten Maschinen, den riesigen US-amerikanischen Gelenklokomotiven und Schnellfahrdampflokomotiven wie etwa der deutschen Baureihe 05 oder der englischen A4, die bei Versuchsfahrten jeweils knapp über 200 km/h erreichten. Wobei man hier der »Mallard« den Geschwindigkeits-Weltrekord zurechnet, obwohl diese mit einem Siebenwagenzug auf einer Gefällstrecke 202 km/h erreichte und dabei beschädigt wurde; die deutsche 05 002 erreichte mit vier Wagen 200,4 km/h auf ebener Strecke ohne Schäden, wonach ihr eigentlich der Titel der schnellsten Dampflokomotive zustehen müsste, wenn man beide unter selben Kriterien getestet hätte.
Moderne US-amerikanische Güterzugdampflokomotiven hatten Dauerleistungen von bis zu 8000 PSi (6000 kW, C&O-Klasse H-8, PRR-Klasse Q2), Schnellzuglokomotiven kamen auf bis zu 6700 PSi (5000 kW, NYC-Klasse S-1, „Niagara“). Sie waren extrem robust gebaut, da bei den hohen Zuglasten (fahrplanmäßig 10.000 bis 15.500 Tonnen im schweren Güterzugdienst, 1000 bis 1800 Tonnen im schweren Schnellzugdienst) der „flat out-“ („volle Pulle“)-Betrieb an der Tagesordnung war. Da eine Schnellzuglokomotive bis zu 2840 km vor dem Zug blieb (ATSF-Klasse 2900, auf der Strecke Kansas City – Amarillo – Los Angeles), waren Zuverlässigkeit und leichte Wartbarkeit oberstes Gebot.
Die meistgebauten Lokomotiven in Deutschland waren die Baureihe 55.25-58 und die Kriegslokomotiven der deutschen Baureihe 52. Die Baureihe 55.25-58, preußische G8.1 wurde in 4995 Exemplaren gebaut und war damit die meistgebaute Länderbahndampflok, gefolgt von der Personenzuglokomotive P 8 mit der Achsfolge 2’C h2, die seit 1906 von der Berliner Maschinenbau AG und den Linke-Hofmann Werken in Breslau in etwa 3800 Exemplaren gebaut wurde, wovon etwa 500 Stück ins Ausland geliefert wurden. Die meisten dieser Lokomotiven wurden in den Jahren 1919 bis 1924 fertiggestellt.
Die deutsche Baureihe 52 war eine erheblich vereinfachte Version der Güterzuglok-Baureihe 50 mit der Achsfolge 1’E h2, von der zwischen 1942 und 1945 etwa 6500 Stück für den erhöhten Transportbedarf im Zweiten Weltkrieg gebaut wurden. Die Baureihen 50 und 52 zusammen erreichten eine Stückzahl von etwa 10 000. Neben den Preußischen Staatseisenbahnen waren es nur noch die Eisenbahnen der Sowjetunion, die verschiedene Lokbaureihen in Stückzahlen von über 3000 bauen ließen.
In der Schweiz wurde mit der C 5/6 2978 ungewöhnlich früh, nämlich im Jahr 1917, die letzte Dampflokomotive der SBB-Geschichte ausgeliefert. Die fortschreitende Elektrifizierung verhalf den Elektrolokomotiven zum Siegeszug.

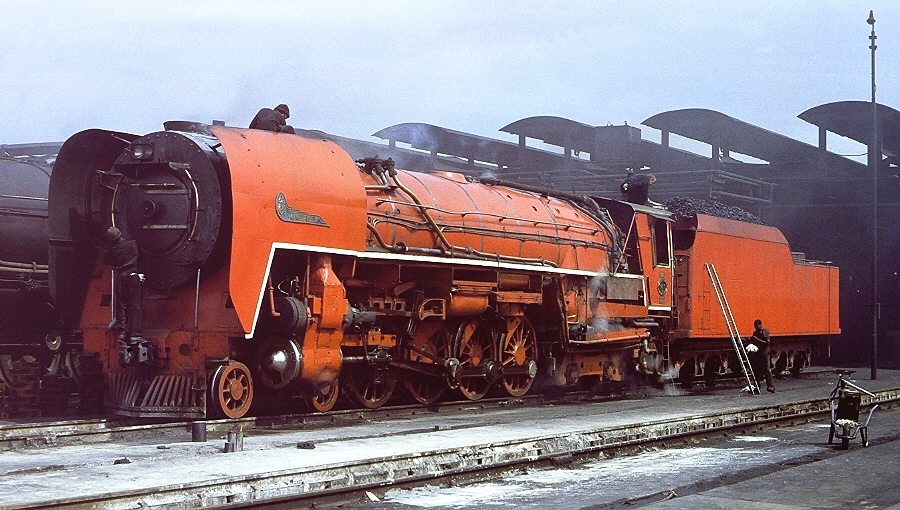
Die modernste Dampflokomotive der Welt: 26 3450 im Lokdepot Beaconsfield

Die damals modernste Dampflokomotive der Welt ging Anfang der 1980er Jahre in Südafrika in Betrieb. Eine Hochleistungsdampflokomotive der SAR-Klasse 25NC, die 25NC 3450, gebaut 1953 von Henschel & Sohn in Kassel, wurde für ein besonderes Versuchsprogramm ausgewählt und in wesentlichen Komponenten stark verändert. Im Jahr 1981 bekam sie in den Salt-River-Werkstätten in Kapstadt eine Lempor-Saugzuganlage mit zwei Kaminen, zwischen denen der Vorwärmer angebracht war. Die Feuerbüchse wurde auf das Gas Producer Combustion System (GPCS) des argentinischen Ingenieurs Livio Dante Porta umgebaut. Dampfleitungen wurden zur Reduzierung von Strömungsverlusten optimiert. Verantwortlich für den gesamten Umbau war der Ingenieur David Wardale. Die Lokomotive erhielt die neue Reihenbezeichnung 26, ihre Betriebsnummer behielt sie bei. Zwei Jahre dauerten dann die anschließenden Versuche. Ergebnis: drastische Kohle- und Wasserersparnis gegenüber der Baureihe 25NC sowie etwa 40 % Leistungssteigerung. Als Spitzenleistung bei Versuchsfahrten wurden bei 75 km/h ca. 4500 PS und bei 100 km/h knapp 5000 PS gemessen. Die Dauerleistung der Maschine liegt bei über 3000 PS. Nach Ende der zweijährigen Versuchsphase kam die Lokomotive in den regulären Reise- und Güterzugdienst, und zwar in roter Farbgebung, was ihr bald, nicht zuletzt wegen ihrer – für eine Schmalspurlokomotive – enormen Kraftentwicklung den Namen Red Devil (Roter Teufel) einbrachte.

### Geschwindigkeitsentwicklung
| Jahr                                 | Land / Bahn                                             | Lok Bezeichnung                    | Geschwindigkeit [km/h] |
| ------------------------------------ | ------------------------------------------------------- | ---------------------------------- | ---------------------- |
| 1769                                 | Frankreich / Paris                                      | Dampfwagen von Cugnot              | 3,5 – 4                |
| 1825                                 | England / Stockton and Darlington Railway               | „Locomotion“ von George Stephenson | 24                     |
| 1830                                 | England / Liverpool-Manchester                          | „The Rocket“ von Robert Stephenson | 48                     |
| 1835                                 | England / Liverpool-Manchester                          | Lokomotive von Sharp & Roberts     | über 100               |
| 1890                                 | Frankreich                                              | „Crampton No. 604“                 | 144                    |
| 1893                                 | USA / New York Central Railroad                         | No. 999                            | 181 *                  |
| 1901                                 | Österreich-Ungarn / k.k. Staatsbahnen                   | kkStB 108                          | 143                    |
| 1907                                 | Deutschland / K.Bay.Sts.B.                              | S 2/6                              | 154                    |
| 1935                                 | Frankreich / NORD                                       | 3.1174                             | 174                    |
| 1935                                 | USA / Chicago, Milwaukee, St. Paul and Pacific Railroad | Klasse A Nr. 1                     | 181                    |
| 1936                                 | Deutschland / Deutsche Reichsbahn                       | 05 002                             | 200,4                  |
| 1938                                 | England / London and North Eastern Railway              | Klasse A4 Nr. 4468 „Mallard“       | 203 *                  |
| * Angabe ohne offizielle Bestätigung |                                                         |                                    |                        |

Vor allem aus den USA, wo die gegenüber Europa um ca. 50 % höheren zulässigen Achslasten den Bau leistungsfähiger und robuster Lokomotiven begünstigten, sind vereinzelt Geschwindigkeiten bekannt geworden, die über die in der Tabelle genannten Rekorde hinausgingen, jedoch mangels einer offiziellen Bestätigung nicht anerkannt wurden. Dies ist auch darin begründet, dass in den USA eine generelle Geschwindigkeitsbegrenzung auf 120 mph (193 km/h) bestand und die Bahngesellschaften im nachgewiesenen Vergehensfall mit hohen Geldstrafen oder gar Konzessionsverlust zu rechnen hatten.
Die wahrscheinlich mit Abstand schnellste Dampflokomotive war die Klasse S1 No. 6100 der Pennsylvania Railroad, eine 3’BB3’ h4-Duplex-Lokomotive, die im Jahr 1946 227,2 km/h (141,2 mph) erreicht haben soll. Während sich Fachleute einig darüber sind, dass die Lokomotive die behauptete Geschwindigkeit durchaus erreichen konnte, so gibt es keinen Beleg für eine solche Fahrt. Etliche angegebene Details wie das Datum oder die Vorgehensweise der Kontrollbehörde ICC lassen diesen Bericht unglaubwürdig erscheinen. Ähnliche Berichte, allerdings aus amerikanischen Quellen, sprechen von derartigen Geschwindigkeiten im Zusammenhang mit den T1-Lokomotiven. Keine dieser Lokomotiven wurde mit einem Messwagen ausgefahren.
Auch wenn eine Messung mit Stoppuhren (dabei wird der Zeitabstand zwischen dem Passieren von zwei Punkten mit bekannter Entfernung, beispielsweise Meilen- bzw. Kilometersteine, gemessen) nicht sehr genau ist, erscheint diese Geschwindigkeit angesichts einer auf dem Prüfstand gemessenen Leistung der S1 von ca. 8000 PSi (6000 kW) durchaus realistisch. Das Gleiche gilt für die der Klasse A der Chicago, Milwaukee, St. Paul & Pacific Railroad nachgesagten Geschwindigkeiten von bis zu 209 km/h, obwohl die mit einem Messwagen ermittelte Höchstgeschwindigkeit dieser modernsten und größten je gebauten Atlantic-Lokomotive (Achsfolge 2’B1’) nur bei 181 km/h lag.
Andere inoffizielle Rekorde erscheinen dagegen weniger glaubhaft. So soll im Jahr 1901 eine 2’C-Lokomotive der Savannah, Florida & Western Railway mit einem Treibraddurchmesser von nur 1854 mm eine Geschwindigkeit von 120 mph (193 km/h) erreicht haben. Auch die 127,1 mph (205 km/h), die eine Atlantic-Lokomotive der PRR-Klasse E2 im Jahr 1905 erreicht haben soll, erscheinen unglaubwürdig. Dennoch wurde dieser Wert von der PRR veröffentlicht und gilt in den USA manchmal als höchste Geschwindigkeit, die je eine Dampflokomotive erreichte.

### Ende der Dampflokomotiv-Ära in Europa und den USA
In den USA wurden seit den 1940er Jahren zunehmend Diesellokomotiven eingesetzt, die sich durch Kuppeln mehrerer Einheiten flexibler an wechselnde Anforderungen von Zuggröße und Streckenverlauf anpassen ließen. Zudem waren die Diesellokomotiven schneller einsatzbereit als Dampflokomotiven, bei denen das Anheizen viele Stunden dauert. Allerdings wurden Dampflokomotiven in Betriebspausen in der Regel warm abgestellt. So zeichnete sich in den USA schon in der Zeit zwischen den Weltkriegen mit den letzten Dampflokomotivlieferungen für manche Eisenbahngesellschaft und mit dem Niedergang der größten Dampflokomotiv-Produzenten Baldwin, LIMA und ALCO in den 1950er und 1960er Jahren das Ende der Dampflokomotiv-Ära ab. Diesen Wandel der Antriebsart nennt man auch Traktionswandel.
In Deutschland behielten Dampflokomotiven weiterhin ihre zentrale Bedeutung für die Eisenbahn, nachdem die Streckenelektrifizierung aus finanziellen Gründen, Widerständen des Militärs und infolge der Vernachlässigung der Eisenbahn durch die Nationalsozialisten ab Anfang der 1930er Jahre nur geringe Fortschritte gemacht hatte. Der Dieselmotor hatte sich bislang lediglich im Rangierdienst und bei Triebwagen bewährt. Der Zweite Weltkrieg steigerte die Bedeutung der Eisenbahn und die Deutsche Reichsbahn erhielt während des Krieges große Stückzahlen neuer Kriegsdampflokomotiven geliefert. Nach dem Krieg setzte jedoch schnell die Abkehr von der Dampflokomotive ein. Zwar entwickelte die westdeutsche Deutsche Bundesbahn zunächst noch ein neues Programm für Neubaulokomotiven, von den angedachten Baureihen wurden jedoch nur wenige tatsächlich und dann in überwiegend geringer Stückzahl beschafft. Entgegen den Erwartungen der Wehrmacht hatte sich zudem der elektrische Betrieb als vergleichsweise stabil und widerstandsfähig gegenüber den kriegsbedingten Unterbrechungen und Störungen gezeigt, so dass bald nach Kriegsende der elektrische Betrieb wieder weitgehend nutzbar war und seinen Wert bewiesen hatte. In den Westzonen begann daher bereits bald nach der Währungsreform 1948 die Elektrifizierung weiterer Strecken und die Entwicklung der neuen Einheitselektrolokomotiven sowie neuer Diesellokomotiven. In der sowjetischen Besatzungszone, später der DDR, waren zunächst alle Einrichtungen für den elektrischen Betrieb als Reparationsgut abgebaut und zusammen mit den noch vorhandenen Lokomotiven in die UdSSR abtransportiert worden. Erst 1955 konnte die Deutsche Reichsbahn (DR) unter Verwendung der von der Sowjetunion inzwischen zurückgegebenen Lokomotiven und Ausrüstungen der elektrische Betrieb wieder aufgenommen werden. Den durch elf Jahre Unterbrechung entstandenen Rückstand bei der Elektrifizierung holte sie jedoch nie auf. Der Dampfbetrieb blieb daher noch lange unverzichtbar, neben einigen Baureihen von Neubaulokomotiven ertüchtigte die DR ihren Fuhrpark vor allem mittels der neubekesselten Reko-Lokomotiven. Durch die Verteuerung und Verknappung von flüssigen Treibstoffen ab 1981 spielte der Dampflokomotivbetrieb, der bei der Deutschen Reichsbahn ursprünglich 1975 beendet werden sollte, bis weit in die 1980er Jahre eine wichtige Rolle. Aber auch in der Bundesrepublik waren die mit heimischer Stein- oder billiger Importkohle gefeuerten Dampflokomotiven lange unentbehrlich. Eine zeitgenössische Fernsehdokumentation wies 1958 nicht nur auf die hohen Brennstoff- und Wartungskosten hin, sondern auch darauf: „Dafür besitzen die Dampflokomotiven einen anderen jedoch etwas fragwürdigen Vorzug: Sie halten ewig. 30, 40 und 50 Jahre. Sie stehen dem technischen Fortschritt einer notwendigen Rationalisierung einfach dadurch im Wege, dass sie nicht kaputt gehen.“ Zu dieser Zeit wurden von 11.000 Lokomotiven der Bundesbahn noch 10.300 mit Dampf betrieben.
Im mittleren Europa waren Diesellokomotiven keine so große Konkurrenz für die Dampflokomotiven wie in den USA. In den Alpenländern Österreich, der Schweiz sowie auch im deutschen Bayern waren die Dampflokomotiven schon in den 1960er Jahren weitgehend von elektrischen Lokomotiven verdrängt worden. Für diese boten die Alpenländer mit ihrer Elektrizitätserzeugung aus Wasserkraftwerken günstigere Einsatzbedingungen, und umgekehrt boten Elektrolokomotiven durch die Überlastbarkeit ihrer Motoren Vorteile auf steigungsreichen Strecken. Darüber hinaus setzen Elektrolokomotiven der Länge von Tunneln im Gegensatz zu abgasausstoßenden Dampf- und Diesellokomotiven beinahe keine Grenzen. Die Schweiz als in beiden Weltkriegen neutrales – und damit von kriegführenden Staaten umringtes – Land setzte auch aus Gründen der Versorgungssicherheit auf den Ersatz importierter Kohle durch heimische Wasserkraft. Mit zunehmender Elektrifizierung ging in Mitteleuropa der Dampflokomotivbetrieb auch auf Flachlandstrecken nach und nach zurück.
Die Sowjetunion verkündete 1956, den Dampflokomotivbau einzustellen. Begründet wurde dies mit der problematischen Wasserversorgung in bestimmten Regionen sowie mit dem Vorhandensein eigener Ölvorkommen. Während der Dampfbetrieb offiziell in den 1970er Jahren eingestellt wurde, wurden tausende Dampflokomotiven als strategische Reserve konserviert abgestellt (oder wie in der Oblast Kaliningrad bis etwa 1992 regelmäßig unter Dampf stehend, hier vor allem breit- und regelspurige TE, Ex-DR 52). Infolge von Problemen bei der Energieversorgung wurde der Dampfbetrieb bis etwa 1999 regional immer wieder kurzzeitig aufgenommen.
Als erste europäische Staatsbahngesellschaft beendeten die Niederländischen Staatsbahnen den Dampflokomotivbetrieb Ende 1957, offiziell mit einer letzten Fahrt der Lokomotive 3737 am 7. Januar 1958. 1968 beendete British Railways den regulären Dampfbetrieb (mit Ausnahme der schmalspurigen Vale of Rheidol Railway), 1975 stellte auch die französische SNCF ihre letzten Dampflokomotiven ab.
1967 fuhr der letzte offizielle SBB-Dampfzug in der Schweiz. Einzig die Brienz-Rothorn-Bahn und die Dampfbahn Furka-Bergstrecke setzen heute weiterhin Dampflokomotiven im Regelbetrieb ein. Die Brienz-Rothorn-Bahn beschaffte ab 1992 auch neu konstruierte Lokomotiven der Reihe H 2/3.
Die Deutsche Bundesbahn stellte 1977 den Dampflokomotivbetrieb ein; letzte Einsatzbetriebswerke (Bw) waren: Bw Emden und Bw Rheine, Bw Emden mit den tatsächlich letzten Fahrten am 26. Oktober 1977 mit zwei Lokomotiven der Reihe 043, deren letzte, 043 903, 16.04 Uhr abgestellt wurde. Daraufhin gab es für einige Zeit auf dem Netz der DB ein Dampflokverbot, das jedoch sukzessive gelockert und schließlich ganz abgeschafft wurde. Bei der Deutschen Reichsbahn endete ihr Einsatz auf Regelspur am 29. Oktober 1988 beim Bw Halberstadt mit einem Exemplar der Reihe 50.35. Als Heizlokomotive und im Plandampf wurden sie allerdings weit darüber hinaus, vereinzelt auch noch nach dem Jahr 2000 eingesetzt. Bis Anfang der 1990er Jahre gab es in Deutschland zudem noch Dampflokomotiven bei einigen Werksbahnen, zuletzt beim Eschweiler Bergwerksverein in Alsdorf und Siersdorf, Dampfspeicherlokomotiven werden auf einigen Werksbahnen, zum Beispiel für den schweren Verschub von Kohlezügen im Grosskraftwerk Mannheim, bis heute eingesetzt. Durch den Zusammenschluss von DB und DR übernahm die Deutsche Bahn AG noch einige schmalspurige Dampflokomotiven der sächsischen und mecklenburgischen Schmalspurbahnen. Diese Bahnen mitsamt den Fahrzeugen wurden jedoch sukzessive bis 2004 an verschiedene örtliche Betreiber verkauft, wodurch im Bestand der DB nur noch Museums-Dampflokomotiven verbleiben.
Die ČSD beendeten den Dampflokomotivbetrieb im September 1981 mit einer Festveranstaltung in Liberec.
Bei den Österreichischen Bundesbahnen waren Dampflokomotiven (auf einer Zahnradbahn) regulär bis zum Jahr 2005 im Einsatz. Der reguläre Einsatz von Dampflokomotiven auf Normalspurbahnen endete 1978. Als eiserne Reserve blieben Dampflokomotiven aber bis 1982 im Bestand der ÖBB. Der planmäßige Dampfbetrieb endete auf unkonventionelle Weise, nämlich durch den Verkauf der letzten Strecke mit Dampflokomotivbetrieb – der Schafbergbahn – an die Salzburg AG.
Außerhalb Europas und der USA wurden die Dampflokomotiven noch länger betrieben und zumeist durch Diesellokomotiven ersetzt. In einigen Gebieten waren Dampflokomotiven auch nach 2010 noch im Einsatz, wie z. B. auf den Staatsbahnsystemen in Nordkorea, Myanmar und Simbabwe sowie auf Industrie- und Landwirtschaftsbahnen in Kuba, Indonesien, Bosnien-Herzegowina, Eswatini, Rumänien und der Volksrepublik China.

## Gegenwart

### Neubaudampflokomotiven

#### Von Grund auf neue Lokomotiven

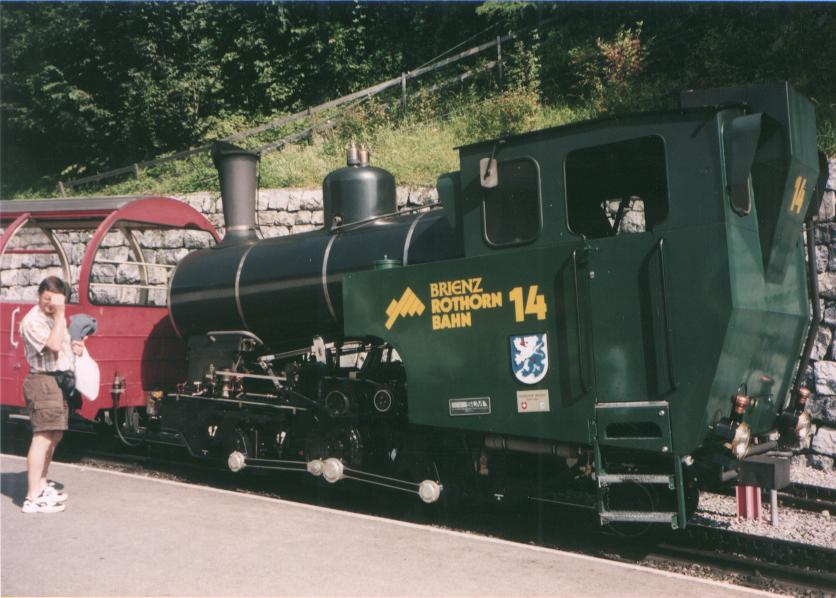
Neue leichtölbefeuerte H 2/3 der Brienz-Rothorn-Bahn

Obwohl schon in den 1970er Jahren das Kapitel der Dampflokomotiven abgeschlossen schien, lieferte die Schweizer Maschinenfabrik SLM (heute DLM) 1992 drei Prototypen neuer leichtölgefeuerter Dampflokomotiven für Zahnrad-Schmalspurbahnen an die Brienz-Rothorn-Bahn (BRB), die ÖBB und die Zahnradbahn Montreux–Glion–Rochers-de-Naye aus. Die Fahrzeuge werden dort eingesetzt, wo Dampflokomotiven dank der höheren Attraktivität für Touristen bei mit Diesellokomotiven vergleichbaren Betriebskosten deutlich höhere Einnahmen versprechen. 1996 lieferte SLM fünf weitere Exemplare aus, drei an die ÖBB zum Einsatz auf der Schafbergbahn und zwei an die BRB.
Die Transports Montreux–Vevey–Riviera verkaufte die 1992 für Montreux–Glion–Rochers-de-Naye gekaufte Lokomotive im Sommer 2004 an die BRB, statt sie nur gelegentlich unter dem Fahrdraht auf den Rochers de Naye fahren zu lassen.
Bei den beiden Bergbahnen auf den Schafberg und auf das Brienzer Rothorn tragen heute je vier DLM-Maschinen die Hauptlast des Verkehrs. Die Dieseltriebwagen bzw. die Diesellokomotiven stehen nur noch als Reserve bereit. Die alten, teils über 100-jährigen kohlegefeuerten Lokomotiven werden noch für Sonderfahrten eingesetzt, sind in Betrieb und Vorbereitung aber viel teurer als die neuen Triebfahrzeuge.

#### Nachbauten alter Lokomotiven
Zwanzig Jahre nach dem Ende des Dampflokneubaus in Deutschland – 1988 wurde eine letzte Serie von Dampfspeicherlokomotiven für Industriebetriebe der DDR in Meiningen gefertigt – entstanden im Jahr 2009 wieder zwei Neubauten im Dampflokwerk Meiningen. Es sind Nachbauten deutscher Schmalspurlokomotivtypen: Zum einen wurde für die Bäderbahn Molli eine vierte Lokomotive der DR-Baureihe 99.32 gebaut, zum anderen erhielt der Verein zur Förderung Sächsischer Schmalspurbahnen einen Nachbau einer sächsischen I K. Beide Lokomotiven wurden im Sommer 2009 fertiggestellt.
Im englischen Darlington hat der A1 Steam Locomotive Trust eine 2’C1’ h3-Dampflokomotive der LNER-Klasse A1 (Peppercorn) von Grund auf nachgebaut. Diese Lokomotive entstand nach den alten Plänen aus den 1940er Jahren, aber mit heutigen Materialien und Methoden. Sie ging 2008 in Betrieb. Nach dem Erfolg des Nachbaus hat der Trust 2014 mit dem Nachbau einer Lokomotive der LNER-Klasse P2, der stärksten je gebauten britischen Klasse von Schnellzuglokomotiven, begonnen. Auch andere britische Bahnbetriebe und Museumsbahnen wie z. B. die Ffestiniog Railway und die Bluebell Railway haben bereits historische Lokomotiven nachgebaut bzw. planen derartige Projekte.

### Einsatz von Dampflokomotiven im deutschsprachigen Raum
Einen planmäßigen regelmäßigen, teils täglichen Betrieb mit Dampflokomotiven vor Zügen des öffentlichen Verkehrs gibt es im deutschsprachigen Raum noch auf verschiedenen Schmalspurbahnen, die vor allem touristischen Zwecken dienen:
- Achenseebahn (Tirol)
- Brienz-Rothorn-Bahn (Berner Oberland)
- Chiemseebahn (Bayern)
- Fichtelbergbahn (Sachsen)
- Harzer Schmalspurbahnen (Sachsen-Anhalt, Thüringen)
- Lößnitzgrundbahn (Sachsen)
- Bäderbahn Molli (Mecklenburg-Vorpommern)
- Rügensche Kleinbahn (Mecklenburg-Vorpommern)
- Weißeritztalbahn (Sachsen)
- Zittauer Schmalspurbahn (Sachsen)

Darüber hinaus setzen diverse Touristik- und Museumsbahnen im gesamten deutschsprachigen Raum mehr oder weniger regelmäßig Dampflokomotiven ein, teils auf eigenen Strecken, teils als Sonderfahrten auf den Netzen der staatlichen und privaten Eisenbahninfrastrukturunternehmen.
In Thüringen setzte zudem die DB Regio AG auf Bestellung des Landes seit 1998 saisonal planmäßige Dampfzüge ein. Die Züge „Rodelblitz“ und „Elstertal“ verkehrten an mehreren Wochenenden in Thüringen und in die benachbarte Tschechische Republik. Das Land Thüringen stellte sein Nostalgieprogramm jedoch 2022 ein. Seitdem betreibt der im ehemaligen Bahnbetriebswerk Eisenach ansässige Museumsbahnverein IGE Werrabahn den „Rodelblitz“ in Eigenregie als Sonderfahrten.
In Deutschland sind rund 30 bis 40 betriebsfähige normalspurige Dampflokomotiven erhalten, die Zahl schwankt in Abhängigkeit von den regelmäßig erforderlichen Hauptuntersuchungen. Viele weitere Exemplare finden sich nicht betriebsfähig in Museen, als Denkmäler aufgestellt oder werden zurzeit betriebsfähig aufgearbeitet.
Die ehemals schnellste betriebsfähige Dampflokomotive der Welt, die 18 201 befindet sich seit 2019 im Eigentum der Wedler Franz Logistik. Die Lokomotive wurde sporadisch auch vor Sonderzügen eingesetzt. Nachdem sie im Mai 2018 Fristablauf hatte, ist sie nicht mehr einsetzbar. Eine erneute Aufarbeitung im Bahnwerk Neustrelitz ist in Arbeit.

### Dampflokomotiveinsatz außerhalb des deutschsprachigen Raums
In Polen werden vom Bahnbetriebswerk Wolsztyn (Wollstein) drei Regelspur-Dampflokomotiven planmäßig für touristische Zwecke eingesetzt, Stand: 2017
In Bosnien-Herzegowina werden noch Dampflokomotiven sowohl auf Schmal-, als auch auf Regelspur eingesetzt. Betreiber sind Werkbahnen diverser Kohleminen. Meist werden die dortigen Dampflokomotiven jedoch inzwischen ebenfalls nur noch auf Anfrage und gegen Bezahlung für interessierte Eisenbahnfans eingesetzt.
In der Volksrepublik China hielten sich Dampflokomotiven im Streckeneinsatz bis ins 21. Jahrhundert. Hier erreichten vor allem die Einsätze der schweren Güterzuglokomotiven der CR-Baureihe QJ auf der erst 1995 fertiggestellten Jitong-Linie über den Jipeng-Pass in Nordchina internationale Bekanntheit unter Eisenbahnfreunden. Grund für diese lange dauernde Ära der Dampflokomotiven in China waren die günstige Kohleversorgung, die einfache Instandhaltung, die ausreichende Arbeitskraft zum personalaufwändigen Betrieb der Dampflokomotiven sowie die noch vorhandene Infrastruktur. Zudem waren die vorhandenen Dampflokomotiven zumeist erst einige Jahre alt, die letzte Dampflokomotive der CR-Baureihe SY wurde im Oktober 1999 fertiggestellt (SY 1772). Der letzte planmäßige Personenzug mit Dampftraktion auf der Jitong-Bahn fuhr am 10. Dezember 2005, Anfang 2006 wurden dort auch die letzten Güterzüge von Dampflokomotivbespannung auf die Beförderung mit älteren Staatsbahndiesellokomotiven der Reihe DF4 umgestellt. Seitdem wurden reguläre Dampflokomotiv-Fahrten lediglich in Rangier- und Zubringerdiensten in Tagebau-Steinkohlegruben oder kohleverarbeitenden Industriebetrieben, in seltenen Fällen auch für den Personenverkehr durchgeführt. Im Januar 2024 endeten die letzten regulären Einsätze von Dampflokomotiven in China, bis dahin waren die letzten Lokomotiven der früheren Staatsbahnbaureihe JS im Steinkohlentagebau von Sandaoling in der Provinz Xinjiang noch im Rangierbetrieb eingesetzt worden. Mit Ausnahme des noch vorhandenen Dampfbetriebs in Bosnien-Herzegowina endete damit, abgesehen von den weiterhin statt findenden Einsätzen auf Touristik- und Museumsbahnen, der letzte bekannte reguläre Betrieb von Dampflokomotiven weltweit. Eventuell werden einzelne Dampflokomotiven noch in Nordkorea regulär eingesetzt, hierzu liegen jedoch keine ausreichend sicheren Angaben vor.
Ähnlich wie in Deutschland, Österreich und der Schweiz werden auch in diversen Ländern weltweit Dampflokomotiven noch regelmäßig auf Touristik- und Museumsbahnen oder für Sonderfahrten eingesetzt. Hierzu zählen bspw. die Darjeeling Himalayan Railway und die Nilgiri Mountain Railway in Indien oder Züge auf der Bahnstrecke Ingeniero Jacobacci–Esquel in Argentinien. Eine große Anzahl solcher Bahnen gibt es vor allem in Großbritannien, diverse der dortigen Bahnen verkehren in der Sommersaison auch täglich, wie etwa die Ffestiniog Railway in Wales oder die südenglische Bluebell Railway und die schmalspurige Romney, Hythe and Dymchurch Railway. Auch in den USA weisen mit Bahnen wie der Strasburg Rail Road in Pennsylvania oder der schmalspurigen Cumbres and Toltec Scenic Railroad diverse Museums- und Touristikbahnen einen teils täglichen Betrieb auf.

## Rezeption in Kunst und Kultur

### Modellbau
- Nachbildung von Dampflokomotiven im Modellbau

### Filme
- Die Ankunft eines Zuges auf dem Bahnhof in La Ciotat (1895), die Brüder Lumière
- Der General (1926) mit Buster Keaton
- Kamerad, hab' acht! (1928) Produktion: Hoesch AG, Eisen- und Stahlwerk Westfalenhütte, Dortmund (Deutschland, 1928)
- Das Stahltier (1934) mit Aribert Mog, Regie: Willy Zielke
- La Bête Humaine (1938) mit Jean Gabin
- The Great Locomotive Chase (USA, 1956) Produktion: Walt Disney
- Die kleine Lok Ivor (Fernsehserie, 1958–1963) (GB: Ivor the Engine)
- Jim Knopf und Lukas der Lokomotivführer (1961/1962), Adaption durch die Augsburger Puppenkiste für den Hessischen Rundfunk (HR), schwarz-weiß, aus je fünf Teilen
- Durchbruch Lok 234 (1963) mit Erik Schumann
- Jim Knopf und Lukas der Lokomotivführer (1977/1978), Adaption durch die Augsburger Puppenkiste für den Hessischen Rundfunk (HR), farbig, aus je vier Teilen
- Jim-Knopf-Zeichentrickserie (1999) mit 52 Folgen

### Bildende Kunst

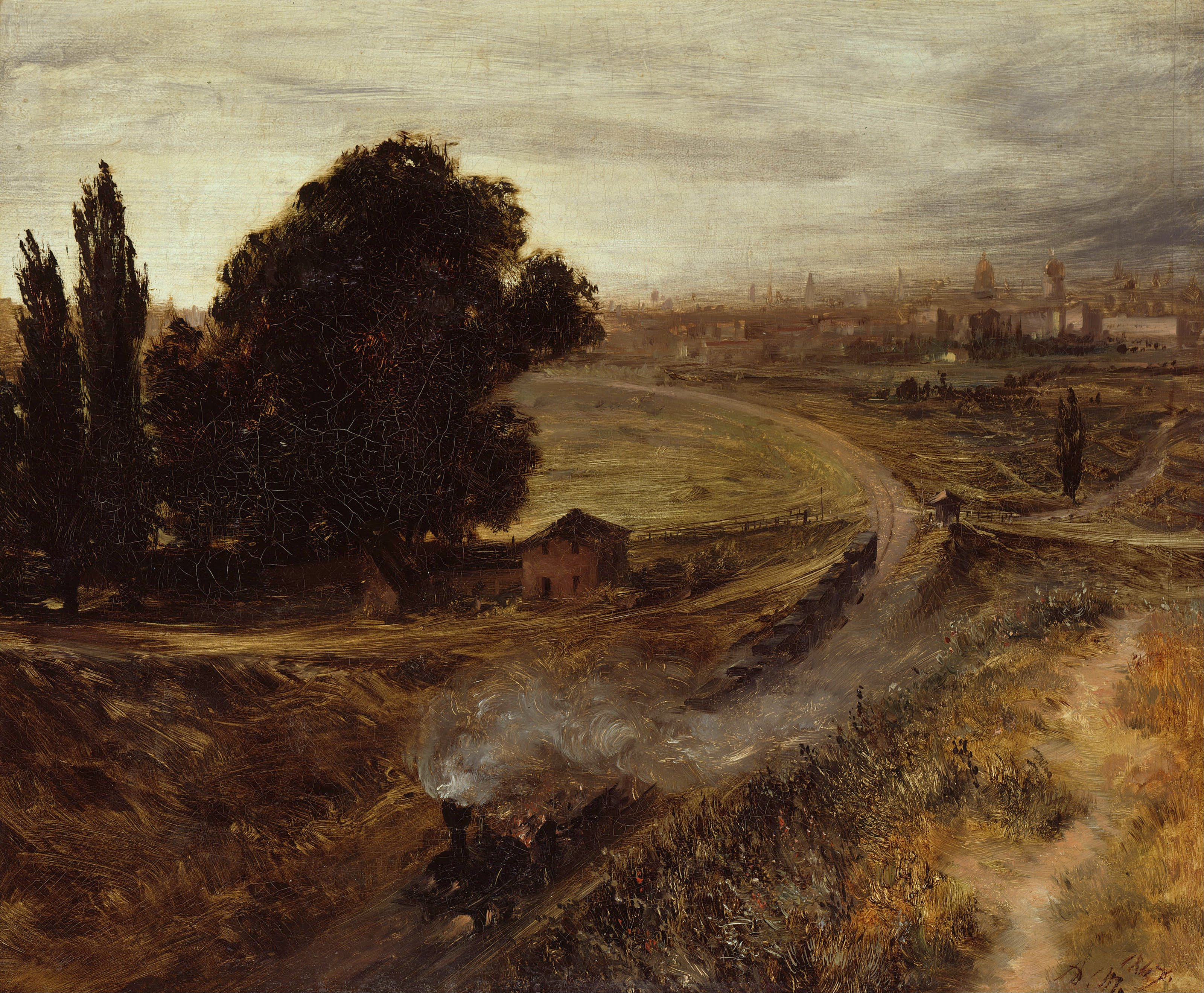
Adolph von Menzel: Berlin-Potsdamer Bahn

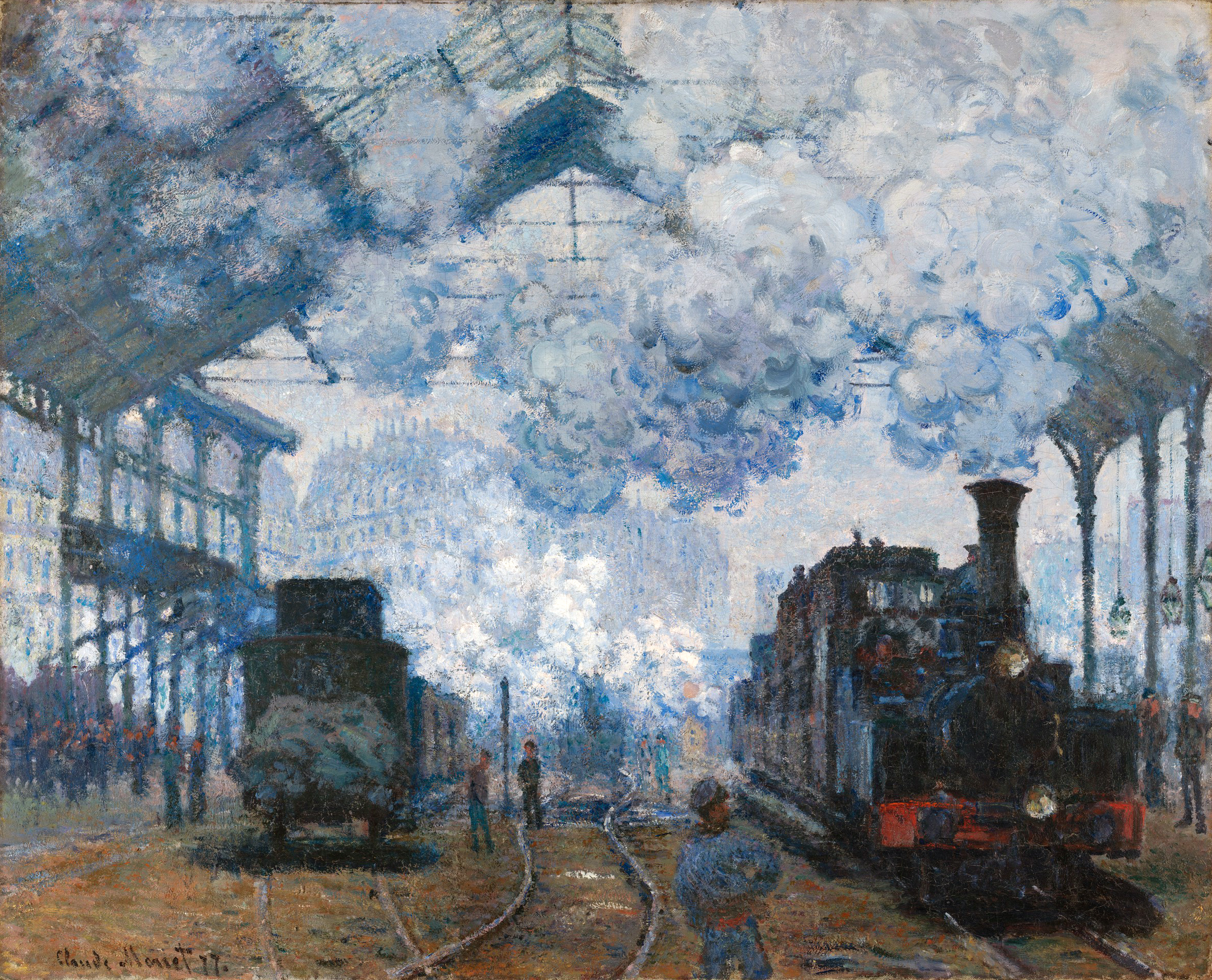
Claude Monet: Ankunft eines Zuges im Gare Saint-Lazare

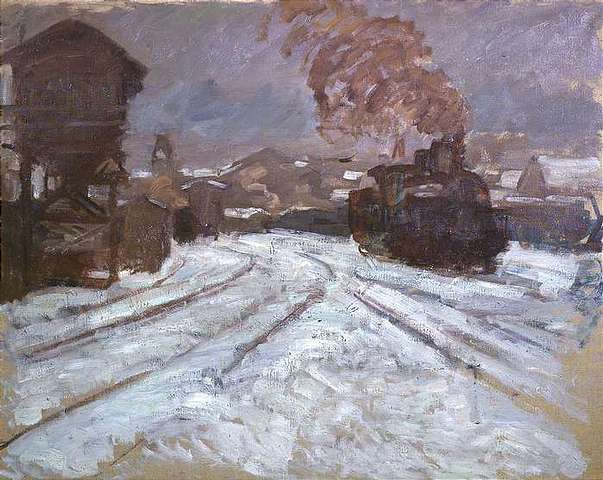
Hermann Pleuer: Stuttgarter Hauptbahnhof im Schnee, Öl auf Leinwand

- William Turner: Rain, steam and speed, the Great Western Railway (Regen, Dampf und Geschwindigkeit), 1844, Öl auf Leinwand
- Adolph von Menzel: Die Berlin-Potsdamer Bahn, 1847, Öl auf Leinwand
- Paul Friedrich Meyerheim: Zyklus Lebensgeschichte einer Lokomotive, 1872–1876, Öl auf Kupfer
- Claude Monet: Ankunft eines Zuges im Gare Saint-Lazare, 1877, Öl auf Leinwand
- Erich Heckel: Lokomotive, 1916, Aquarell
- Hermann Pleuer: diverse Bilder, vor allem von Lokomotiven und Strecken der Königlich Württembergischen Staats-Eisenbahnen
- Vilém Kreibich: diverse Lokomotivgemälde, diverse Maltechniken
- Wolf Vostell: La Tortuga, 1988, Großplastik

### Musik
- Hans Christian Lumbye: Kopenhagener Eisenbahn-Dampf-Galopp
- Philipp Fahrbach der Ältere: Locomotiv-Galopp, Op. 31, 1838
- Wallace Saunders: The Ballad of Casey Jones, US-amerikanisches Lied, um 1900
- Arthur Honegger: Pacific 231, sinfonischer Satz für Orchester, 1924
- Duke Ellington: Daybreak Express 1933
- Jethro Tull: Locomotive Breath, Album Aqualung, 1971

### Gedichte und Balladen
- Gerrit Engelke: Lokomotive, Gedicht, 1921[13]
- Theodor Fontane: Die Brück’ am Tay, Ballade, 1880.